# 4000
4000是介於3999與4001間的自然數。

## 4001至4999的整數
- 4104：繼1729後，第二個最少的整數可以被兩種不同的方式寫成兩個數字的立方和：
{\displaystyle 4104=729+3375=9^{3}+15^{3}\,\!}
{\displaystyle 4104=8+4096=2^{3}+16^{3}\,\!}
- 4167： 7!-6!-5!-4!-3!-2!-1!
- 4168： 7!-6!-5!-4!-3!-2!
- 4170： 7!-6!-5!-4!-3!
- 4176： 7!-6!-5!-4!
- 4200：  五角錐数、7!-6!-5!
- 4320：  7!-6!
- 4324： 四角錐数
- 4356： 662
- 4489： 672
- 4705： 482 + 492 = 172 + 182 + … + 262
- 4761： 692
- 4900： 702
- 4913： 173
- 4960： 三角錐数

4000
- 合数，正因數有1、2、4、5、8、10、16、20、25、32、40、50、80、100、125、160、200、250、400、500、800、1000、2000和4000。
質因數分解，{\displaystyle 2^{5}\times 5^{3}}。
- 过剩数，真因數和為5828，盈度為1828
- 十进制的等數位數。

4001
- 第551個質數。
  - 孪生素数，為（4001、 4003）

4002
- 合数，正因數有1、2、3、6、23、29、46、58、69、87、138、174、667、1334、2001和4002。
質因數分解，{\displaystyle 2\times 3\times 23\times 29}。
- 过剩数，真因數和為4638，盈度為636
- 无平方数因数的数。
- 十进制的奢侈數。

4003
- 第552個質數。
  - 孪生素数，為（4001、 4003）

4004
- 合数，正因數有1、2、4、7、11、13、14、22、26、28、44、52、77、91、143、154、182、286、308、364、572、1001、2002和4004。
質因數分解，{\displaystyle 2^{2}\times 7\times 11\times 13}。
- 过剩数，真因數和為5404，盈度為1400
- 十进制的奢侈數。

4005
- 合数，正因數有1、3、5、9、15、45、89、267、445、801、1335和4005。
質因數分解，{\displaystyle 3^{2}\times 5\times 89}。
- 亏数，真因數和為3015，虧度為990
- 不尋常數，大於平方根的質因數為89。
- 十进制的奢侈數。

4006
- 合数，正因數有1、2、2003和4006。
質因數分解，{\displaystyle 2\times 2003}。
- 亏数，真因數和為2006，虧度為2000
- 不尋常數，大於平方根的質因數為2003。
- 半素数。
- 无平方数因数的数。
- 十进制的奢侈數。

4007
- 第553個質數。

4008
- 合数，正因數有1、2、3、4、6、8、12、24、167、334、501、668、1002、1336、2004和4008。
質因數分解，{\displaystyle 2^{3}\times 3\times 167}。
- 过剩数，真因數和為6072，盈度為2064
- 不尋常數，大於平方根的質因數為167。
- 十进制的奢侈數。

4009
- 合数，正因數有1、19、211和4009。
質因數分解，{\displaystyle 19\times 211}。
- 亏数，真因數和為231，虧度為3778
- 不尋常數，大於平方根的質因數為211。
- 半素数。
- 无平方数因数的数。
- 十进制的奢侈數。

4010
- 合数，正因數有1、2、5、10、401、802、2005和4010。
質因數分解，{\displaystyle 2\times 5\times 401}。
- 亏数，真因數和為3226，虧度為784
- 不尋常數，大於平方根的質因數為401。
- 无平方数因数的数。
  - 楔形数。
- 十进制的奢侈數。

4011
- 合数，正因數有1、3、7、21、191、573、1337和4011。
質因數分解，{\displaystyle 3\times 7\times 191}。
- 亏数，真因數和為2133，虧度為1878
- 不尋常數，大於平方根的質因數為191。
- 无平方数因数的数。
  - 楔形数。
- 十进制的奢侈數。

4012
- 合数，正因數有1、2、4、17、34、59、68、118、236、1003、2006和4012。
質因數分解，{\displaystyle 2^{2}\times 17\times 59}。
- 亏数，真因數和為3548，虧度為464
- 十进制的奢侈數。

4013
- 第554個質數。

4014
- 合数，正因數有1、2、3、6、9、18、223、446、669、1338、2007和4014。
質因數分解，{\displaystyle 2\times 3^{2}\times 223}。
- 过剩数，真因數和為4722，盈度為708
  - 半完全数，和為本身的其中一組因數為223、 446、 1338、 2007。
- 不尋常數，大於平方根的質因數為223。
- 十进制的奢侈數。

4015
- 合数，正因數有1、5、11、55、73、365、803和4015。
質因數分解，{\displaystyle 5\times 11\times 73}。
- 亏数，真因數和為1313，虧度為2702
- 不尋常數，大於平方根的質因數為73。
- 无平方数因数的数。
  - 楔形数。
- 十进制的奢侈數。

4016
- 合数，正因數有1、2、4、8、16、251、502、1004、2008和4016。
質因數分解，{\displaystyle 2^{4}\times 251}。
- 亏数，真因數和為3796，虧度為220
- 不尋常數，大於平方根的質因數為251。
- 十进制的奢侈數。

4017
- 合数，正因數有1、3、13、39、103、309、1339和4017。
質因數分解，{\displaystyle 3\times 13\times 103}。
- 亏数，真因數和為1807，虧度為2210
- 不尋常數，大於平方根的質因數為103。
- 无平方数因数的数。
  - 楔形数。
- 十进制的奢侈數。

4018
- 合数，正因數有1、2、7、14、41、49、82、98、287、574、2009和4018。
質因數分解，{\displaystyle 2\times 7^{2}\times 41}。
- 亏数，真因數和為3164，虧度為854
- 十进制的奢侈數。

4019
- 第555個質數。
  - 孪生素数，為（4019、 4021）

4020
- 合数，正因數有1、2、3、4、5、6、10、12、15、20、30、60、67、134、201、268、335、402、670、804、1005、1340、2010和4020。
質因數分解，{\displaystyle 2^{2}\times 3\times 5\times 67}。
- 过剩数，真因數和為7404，盈度為3384
- 不尋常數，大於平方根的質因數為67。
- 十进制的奢侈數。

4021
- 第556個質數。
  - 孪生素数，為（4019、 4021）

4022
- 合数，正因數有1、2、2011和4022。
質因數分解，{\displaystyle 2\times 2011}。
- 亏数，真因數和為2014，虧度為2008
- 不尋常數，大於平方根的質因數為2011。
- 半素数。
- 无平方数因数的数。
- 十进制的奢侈數。

4023
- 合数，正因數有1、3、9、27、149、447、1341和4023。
質因數分解，{\displaystyle 3^{3}\times 149}。
- 亏数，真因數和為1977，虧度為2046
- 不尋常數，大於平方根的質因數為149。
- 十进制的奢侈數。

4024
- 合数，正因數有1、2、4、8、503、1006、2012和4024。
質因數分解，{\displaystyle 2^{3}\times 503}。
- 亏数，真因數和為3536，虧度為488
- 不尋常數，大於平方根的質因數為503。
- 十进制的奢侈數。

4025
- 合数，正因數有1、5、7、23、25、35、115、161、175、575、805和4025。
質因數分解，{\displaystyle 5^{2}\times 7\times 23}。
- 亏数，真因數和為1927，虧度為2098
- 十进制的奢侈數。

4026
- 合数，正因數有1、2、3、6、11、22、33、61、66、122、183、366、671、1342、2013和4026。
質因數分解，{\displaystyle 2\times 3\times 11\times 61}。
- 过剩数，真因數和為4902，盈度為876
- 无平方数因数的数。
- 十进制的奢侈數。

4027
- 第557個質數。

4028
- 合数，正因數有1、2、4、19、38、53、76、106、212、1007、2014和4028。
質因數分解，{\displaystyle 2^{2}\times 19\times 53}。
- 亏数，真因數和為3532，虧度為496
- 十进制的奢侈數。

4029
- 合数，正因數有1、3、17、51、79、237、1343和4029。
質因數分解，{\displaystyle 3\times 17\times 79}。
- 亏数，真因數和為1731，虧度為2298
- 不尋常數，大於平方根的質因數為79。
- 无平方数因数的数。
  - 楔形数。
- 十进制的奢侈數。

4030
- 合数，正因數有1、2、5、10、13、26、31、62、65、130、155、310、403、806、2015和4030。
質因數分解，{\displaystyle 2\times 5\times 13\times 31}。
- 过剩数，真因數和為4034，盈度為4
- 佩服數，佩服因數為2。
- 无平方数因数的数。
- 十进制的奢侈數。

4031
- 合数，正因數有1、29、139和4031。
質因數分解，{\displaystyle 29\times 139}。
- 亏数，真因數和為169，虧度為3862
- 不尋常數，大於平方根的質因數為139。
- 半素数。
- 无平方数因数的数。
- 十进制的奢侈數。

4032
- 合数，正因數有1、2、3、4、6、7、8、9、12、14、16、18、21、24、28、32、36、42、48、56、63、64、72、84、96、112、126、144、168、192、224、252、288、336、448、504、576、672、1008、1344、2016和4032。
質因數分解，{\displaystyle 2^{6}\times 3^{2}\times 7}。
- 过剩数，真因數和為9176，盈度為5144
- 普洛尼克数，為63與64的乘積。
- 十进制的奢侈數。

4033
- 合数，正因數有1、37、109和4033。
質因數分解，{\displaystyle 37\times 109}。
- 亏数，真因數和為147，虧度為3886
- 不尋常數，大於平方根的質因數為109。
- 半素数。
- 无平方数因数的数。
- 十进制的奢侈數。

4034
- 合数，正因數有1、2、2017和4034。
質因數分解，{\displaystyle 2\times 2017}。
- 亏数，真因數和為2020，虧度為2014
- 不尋常數，大於平方根的質因數為2017。
- 半素数。
- 无平方数因数的数。
- 十进制的奢侈數。

4035
- 合数，正因數有1、3、5、15、269、807、1345和4035。
質因數分解，{\displaystyle 3\times 5\times 269}。
- 亏数，真因數和為2445，虧度為1590
- 不尋常數，大於平方根的質因數為269。
- 无平方数因数的数。
  - 楔形数。
- 十进制的奢侈數。

4036
- 合数，正因數有1、2、4、1009、2018和4036。
質因數分解，{\displaystyle 2^{2}\times 1009}。
- 亏数，真因數和為3034，虧度為1002
- 不尋常數，大於平方根的質因數為1009。
- 十进制的奢侈數。

4037
- 合数，正因數有1、11、367和4037。
質因數分解，{\displaystyle 11\times 367}。
- 亏数，真因數和為379，虧度為3658
- 不尋常數，大於平方根的質因數為367。
- 半素数。
- 无平方数因数的数。
- 十进制的奢侈數。

4038
- 合数，正因數有1、2、3、6、673、1346、2019和4038。
質因數分解，{\displaystyle 2\times 3\times 673}。
- 过剩数，真因數和為4050，盈度為12
  - 半完全数，和為本身的其中一組因數為673、 1346、 2019。
- 不尋常數，大於平方根的質因數為673。
- 佩服數，佩服因數為6。
- 无平方数因数的数。
  - 楔形数。
- 十进制的奢侈數。

4039
- 合数，正因數有1、7、577和4039。
質因數分解，{\displaystyle 7\times 577}。
- 亏数，真因數和為585，虧度為3454
- 不尋常數，大於平方根的質因數為577。
- 半素数。
- 无平方数因数的数。
- 十进制的等數位數。

4040
- 合数，正因數有1、2、4、5、8、10、20、40、101、202、404、505、808、1010、2020和4040。
質因數分解，{\displaystyle 2^{3}\times 5\times 101}。
- 过剩数，真因數和為5140，盈度為1100
- 不尋常數，大於平方根的質因數為101。
- 十进制的奢侈數。

4041
- 合数，正因數有1、3、9、449、1347和4041。
質因數分解，{\displaystyle 3^{2}\times 449}。
- 亏数，真因數和為1809，虧度為2232
- 不尋常數，大於平方根的質因數為449。
- 十进制的奢侈數。

4042
- 合数，正因數有1、2、43、47、86、94、2021和4042。
質因數分解，{\displaystyle 2\times 43\times 47}。
- 亏数，真因數和為2294，虧度為1748
- 无平方数因数的数。
  - 楔形数。
- 十进制的奢侈數。

4043
- 合数，正因數有1、13、311和4043。
質因數分解，{\displaystyle 13\times 311}。
- 亏数，真因數和為325，虧度為3718
- 不尋常數，大於平方根的質因數為311。
- 半素数。
- 无平方数因数的数。
- 十进制的奢侈數。

4044
- 合数，正因數有1、2、3、4、6、12、337、674、1011、1348、2022和4044。
質因數分解，{\displaystyle 2^{2}\times 3\times 337}。
- 过剩数，真因數和為5420，盈度為1376
  - 半完全数，和為本身的其中一組因數為337、 674、 1011、 2022。
- 不尋常數，大於平方根的質因數為337。
- 十进制的奢侈數。

4045
- 合数，正因數有1、5、809和4045。
質因數分解，{\displaystyle 5\times 809}。
- 亏数，真因數和為815，虧度為3230
- 不尋常數，大於平方根的質因數為809。
- 半素数。
- 无平方数因数的数。
- 十进制的等數位數。

4046
- 合数，正因數有1、2、7、14、17、34、119、238、289、578、2023和4046。
質因數分解，{\displaystyle 2\times 7\times 17^{2}}。
- 亏数，真因數和為3322，虧度為724
- 十进制的奢侈數。

4047
- 合数，正因數有1、3、19、57、71、213、1349和4047。
質因數分解，{\displaystyle 3\times 19\times 71}。
- 亏数，真因數和為1713，虧度為2334
- 不尋常數，大於平方根的質因數為71。
- 无平方数因数的数。
  - 楔形数。
- 十进制的奢侈數。

4048
- 合数，正因數有1、2、4、8、11、16、22、23、44、46、88、92、176、184、253、368、506、1012、2024和4048。
質因數分解，{\displaystyle 2^{4}\times 11\times 23}。
- 过剩数，真因數和為4880，盈度為832
- 十进制的奢侈數。

4049
- 第558個質數。
  - 孪生素数，為（4049、 4051）

4050
- 合数，正因數有1、2、3、5、6、9、10、15、18、25、27、30、45、50、54、75、81、90、135、150、162、225、270、405、450、675、810、1350、2025和4050。
質因數分解，{\displaystyle 2\times 3^{4}\times 5^{2}}。
- 过剩数，真因數和為7203，盈度為3153
- 十进制的奢侈數。

4051
- 第559個質數。
  - 孪生素数，為（4049、 4051）

4052
- 合数，正因數有1、2、4、1013、2026和4052。
質因數分解，{\displaystyle 2^{2}\times 1013}。
- 亏数，真因數和為3046，虧度為1006
- 不尋常數，大於平方根的質因數為1013。
- 十进制的奢侈數。

4053
- 合数，正因數有1、3、7、21、193、579、1351和4053。
質因數分解，{\displaystyle 3\times 7\times 193}。
- 亏数，真因數和為2155，虧度為1898
- 不尋常數，大於平方根的質因數為193。
- 无平方数因数的数。
  - 楔形数。
- 十进制的奢侈數。

4054
- 合数，正因數有1、2、2027和4054。
質因數分解，{\displaystyle 2\times 2027}。
- 亏数，真因數和為2030，虧度為2024
- 不尋常數，大於平方根的質因數為2027。
- 半素数。
- 无平方数因数的数。
- 十进制的奢侈數。

4055
- 合数，正因數有1、5、811和4055。
質因數分解，{\displaystyle 5\times 811}。
- 亏数，真因數和為817，虧度為3238
- 不尋常數，大於平方根的質因數為811。
- 半素数。
- 无平方数因数的数。
- 十进制的等數位數。

4056
- 合数，正因數有1、2、3、4、6、8、12、13、24、26、39、52、78、104、156、169、312、338、507、676、1014、1352、2028和4056。
質因數分解，{\displaystyle 2^{3}\times 3\times 13^{2}}。
- 过剩数，真因數和為6924，盈度為2868
- 十进制的奢侈數。

4057
- 第560個質數。

4058
- 合数，正因數有1、2、2029和4058。
質因數分解，{\displaystyle 2\times 2029}。
- 亏数，真因數和為2032，虧度為2026
- 不尋常數，大於平方根的質因數為2029。
- 半素数。
- 无平方数因数的数。
- 十进制的奢侈數。

4059
- 合数，正因數有1、3、9、11、33、41、99、123、369、451、1353和4059。
質因數分解，{\displaystyle 3^{2}\times 11\times 41}。
- 亏数，真因數和為2493，虧度為1566
- 十进制的奢侈數。

4060
- 合数，正因數有1、2、4、5、7、10、14、20、28、29、35、58、70、116、140、145、203、290、406、580、812、1015、2030和4060。
質因數分解，{\displaystyle 2^{2}\times 5\times 7\times 29}。
- 过剩数，真因數和為6020，盈度為1960
- 十进制的奢侈數。

4061
- 合数，正因數有1、31、131和4061。
質因數分解，{\displaystyle 31\times 131}。
- 亏数，真因數和為163，虧度為3898
- 不尋常數，大於平方根的質因數為131。
- 半素数。
- 无平方数因数的数。
- 十进制的奢侈數。

4062
- 合数，正因數有1、2、3、6、677、1354、2031和4062。
質因數分解，{\displaystyle 2\times 3\times 677}。
- 过剩数，真因數和為4074，盈度為12
  - 半完全数，和為本身的其中一組因數為677、 1354、 2031。
- 不尋常數，大於平方根的質因數為677。
- 佩服數，佩服因數為6。
- 无平方数因数的数。
  - 楔形数。
- 十进制的奢侈數。

4063
- 合数，正因數有1、17、239和4063。
質因數分解，{\displaystyle 17\times 239}。
- 亏数，真因數和為257，虧度為3806
- 不尋常數，大於平方根的質因數為239。
- 半素数。
- 无平方数因数的数。
- 十进制的奢侈數。

4064
- 合数，正因數有1、2、4、8、16、32、127、254、508、1016、2032和4064。
質因數分解，{\displaystyle 2^{5}\times 127}。
- 亏数，真因數和為4000，虧度為64
- 不尋常數，大於平方根的質因數為127。
- 十进制的奢侈數。

4065
- 合数，正因數有1、3、5、15、271、813、1355和4065。
質因數分解，{\displaystyle 3\times 5\times 271}。
- 亏数，真因數和為2463，虧度為1602
- 不尋常數，大於平方根的質因數為271。
- 无平方数因数的数。
  - 楔形数。
- 十进制的奢侈數。

4066
- 合数，正因數有1、2、19、38、107、214、2033和4066。
質因數分解，{\displaystyle 2\times 19\times 107}。
- 亏数，真因數和為2414，虧度為1652
- 不尋常數，大於平方根的質因數為107。
- 无平方数因数的数。
  - 楔形数。
- 十进制的奢侈數。

4067
- 合数，正因數有1、7、49、83、581和4067。
質因數分解，{\displaystyle 7^{2}\times 83}。
- 亏数，真因數和為721，虧度為3346
- 不尋常數，大於平方根的質因數為83。
- 十进制的等數位數。

4068
- 合数，正因數有1、2、3、4、6、9、12、18、36、113、226、339、452、678、1017、1356、2034和4068。
質因數分解，{\displaystyle 2^{2}\times 3^{2}\times 113}。
- 过剩数，真因數和為6306，盈度為2238
- 不尋常數，大於平方根的質因數為113。
- 十进制的奢侈數。

4069
- 合数，正因數有1、13、313和4069。
質因數分解，{\displaystyle 13\times 313}。
- 亏数，真因數和為327，虧度為3742
- 不尋常數，大於平方根的質因數為313。
- 半素数。
- 无平方数因数的数。
- 十进制的奢侈數。

4070
- 合数，正因數有1、2、5、10、11、22、37、55、74、110、185、370、407、814、2035和4070。
質因數分解，{\displaystyle 2\times 5\times 11\times 37}。
- 过剩数，真因數和為4138，盈度為68
- 无平方数因数的数。
- 十进制的奢侈數。

4071
- 合数，正因數有1、3、23、59、69、177、1357和4071。
質因數分解，{\displaystyle 3\times 23\times 59}。
- 亏数，真因數和為1689，虧度為2382
- 无平方数因数的数。
  - 楔形数。
- 十进制的奢侈數。

4072
- 合数，正因數有1、2、4、8、509、1018、2036和4072。
質因數分解，{\displaystyle 2^{3}\times 509}。
- 亏数，真因數和為3578，虧度為494
- 不尋常數，大於平方根的質因數為509。
- 十进制的奢侈數。

4073
- 第561個質數。

4074
- 合数，正因數有1、2、3、6、7、14、21、42、97、194、291、582、679、1358、2037和4074。
質因數分解，{\displaystyle 2\times 3\times 7\times 97}。
- 过剩数，真因數和為5334，盈度為1260
- 不尋常數，大於平方根的質因數為97。
- 无平方数因数的数。
- 十进制的奢侈數。

4075
- 合数，正因數有1、5、25、163、815和4075。
質因數分解，{\displaystyle 5^{2}\times 163}。
- 亏数，真因數和為1009，虧度為3066
- 不尋常數，大於平方根的質因數為163。
- 十进制的奢侈數。

4076
- 合数，正因數有1、2、4、1019、2038和4076。
質因數分解，{\displaystyle 2^{2}\times 1019}。
- 亏数，真因數和為3064，虧度為1012
- 不尋常數，大於平方根的質因數為1019。
- 十进制的奢侈數。

4077
- 合数，正因數有1、3、9、27、151、453、1359和4077。
質因數分解，{\displaystyle 3^{3}\times 151}。
- 亏数，真因數和為2003，虧度為2074
- 不尋常數，大於平方根的質因數為151。
- 十进制的奢侈數。

4078
- 合数，正因數有1、2、2039和4078。
質因數分解，{\displaystyle 2\times 2039}。
- 亏数，真因數和為2042，虧度為2036
- 不尋常數，大於平方根的質因數為2039。
- 半素数。
- 无平方数因数的数。
- 十进制的奢侈數。

4079
- 第562個質數。

4080
- 合数，正因數有1、2、3、4、5、6、8、10、12、15、16、17、20、24、30、34、40、48、51、60、68、80、85、102、120、136、170、204、240、255、272、340、408、510、680、816、1020、1360、2040和4080。
質因數分解，{\displaystyle 2^{4}\times 3\times 5\times 17}。
- 过剩数，真因數和為9312，盈度為5232
- 十进制的奢侈數。

4081
- 合数，正因數有1、7、11、53、77、371、583和4081。
質因數分解，{\displaystyle 7\times 11\times 53}。
- 亏数，真因數和為1103，虧度為2978
- 无平方数因数的数。
  - 楔形数。
- 十进制的奢侈數。

4082
- 合数，正因數有1、2、13、26、157、314、2041和4082。
質因數分解，{\displaystyle 2\times 13\times 157}。
- 亏数，真因數和為2554，虧度為1528
- 不尋常數，大於平方根的質因數為157。
- 无平方数因数的数。
  - 楔形数。
- 十进制的奢侈數。

4083
- 合数，正因數有1、3、1361和4083。
質因數分解，{\displaystyle 3\times 1361}。
- 亏数，真因數和為1365，虧度為2718
- 不尋常數，大於平方根的質因數為1361。
- 半素数。
- 无平方数因数的数。
- 十进制的奢侈數。

4084
- 合数，正因數有1、2、4、1021、2042和4084。
質因數分解，{\displaystyle 2^{2}\times 1021}。
- 亏数，真因數和為3070，虧度為1014
- 不尋常數，大於平方根的質因數為1021。
- 十进制的奢侈數。

4085
- 合数，正因數有1、5、19、43、95、215、817和4085。
質因數分解，{\displaystyle 5\times 19\times 43}。
- 亏数，真因數和為1195，虧度為2890
- 无平方数因数的数。
  - 楔形数。
- 十进制的奢侈數。

4086
- 合数，正因數有1、2、3、6、9、18、227、454、681、1362、2043和4086。
質因數分解，{\displaystyle 2\times 3^{2}\times 227}。
- 过剩数，真因數和為4806，盈度為720
  - 半完全数，和為本身的其中一組因數為227、 454、 1362、 2043。
- 不尋常數，大於平方根的質因數為227。
- 十进制的奢侈數。

4087
- 合数，正因數有1、61、67和4087。
質因數分解，{\displaystyle 61\times 67}。
- 亏数，真因數和為129，虧度為3958
- 不尋常數，大於平方根的質因數為67。
- 半素数。
- 无平方数因数的数。
- 十进制的等數位數。

4088
- 合数，正因數有1、2、4、7、8、14、28、56、73、146、292、511、584、1022、2044和4088。
質因數分解，{\displaystyle 2^{3}\times 7\times 73}。
- 过剩数，真因數和為4792，盈度為704
- 不尋常數，大於平方根的質因數為73。
- 十进制的奢侈數。

4089
- 合数，正因數有1、3、29、47、87、141、1363和4089。
質因數分解，{\displaystyle 3\times 29\times 47}。
- 亏数，真因數和為1671，虧度為2418
- 无平方数因数的数。
  - 楔形数。
- 十进制的奢侈數。

4090
- 合数，正因數有1、2、5、10、409、818、2045和4090。
質因數分解，{\displaystyle 2\times 5\times 409}。
- 亏数，真因數和為3290，虧度為800
- 不尋常數，大於平方根的質因數為409。
- 无平方数因数的数。
  - 楔形数。
- 十进制的奢侈數。

4091
- 第563個質數。
  - 孪生素数，為（4091、 4093）

4092
- 合数，正因數有1、2、3、4、6、11、12、22、31、33、44、62、66、93、124、132、186、341、372、682、1023、1364、2046和4092。
質因數分解，{\displaystyle 2^{2}\times 3\times 11\times 31}。
- 过剩数，真因數和為6660，盈度為2568
- 十进制的奢侈數。

4093
- 第564個質數。
  - 孪生素数，為（4091、 4093）

4094
- 合数，正因數有1、2、23、46、89、178、2047和4094。
質因數分解，{\displaystyle 2\times 23\times 89}。
- 亏数，真因數和為2386，虧度為1708
- 不尋常數，大於平方根的質因數為89。
- 无平方数因数的数。
  - 楔形数。
- 十进制的奢侈數。

4095
- 合数，正因數有1、3、5、7、9、13、15、21、35、39、45、63、65、91、105、117、195、273、315、455、585、819、1365和4095。
質因數分解，{\displaystyle 3^{2}\times 5\times 7\times 13}。
- 过剩数，真因數和為4641，盈度為546
- 佩服數，佩服因數為273。
- 十进制的奢侈數。

4096
- 合数，正因數有1、2、4、8、16、32、64、128、256、512、1024、2048和4096。
質因數分解，{\displaystyle 2^{12}}。
- 亏数，真因數和為4095，虧度為1
- 平方数，為64的平方。
- 十进制的節儉數。

4097
- 合数，正因數有1、17、241和4097。
質因數分解，{\displaystyle 17\times 241}。
- 亏数，真因數和為259，虧度為3838
- 不尋常數，大於平方根的質因數為241。
- 半素数。
- 无平方数因数的数。
- 十进制的奢侈數。

4098
- 合数，正因數有1、2、3、6、683、1366、2049和4098。
質因數分解，{\displaystyle 2\times 3\times 683}。
- 过剩数，真因數和為4110，盈度為12
  - 半完全数，和為本身的其中一組因數為683、 1366、 2049。
- 不尋常數，大於平方根的質因數為683。
- 佩服數，佩服因數為6。
- 无平方数因数的数。
  - 楔形数。
- 十进制的奢侈數。

4099
- 第565個質數。

4100
- 合数，正因數有1、2、4、5、10、20、25、41、50、82、100、164、205、410、820、1025、2050和4100。
質因數分解，{\displaystyle 2^{2}\times 5^{2}\times 41}。
- 过剩数，真因數和為5014，盈度為914
- 十进制的奢侈數。

4101
- 合数，正因數有1、3、1367和4101。
質因數分解，{\displaystyle 3\times 1367}。
- 亏数，真因數和為1371，虧度為2730
- 不尋常數，大於平方根的質因數為1367。
- 半素数。
- 无平方数因数的数。
- 十进制的奢侈數。

4102
- 合数，正因數有1、2、7、14、293、586、2051和4102。
質因數分解，{\displaystyle 2\times 7\times 293}。
- 亏数，真因數和為2954，虧度為1148
- 不尋常數，大於平方根的質因數為293。
- 无平方数因数的数。
  - 楔形数。
- 十进制的奢侈數。

4103
- 合数，正因數有1、11、373和4103。
質因數分解，{\displaystyle 11\times 373}。
- 亏数，真因數和為385，虧度為3718
- 不尋常數，大於平方根的質因數為373。
- 半素数。
- 无平方数因数的数。
- 十进制的奢侈數。

4104
- 合数，正因數有1、2、3、4、6、8、9、12、18、19、24、27、36、38、54、57、72、76、108、114、152、171、216、228、342、456、513、684、1026、1368、2052和4104。
質因數分解，{\displaystyle 2^{3}\times 3^{3}\times 19}。
- 过剩数，真因數和為7896，盈度為3792
- 十进制的奢侈數。

4105
- 合数，正因數有1、5、821和4105。
質因數分解，{\displaystyle 5\times 821}。
- 亏数，真因數和為827，虧度為3278
- 不尋常數，大於平方根的質因數為821。
- 半素数。
- 无平方数因数的数。
- 十进制的等數位數。

4106
- 合数，正因數有1、2、2053和4106。
質因數分解，{\displaystyle 2\times 2053}。
- 亏数，真因數和為2056，虧度為2050
- 不尋常數，大於平方根的質因數為2053。
- 半素数。
- 无平方数因数的数。
- 十进制的奢侈數。

4107
- 合数，正因數有1、3、37、111、1369和4107。
質因數分解，{\displaystyle 3\times 37^{2}}。
- 亏数，真因數和為1521，虧度為2586
- 十进制的等數位數。

4108
- 合数，正因數有1、2、4、13、26、52、79、158、316、1027、2054和4108。
質因數分解，{\displaystyle 2^{2}\times 13\times 79}。
- 亏数，真因數和為3732，虧度為376
- 不尋常數，大於平方根的質因數為79。
- 十进制的奢侈數。

4109
- 合数，正因數有1、7、587和4109。
質因數分解，{\displaystyle 7\times 587}。
- 亏数，真因數和為595，虧度為3514
- 不尋常數，大於平方根的質因數為587。
- 半素数。
- 无平方数因数的数。
- 十进制的等數位數。

4110
- 合数，正因數有1、2、3、5、6、10、15、30、137、274、411、685、822、1370、2055和4110。
質因數分解，{\displaystyle 2\times 3\times 5\times 137}。
- 过剩数，真因數和為5826，盈度為1716
- 不尋常數，大於平方根的質因數為137。
- 无平方数因数的数。
- 十进制的奢侈數。

4111
- 第566個質數。

4112
- 合数，正因數有1、2、4、8、16、257、514、1028、2056和4112。
質因數分解，{\displaystyle 2^{4}\times 257}。
- 亏数，真因數和為3886，虧度為226
- 不尋常數，大於平方根的質因數為257。
- 十进制的奢侈數。

4113
- 合数，正因數有1、3、9、457、1371和4113。
質因數分解，{\displaystyle 3^{2}\times 457}。
- 亏数，真因數和為1841，虧度為2272
- 不尋常數，大於平方根的質因數為457。
- 十进制的奢侈數。

4114
- 合数，正因數有1、2、11、17、22、34、121、187、242、374、2057和4114。
質因數分解，{\displaystyle 2\times 11^{2}\times 17}。
- 亏数，真因數和為3068，虧度為1046
- 十进制的奢侈數。

4115
- 合数，正因數有1、5、823和4115。
質因數分解，{\displaystyle 5\times 823}。
- 亏数，真因數和為829，虧度為3286
- 不尋常數，大於平方根的質因數為823。
- 半素数。
- 无平方数因数的数。
- 十进制的等數位數。

4116
- 合数，正因數有1、2、3、4、6、7、12、14、21、28、42、49、84、98、147、196、294、343、588、686、1029、1372、2058和4116。
質因數分解，{\displaystyle 2^{2}\times 3\times 7^{3}}。
- 过剩数，真因數和為7084，盈度為2968
- 十进制的奢侈數。

4117
- 合数，正因數有1、23、179和4117。
質因數分解，{\displaystyle 23\times 179}。
- 亏数，真因數和為203，虧度為3914
- 不尋常數，大於平方根的質因數為179。
- 半素数。
- 无平方数因数的数。
- 十进制的奢侈數。

4118
- 合数，正因數有1、2、29、58、71、142、2059和4118。
質因數分解，{\displaystyle 2\times 29\times 71}。
- 亏数，真因數和為2362，虧度為1756
- 不尋常數，大於平方根的質因數為71。
- 无平方数因数的数。
  - 楔形数。
- 十进制的奢侈數。

4119
- 合数，正因數有1、3、1373和4119。
質因數分解，{\displaystyle 3\times 1373}。
- 亏数，真因數和為1377，虧度為2742
- 不尋常數，大於平方根的質因數為1373。
- 半素数。
- 无平方数因数的数。
- 十进制的奢侈數。

4120
- 合数，正因數有1、2、4、5、8、10、20、40、103、206、412、515、824、1030、2060和4120。
質因數分解，{\displaystyle 2^{3}\times 5\times 103}。
- 过剩数，真因數和為5240，盈度為1120
- 不尋常數，大於平方根的質因數為103。
- 十进制的奢侈數。

4121
- 合数，正因數有1、13、317和4121。
質因數分解，{\displaystyle 13\times 317}。
- 亏数，真因數和為331，虧度為3790
- 不尋常數，大於平方根的質因數為317。
- 半素数。
- 无平方数因数的数。
- 十进制的奢侈數。

4122
- 合数，正因數有1、2、3、6、9、18、229、458、687、1374、2061和4122。
質因數分解，{\displaystyle 2\times 3^{2}\times 229}。
- 过剩数，真因數和為4848，盈度為726
  - 半完全数，和為本身的其中一組因數為229、 458、 1374、 2061。
- 不尋常數，大於平方根的質因數為229。
- 十进制的奢侈數。

4123
- 合数，正因數有1、7、19、31、133、217、589和4123。
質因數分解，{\displaystyle 7\times 19\times 31}。
- 亏数，真因數和為997，虧度為3126
- 无平方数因数的数。
  - 楔形数。
- 十进制的奢侈數。

4124
- 合数，正因數有1、2、4、1031、2062和4124。
質因數分解，{\displaystyle 2^{2}\times 1031}。
- 亏数，真因數和為3100，虧度為1024
- 不尋常數，大於平方根的質因數為1031。
- 十进制的奢侈數。

4125
- 合数，正因數有1、3、5、11、15、25、33、55、75、125、165、275、375、825、1375和4125。
質因數分解，{\displaystyle 3\times 5^{3}\times 11}。
- 亏数，真因數和為3363，虧度為762
- 十进制的奢侈數。

4126
- 合数，正因數有1、2、2063和4126。
質因數分解，{\displaystyle 2\times 2063}。
- 亏数，真因數和為2066，虧度為2060
- 不尋常數，大於平方根的質因數為2063。
- 半素数。
- 无平方数因数的数。
- 十进制的奢侈數。

4127
- 第567個質數。
  - 孪生素数，為（4127、 4129）

4128
- 合数，正因數有1、2、3、4、6、8、12、16、24、32、43、48、86、96、129、172、258、344、516、688、1032、1376、2064和4128。
質因數分解，{\displaystyle 2^{5}\times 3\times 43}。
- 过剩数，真因數和為6960，盈度為2832
- 十进制的奢侈數。

4129
- 第568個質數。
  - 孪生素数，為（4127、 4129）

4130
- 合数，正因數有1、2、5、7、10、14、35、59、70、118、295、413、590、826、2065和4130。
質因數分解，{\displaystyle 2\times 5\times 7\times 59}。
- 过剩数，真因數和為4510，盈度為380
- 无平方数因数的数。
- 十进制的奢侈數。

4131
- 合数，正因數有1、3、9、17、27、51、81、153、243、459、1377和4131。
質因數分解，{\displaystyle 3^{5}\times 17}。
- 亏数，真因數和為2421，虧度為1710
- 十进制的等數位數。

4132
- 合数，正因數有1、2、4、1033、2066和4132。
質因數分解，{\displaystyle 2^{2}\times 1033}。
- 亏数，真因數和為3106，虧度為1026
- 不尋常數，大於平方根的質因數為1033。
- 十进制的奢侈數。

4133
- 第569個質數。

4134
- 合数，正因數有1、2、3、6、13、26、39、53、78、106、159、318、689、1378、2067和4134。
質因數分解，{\displaystyle 2\times 3\times 13\times 53}。
- 过剩数，真因數和為4938，盈度為804
- 无平方数因数的数。
- 十进制的奢侈數。

4135
- 合数，正因數有1、5、827和4135。
質因數分解，{\displaystyle 5\times 827}。
- 亏数，真因數和為833，虧度為3302
- 不尋常數，大於平方根的質因數為827。
- 半素数。
- 无平方数因数的数。
- 十进制的等數位數。

4136
- 合数，正因數有1、2、4、8、11、22、44、47、88、94、188、376、517、1034、2068和4136。
質因數分解，{\displaystyle 2^{3}\times 11\times 47}。
- 过剩数，真因數和為4504，盈度為368
- 十进制的奢侈數。

4137
- 合数，正因數有1、3、7、21、197、591、1379和4137。
質因數分解，{\displaystyle 3\times 7\times 197}。
- 亏数，真因數和為2199，虧度為1938
- 不尋常數，大於平方根的質因數為197。
- 无平方数因数的数。
  - 楔形数。
- 十进制的奢侈數。

4138
- 合数，正因數有1、2、2069和4138。
質因數分解，{\displaystyle 2\times 2069}。
- 亏数，真因數和為2072，虧度為2066
- 不尋常數，大於平方根的質因數為2069。
- 半素数。
- 无平方数因数的数。
- 十进制的奢侈數。

4139
- 第570個質數。

4140
- 合数，正因數有1、2、3、4、5、6、9、10、12、15、18、20、23、30、36、45、46、60、69、90、92、115、138、180、207、230、276、345、414、460、690、828、1035、1380、2070和4140。
質因數分解，{\displaystyle 2^{2}\times 3^{2}\times 5\times 23}。
- 过剩数，真因數和為8964，盈度為4824
- 十进制的奢侈數。

4141
- 合数，正因數有1、41、101和4141。
質因數分解，{\displaystyle 41\times 101}。
- 亏数，真因數和為143，虧度為3998
- 不尋常數，大於平方根的質因數為101。
- 半素数。
- 无平方数因数的数。
- 十进制的奢侈數。

4142
- 合数，正因數有1、2、19、38、109、218、2071和4142。
質因數分解，{\displaystyle 2\times 19\times 109}。
- 亏数，真因數和為2458，虧度為1684
- 不尋常數，大於平方根的質因數為109。
- 无平方数因数的数。
  - 楔形数。
- 十进制的奢侈數。

4143
- 合数，正因數有1、3、1381和4143。
質因數分解，{\displaystyle 3\times 1381}。
- 亏数，真因數和為1385，虧度為2758
- 不尋常數，大於平方根的質因數為1381。
- 半素数。
- 无平方数因数的数。
- 十进制的奢侈數。

4144
- 合数，正因數有1、2、4、7、8、14、16、28、37、56、74、112、148、259、296、518、592、1036、2072和4144。
質因數分解，{\displaystyle 2^{4}\times 7\times 37}。
- 过剩数，真因數和為5280，盈度為1136
- 十进制的奢侈數。

4145
- 合数，正因數有1、5、829和4145。
質因數分解，{\displaystyle 5\times 829}。
- 亏数，真因數和為835，虧度為3310
- 不尋常數，大於平方根的質因數為829。
- 半素数。
- 无平方数因数的数。
- 十进制的等數位數。

4146
- 合数，正因數有1、2、3、6、691、1382、2073和4146。
質因數分解，{\displaystyle 2\times 3\times 691}。
- 过剩数，真因數和為4158，盈度為12
  - 半完全数，和為本身的其中一組因數為691、 1382、 2073。
- 不尋常數，大於平方根的質因數為691。
- 佩服數，佩服因數為6。
- 无平方数因数的数。
  - 楔形数。
- 十进制的奢侈數。

4147
- 合数，正因數有1、11、13、29、143、319、377和4147。
質因數分解，{\displaystyle 11\times 13\times 29}。
- 亏数，真因數和為893，虧度為3254
- 无平方数因数的数。
  - 楔形数。
- 十进制的奢侈數。

4148
- 合数，正因數有1、2、4、17、34、61、68、122、244、1037、2074和4148。
質因數分解，{\displaystyle 2^{2}\times 17\times 61}。
- 亏数，真因數和為3664，虧度為484
- 十进制的奢侈數。

4149
- 合数，正因數有1、3、9、461、1383和4149。
質因數分解，{\displaystyle 3^{2}\times 461}。
- 亏数，真因數和為1857，虧度為2292
- 不尋常數，大於平方根的質因數為461。
- 十进制的奢侈數。

4150
- 合数，正因數有1、2、5、10、25、50、83、166、415、830、2075和4150。
質因數分解，{\displaystyle 2\times 5^{2}\times 83}。
- 亏数，真因數和為3662，虧度為488
- 不尋常數，大於平方根的質因數為83。
- 十进制的奢侈數。

4151
- 合数，正因數有1、7、593和4151。
質因數分解，{\displaystyle 7\times 593}。
- 亏数，真因數和為601，虧度為3550
- 不尋常數，大於平方根的質因數為593。
- 半素数。
- 无平方数因数的数。
- 十进制的等數位數。

4152
- 合数，正因數有1、2、3、4、6、8、12、24、173、346、519、692、1038、1384、2076和4152。
質因數分解，{\displaystyle 2^{3}\times 3\times 173}。
- 过剩数，真因數和為6288，盈度為2136
- 不尋常數，大於平方根的質因數為173。
- 十进制的奢侈數。

4153
- 第571個質數。

4154
- 合数，正因數有1、2、31、62、67、134、2077和4154。
質因數分解，{\displaystyle 2\times 31\times 67}。
- 亏数，真因數和為2374，虧度為1780
- 不尋常數，大於平方根的質因數為67。
- 无平方数因数的数。
  - 楔形数。
- 十进制的奢侈數。

4155
- 合数，正因數有1、3、5、15、277、831、1385和4155。
質因數分解，{\displaystyle 3\times 5\times 277}。
- 亏数，真因數和為2517，虧度為1638
- 不尋常數，大於平方根的質因數為277。
- 无平方数因数的数。
  - 楔形数。
- 十进制的奢侈數。

4156
- 合数，正因數有1、2、4、1039、2078和4156。
質因數分解，{\displaystyle 2^{2}\times 1039}。
- 亏数，真因數和為3124，虧度為1032
- 不尋常數，大於平方根的質因數為1039。
- 十进制的奢侈數。

4157
- 第572個質數。
  - 孪生素数，為（4157、 4159）

4158
- 合数，正因數有1、2、3、6、7、9、11、14、18、21、22、27、33、42、54、63、66、77、99、126、154、189、198、231、297、378、462、594、693、1386、2079和4158。
質因數分解，{\displaystyle 2\times 3^{3}\times 7\times 11}。
- 过剩数，真因數和為7362，盈度為3204
- 十进制的奢侈數。

4159
- 第573個質數。
  - 孪生素数，為（4157、 4159）

4160
- 合数，正因數有1、2、4、5、8、10、13、16、20、26、32、40、52、64、65、80、104、130、160、208、260、320、416、520、832、1040、2080和4160。
質因數分解，{\displaystyle 2^{6}\times 5\times 13}。
- 过剩数，真因數和為6508，盈度為2348
- 普洛尼克数，為64與65的乘積。
- 十进制的奢侈數。

4161
- 合数，正因數有1、3、19、57、73、219、1387和4161。
質因數分解，{\displaystyle 3\times 19\times 73}。
- 亏数，真因數和為1759，虧度為2402
- 不尋常數，大於平方根的質因數為73。
- 无平方数因数的数。
  - 楔形数。
- 十进制的奢侈數。

4162
- 合数，正因數有1、2、2081和4162。
質因數分解，{\displaystyle 2\times 2081}。
- 亏数，真因數和為2084，虧度為2078
- 不尋常數，大於平方根的質因數為2081。
- 半素数。
- 无平方数因数的数。
- 十进制的奢侈數。

4163
- 合数，正因數有1、23、181和4163。
質因數分解，{\displaystyle 23\times 181}。
- 亏数，真因數和為205，虧度為3958
- 不尋常數，大於平方根的質因數為181。
- 半素数。
- 无平方数因数的数。
- 十进制的奢侈數。

4164
- 合数，正因數有1、2、3、4、6、12、347、694、1041、1388、2082和4164。
質因數分解，{\displaystyle 2^{2}\times 3\times 347}。
- 过剩数，真因數和為5580，盈度為1416
  - 半完全数，和為本身的其中一組因數為347、 694、 1041、 2082。
- 不尋常數，大於平方根的質因數為347。
- 十进制的奢侈數。

4165
- 合数，正因數有1、5、7、17、35、49、85、119、245、595、833和4165。
質因數分解，{\displaystyle 5\times 7^{2}\times 17}。
- 亏数，真因數和為1991，虧度為2174
- 十进制的奢侈數。

4166
- 合数，正因數有1、2、2083和4166。
質因數分解，{\displaystyle 2\times 2083}。
- 亏数，真因數和為2086，虧度為2080
- 不尋常數，大於平方根的質因數為2083。
- 半素数。
- 无平方数因数的数。
- 十进制的奢侈數。

4167
- 合数，正因數有1、3、9、463、1389和4167。
質因數分解，{\displaystyle 3^{2}\times 463}。
- 亏数，真因數和為1865，虧度為2302
- 不尋常數，大於平方根的質因數為463。
- 十进制的奢侈數。

4168
- 合数，正因數有1、2、4、8、521、1042、2084和4168。
質因數分解，{\displaystyle 2^{3}\times 521}。
- 亏数，真因數和為3662，虧度為506
- 不尋常數，大於平方根的質因數為521。
- 十进制的奢侈數。

4169
- 合数，正因數有1、11、379和4169。
質因數分解，{\displaystyle 11\times 379}。
- 亏数，真因數和為391，虧度為3778
- 不尋常數，大於平方根的質因數為379。
- 半素数。
- 无平方数因数的数。
- 十进制的奢侈數。

4170
- 合数，正因數有1、2、3、5、6、10、15、30、139、278、417、695、834、1390、2085和4170。
質因數分解，{\displaystyle 2\times 3\times 5\times 139}。
- 过剩数，真因數和為5910，盈度為1740
- 不尋常數，大於平方根的質因數為139。
- 无平方数因数的数。
- 十进制的奢侈數。

4171
- 合数，正因數有1、43、97和4171。
質因數分解，{\displaystyle 43\times 97}。
- 亏数，真因數和為141，虧度為4030
- 不尋常數，大於平方根的質因數為97。
- 半素数。
- 无平方数因数的数。
- 十进制的等數位數。

4172
- 合数，正因數有1、2、4、7、14、28、149、298、596、1043、2086和4172。
質因數分解，{\displaystyle 2^{2}\times 7\times 149}。
- 过剩数，真因數和為4228，盈度為56
  - 半完全数，和為本身的其中一組因數為149、 298、 596、 1043、 2086。
- 不尋常數，大於平方根的質因數為149。
- 佩服數，佩服因數為28。
- 十进制的奢侈數。

4173
- 合数，正因數有1、3、13、39、107、321、1391和4173。
質因數分解，{\displaystyle 3\times 13\times 107}。
- 亏数，真因數和為1875，虧度為2298
- 不尋常數，大於平方根的質因數為107。
- 无平方数因数的数。
  - 楔形数。
- 十进制的奢侈數。

4174
- 合数，正因數有1、2、2087和4174。
質因數分解，{\displaystyle 2\times 2087}。
- 亏数，真因數和為2090，虧度為2084
- 不尋常數，大於平方根的質因數為2087。
- 半素数。
- 无平方数因数的数。
- 十进制的奢侈數。

4175
- 合数，正因數有1、5、25、167、835和4175。
質因數分解，{\displaystyle 5^{2}\times 167}。
- 亏数，真因數和為1033，虧度為3142
- 不尋常數，大於平方根的質因數為167。
- 十进制的奢侈數。

4176
- 合数，正因數有1、2、3、4、6、8、9、12、16、18、24、29、36、48、58、72、87、116、144、174、232、261、348、464、522、696、1044、1392、2088和4176。
質因數分解，{\displaystyle 2^{4}\times 3^{2}\times 29}。
- 过剩数，真因數和為7914，盈度為3738
- 十进制的奢侈數。

4177
- 第574個質數。

4178
- 合数，正因數有1、2、2089和4178。
質因數分解，{\displaystyle 2\times 2089}。
- 亏数，真因數和為2092，虧度為2086
- 不尋常數，大於平方根的質因數為2089。
- 半素数。
- 无平方数因数的数。
- 十进制的奢侈數。

4179
- 合数，正因數有1、3、7、21、199、597、1393和4179。
質因數分解，{\displaystyle 3\times 7\times 199}。
- 亏数，真因數和為2221，虧度為1958
- 不尋常數，大於平方根的質因數為199。
- 无平方数因数的数。
  - 楔形数。
- 十进制的奢侈數。

4180
- 合数，正因數有1、2、4、5、10、11、19、20、22、38、44、55、76、95、110、190、209、220、380、418、836、1045、2090和4180。
質因數分解，{\displaystyle 2^{2}\times 5\times 11\times 19}。
- 过剩数，真因數和為5900，盈度為1720
- 十进制的奢侈數。

4181
- 合数，正因數有1、37、113和4181。
質因數分解，{\displaystyle 37\times 113}。
- 亏数，真因數和為151，虧度為4030
- 不尋常數，大於平方根的質因數為113。
- 半素数。
- 无平方数因数的数。
- 十进制的奢侈數。

4182
- 合数，正因數有1、2、3、6、17、34、41、51、82、102、123、246、697、1394、2091和4182。
質因數分解，{\displaystyle 2\times 3\times 17\times 41}。
- 过剩数，真因數和為4890，盈度為708
- 无平方数因数的数。
- 十进制的奢侈數。

4183
- 合数，正因數有1、47、89和4183。
質因數分解，{\displaystyle 47\times 89}。
- 亏数，真因數和為137，虧度為4046
- 不尋常數，大於平方根的質因數為89。
- 半素数。
- 无平方数因数的数。
- 十进制的等數位數。

4184
- 合数，正因數有1、2、4、8、523、1046、2092和4184。
質因數分解，{\displaystyle 2^{3}\times 523}。
- 亏数，真因數和為3676，虧度為508
- 不尋常數，大於平方根的質因數為523。
- 十进制的奢侈數。

4185
- 合数，正因數有1、3、5、9、15、27、31、45、93、135、155、279、465、837、1395和4185。
質因數分解，{\displaystyle 3^{3}\times 5\times 31}。
- 亏数，真因數和為3495，虧度為690
- 十进制的奢侈數。

4186
- 合数，正因數有1、2、7、13、14、23、26、46、91、161、182、299、322、598、2093和4186。
質因數分解，{\displaystyle 2\times 7\times 13\times 23}。
- 亏数，真因數和為3878，虧度為308
- 无平方数因数的数。
- 十进制的奢侈數。

4187
- 合数，正因數有1、53、79和4187。
質因數分解，{\displaystyle 53\times 79}。
- 亏数，真因數和為133，虧度為4054
- 不尋常數，大於平方根的質因數為79。
- 半素数。
- 无平方数因数的数。
- 十进制的等數位數。

4188
- 合数，正因數有1、2、3、4、6、12、349、698、1047、1396、2094和4188。
質因數分解，{\displaystyle 2^{2}\times 3\times 349}。
- 过剩数，真因數和為5612，盈度為1424
  - 半完全数，和為本身的其中一組因數為349、 698、 1047、 2094。
- 不尋常數，大於平方根的質因數為349。
- 十进制的奢侈數。

4189
- 合数，正因數有1、59、71和4189。
質因數分解，{\displaystyle 59\times 71}。
- 亏数，真因數和為131，虧度為4058
- 不尋常數，大於平方根的質因數為71。
- 半素数。
- 无平方数因数的数。
- 十进制的等數位數。

4190
- 合数，正因數有1、2、5、10、419、838、2095和4190。
質因數分解，{\displaystyle 2\times 5\times 419}。
- 亏数，真因數和為3370，虧度為820
- 不尋常數，大於平方根的質因數為419。
- 无平方数因数的数。
  - 楔形数。
- 十进制的奢侈數。

4191
- 合数，正因數有1、3、11、33、127、381、1397和4191。
質因數分解，{\displaystyle 3\times 11\times 127}。
- 亏数，真因數和為1953，虧度為2238
- 不尋常數，大於平方根的質因數為127。
- 无平方数因数的数。
  - 楔形数。
- 十进制的奢侈數。

4192
- 合数，正因數有1、2、4、8、16、32、131、262、524、1048、2096和4192。
質因數分解，{\displaystyle 2^{5}\times 131}。
- 亏数，真因數和為4124，虧度為68
- 不尋常數，大於平方根的質因數為131。
- 十进制的奢侈數。

4193
- 合数，正因數有1、7、599和4193。
質因數分解，{\displaystyle 7\times 599}。
- 亏数，真因數和為607，虧度為3586
- 不尋常數，大於平方根的質因數為599。
- 半素数。
- 无平方数因数的数。
- 十进制的等數位數。

4194
- 合数，正因數有1、2、3、6、9、18、233、466、699、1398、2097和4194。
質因數分解，{\displaystyle 2\times 3^{2}\times 233}。
- 过剩数，真因數和為4932，盈度為738
  - 半完全数，和為本身的其中一組因數為233、 466、 1398、 2097。
- 不尋常數，大於平方根的質因數為233。
- 十进制的奢侈數。

4195
- 合数，正因數有1、5、839和4195。
質因數分解，{\displaystyle 5\times 839}。
- 亏数，真因數和為845，虧度為3350
- 不尋常數，大於平方根的質因數為839。
- 半素数。
- 无平方数因数的数。
- 十进制的等數位數。

4196
- 合数，正因數有1、2、4、1049、2098和4196。
質因數分解，{\displaystyle 2^{2}\times 1049}。
- 亏数，真因數和為3154，虧度為1042
- 不尋常數，大於平方根的質因數為1049。
- 十进制的奢侈數。

4197
- 合数，正因數有1、3、1399和4197。
質因數分解，{\displaystyle 3\times 1399}。
- 亏数，真因數和為1403，虧度為2794
- 不尋常數，大於平方根的質因數為1399。
- 半素数。
- 无平方数因数的数。
- 十进制的奢侈數。

4198
- 合数，正因數有1、2、2099和4198。
質因數分解，{\displaystyle 2\times 2099}。
- 亏数，真因數和為2102，虧度為2096
- 不尋常數，大於平方根的質因數為2099。
- 半素数。
- 无平方数因数的数。
- 十进制的奢侈數。

4199
- 合数，正因數有1、13、17、19、221、247、323和4199。
質因數分解，{\displaystyle 13\times 17\times 19}。
- 亏数，真因數和為841，虧度為3358
- 无平方数因数的数。
  - 楔形数。
- 十进制的奢侈數。

4200
- 合数，正因數有1、2、3、4、5、6、7、8、10、12、14、15、20、21、24、25、28、30、35、40、42、50、56、60、70、75、84、100、105、120、140、150、168、175、200、210、280、300、350、420、525、600、700、840、1050、1400、2100和4200。
質因數分解，{\displaystyle 2^{3}\times 3\times 5^{2}\times 7}。
- 过剩数，真因數和為10680，盈度為6480
- 十进制的奢侈數。

4201
- 第575個質數。

4202
- 合数，正因數有1、2、11、22、191、382、2101和4202。
質因數分解，{\displaystyle 2\times 11\times 191}。
- 亏数，真因數和為2710，虧度為1492
- 不尋常數，大於平方根的質因數為191。
- 无平方数因数的数。
  - 楔形数。
- 十进制的奢侈數。

4203
- 合数，正因數有1、3、9、467、1401和4203。
質因數分解，{\displaystyle 3^{2}\times 467}。
- 亏数，真因數和為1881，虧度為2322
- 不尋常數，大於平方根的質因數為467。
- 十进制的奢侈數。

4204
- 合数，正因數有1、2、4、1051、2102和4204。
質因數分解，{\displaystyle 2^{2}\times 1051}。
- 亏数，真因數和為3160，虧度為1044
- 不尋常數，大於平方根的質因數為1051。
- 十进制的奢侈數。

4205
- 合数，正因數有1、5、29、145、841和4205。
質因數分解，{\displaystyle 5\times 29^{2}}。
- 亏数，真因數和為1021，虧度為3184
- 十进制的等數位數。

4206
- 合数，正因數有1、2、3、6、701、1402、2103和4206。
質因數分解，{\displaystyle 2\times 3\times 701}。
- 过剩数，真因數和為4218，盈度為12
  - 半完全数，和為本身的其中一組因數為701、 1402、 2103。
- 不尋常數，大於平方根的質因數為701。
- 佩服數，佩服因數為6。
- 无平方数因数的数。
  - 楔形数。
- 十进制的奢侈數。

4207
- 合数，正因數有1、7、601和4207。
質因數分解，{\displaystyle 7\times 601}。
- 亏数，真因數和為609，虧度為3598
- 不尋常數，大於平方根的質因數為601。
- 半素数。
- 无平方数因数的数。
- 十进制的等數位數。

4208
- 合数，正因數有1、2、4、8、16、263、526、1052、2104和4208。
質因數分解，{\displaystyle 2^{4}\times 263}。
- 亏数，真因數和為3976，虧度為232
- 不尋常數，大於平方根的質因數為263。
- 十进制的奢侈數。

4209
- 合数，正因數有1、3、23、61、69、183、1403和4209。
質因數分解，{\displaystyle 3\times 23\times 61}。
- 亏数，真因數和為1743，虧度為2466
- 无平方数因数的数。
  - 楔形数。
- 十进制的奢侈數。

4210
- 合数，正因數有1、2、5、10、421、842、2105和4210。
質因數分解，{\displaystyle 2\times 5\times 421}。
- 亏数，真因數和為3386，虧度為824
- 不尋常數，大於平方根的質因數為421。
- 无平方数因数的数。
  - 楔形数。
- 十进制的奢侈數。

4211
- 第576個質數。

4212
- 合数，正因數有1、2、3、4、6、9、12、13、18、26、27、36、39、52、54、78、81、108、117、156、162、234、324、351、468、702、1053、1404、2106和4212。
質因數分解，{\displaystyle 2^{2}\times 3^{4}\times 13}。
- 过剩数，真因數和為7646，盈度為3434
- 十进制的奢侈數。

4213
- 合数，正因數有1、11、383和4213。
質因數分解，{\displaystyle 11\times 383}。
- 亏数，真因數和為395，虧度為3818
- 不尋常數，大於平方根的質因數為383。
- 半素数。
- 无平方数因数的数。
- 十进制的奢侈數。

4214
- 合数，正因數有1、2、7、14、43、49、86、98、301、602、2107和4214。
質因數分解，{\displaystyle 2\times 7^{2}\times 43}。
- 亏数，真因數和為3310，虧度為904
- 十进制的奢侈數。

4215
- 合数，正因數有1、3、5、15、281、843、1405和4215。
質因數分解，{\displaystyle 3\times 5\times 281}。
- 亏数，真因數和為2553，虧度為1662
- 不尋常數，大於平方根的質因數為281。
- 无平方数因数的数。
  - 楔形数。
- 十进制的奢侈數。

4216
- 合数，正因數有1、2、4、8、17、31、34、62、68、124、136、248、527、1054、2108和4216。
質因數分解，{\displaystyle 2^{3}\times 17\times 31}。
- 过剩数，真因數和為4424，盈度為208
- 十进制的奢侈數。

4217
- 第577個質數。
  - 孪生素数，為（4217、 4219）

4218
- 合数，正因數有1、2、3、6、19、37、38、57、74、111、114、222、703、1406、2109和4218。
質因數分解，{\displaystyle 2\times 3\times 19\times 37}。
- 过剩数，真因數和為4902，盈度為684
- 无平方数因数的数。
- 十进制的奢侈數。

4219
- 第578個質數。
  - 孪生素数，為（4217、 4219）

4220
- 合数，正因數有1、2、4、5、10、20、211、422、844、1055、2110和4220。
質因數分解，{\displaystyle 2^{2}\times 5\times 211}。
- 过剩数，真因數和為4684，盈度為464
  - 半完全数，和為本身的其中一組因數為211、 844、 1055、 2110。
- 不尋常數，大於平方根的質因數為211。
- 十进制的奢侈數。

4221
- 合数，正因數有1、3、7、9、21、63、67、201、469、603、1407和4221。
質因數分解，{\displaystyle 3^{2}\times 7\times 67}。
- 亏数，真因數和為2851，虧度為1370
- 不尋常數，大於平方根的質因數為67。
- 十进制的奢侈數。

4222
- 合数，正因數有1、2、2111和4222。
質因數分解，{\displaystyle 2\times 2111}。
- 亏数，真因數和為2114，虧度為2108
- 不尋常數，大於平方根的質因數為2111。
- 半素数。
- 无平方数因数的数。
- 十进制的奢侈數。

4223
- 合数，正因數有1、41、103和4223。
質因數分解，{\displaystyle 41\times 103}。
- 亏数，真因數和為145，虧度為4078
- 不尋常數，大於平方根的質因數為103。
- 半素数。
- 无平方数因数的数。
- 十进制的奢侈數。

4224
- 合数，正因數有1、2、3、4、6、8、11、12、16、22、24、32、33、44、48、64、66、88、96、128、132、176、192、264、352、384、528、704、1056、1408、2112和4224。
質因數分解，{\displaystyle 2^{7}\times 3\times 11}。
- 过剩数，真因數和為8016，盈度為3792
- 十进制的奢侈數。

4225
- 合数，正因數有1、5、13、25、65、169、325、845和4225。
質因數分解，{\displaystyle 5^{2}\times 13^{2}}。
- 亏数，真因數和為1448，虧度為2777
- 平方数，為65的平方。
- 十进制的奢侈數。

4226
- 合数，正因數有1、2、2113和4226。
質因數分解，{\displaystyle 2\times 2113}。
- 亏数，真因數和為2116，虧度為2110
- 不尋常數，大於平方根的質因數為2113。
- 半素数。
- 无平方数因数的数。
- 十进制的奢侈數。

4227
- 合数，正因數有1、3、1409和4227。
質因數分解，{\displaystyle 3\times 1409}。
- 亏数，真因數和為1413，虧度為2814
- 不尋常數，大於平方根的質因數為1409。
- 半素数。
- 无平方数因数的数。
- 十进制的奢侈數。

4228
- 合数，正因數有1、2、4、7、14、28、151、302、604、1057、2114和4228。
質因數分解，{\displaystyle 2^{2}\times 7\times 151}。
- 过剩数，真因數和為4284，盈度為56
  - 半完全数，和為本身的其中一組因數為151、 302、 604、 1057、 2114。
- 不尋常數，大於平方根的質因數為151。
- 佩服數，佩服因數為28。
- 十进制的奢侈數。

4229
- 第579個質數。
  - 孪生素数，為（4229、 4231）

4230
- 合数，正因數有1、2、3、5、6、9、10、15、18、30、45、47、90、94、141、235、282、423、470、705、846、1410、2115和4230。
質因數分解，{\displaystyle 2\times 3^{2}\times 5\times 47}。
- 过剩数，真因數和為7002，盈度為2772
- 十进制的奢侈數。

4231
- 第580個質數。
  - 孪生素数，為（4229、 4231）

4232
- 合数，正因數有1、2、4、8、23、46、92、184、529、1058、2116和4232。
質因數分解，{\displaystyle 2^{3}\times 23^{2}}。
- 亏数，真因數和為4063，虧度為169
- 十进制的奢侈數。

4233
- 合数，正因數有1、3、17、51、83、249、1411和4233。
質因數分解，{\displaystyle 3\times 17\times 83}。
- 亏数，真因數和為1815，虧度為2418
- 不尋常數，大於平方根的質因數為83。
- 无平方数因数的数。
  - 楔形数。
- 十进制的奢侈數。

4234
- 合数，正因數有1、2、29、58、73、146、2117和4234。
質因數分解，{\displaystyle 2\times 29\times 73}。
- 亏数，真因數和為2426，虧度為1808
- 不尋常數，大於平方根的質因數為73。
- 无平方数因数的数。
  - 楔形数。
- 十进制的奢侈數。

4235
- 合数，正因數有1、5、7、11、35、55、77、121、385、605、847和4235。
質因數分解，{\displaystyle 5\times 7\times 11^{2}}。
- 亏数，真因數和為2149，虧度為2086
- 十进制的奢侈數。

4236
- 合数，正因數有1、2、3、4、6、12、353、706、1059、1412、2118和4236。
質因數分解，{\displaystyle 2^{2}\times 3\times 353}。
- 过剩数，真因數和為5676，盈度為1440
  - 半完全数，和為本身的其中一組因數為353、 706、 1059、 2118。
- 不尋常數，大於平方根的質因數為353。
- 十进制的奢侈數。

4237
- 合数，正因數有1、19、223和4237。
質因數分解，{\displaystyle 19\times 223}。
- 亏数，真因數和為243，虧度為3994
- 不尋常數，大於平方根的質因數為223。
- 半素数。
- 无平方数因数的数。
- 十进制的奢侈數。

4238
- 合数，正因數有1、2、13、26、163、326、2119和4238。
質因數分解，{\displaystyle 2\times 13\times 163}。
- 亏数，真因數和為2650，虧度為1588
- 不尋常數，大於平方根的質因數為163。
- 无平方数因数的数。
  - 楔形数。
- 十进制的奢侈數。

4239
- 合数，正因數有1、3、9、27、157、471、1413和4239。
質因數分解，{\displaystyle 3^{3}\times 157}。
- 亏数，真因數和為2081，虧度為2158
- 不尋常數，大於平方根的質因數為157。
- 十进制的奢侈數。

4240
- 合数，正因數有1、2、4、5、8、10、16、20、40、53、80、106、212、265、424、530、848、1060、2120和4240。
質因數分解，{\displaystyle 2^{4}\times 5\times 53}。
- 过剩数，真因數和為5804，盈度為1564
- 十进制的奢侈數。

4241
- 第581個質數。
  - 孪生素数，為（4241、 4243）

4242
- 合数，正因數有1、2、3、6、7、14、21、42、101、202、303、606、707、1414、2121和4242。
質因數分解，{\displaystyle 2\times 3\times 7\times 101}。
- 过剩数，真因數和為5550，盈度為1308
- 不尋常數，大於平方根的質因數為101。
- 无平方数因数的数。
- 十进制的奢侈數。

4243
- 第582個質數。
  - 孪生素数，為（4241、 4243）

4244
- 合数，正因數有1、2、4、1061、2122和4244。
質因數分解，{\displaystyle 2^{2}\times 1061}。
- 亏数，真因數和為3190，虧度為1054
- 不尋常數，大於平方根的質因數為1061。
- 十进制的奢侈數。

4245
- 合数，正因數有1、3、5、15、283、849、1415和4245。
質因數分解，{\displaystyle 3\times 5\times 283}。
- 亏数，真因數和為2571，虧度為1674
- 不尋常數，大於平方根的質因數為283。
- 无平方数因数的数。
  - 楔形数。
- 十进制的奢侈數。

4246
- 合数，正因數有1、2、11、22、193、386、2123和4246。
質因數分解，{\displaystyle 2\times 11\times 193}。
- 亏数，真因數和為2738，虧度為1508
- 不尋常數，大於平方根的質因數為193。
- 无平方数因数的数。
  - 楔形数。
- 十进制的奢侈數。

4247
- 合数，正因數有1、31、137和4247。
質因數分解，{\displaystyle 31\times 137}。
- 亏数，真因數和為169，虧度為4078
- 不尋常數，大於平方根的質因數為137。
- 半素数。
- 无平方数因数的数。
- 十进制的奢侈數。

4248
- 合数，正因數有1、2、3、4、6、8、9、12、18、24、36、59、72、118、177、236、354、472、531、708、1062、1416、2124和4248。
質因數分解，{\displaystyle 2^{3}\times 3^{2}\times 59}。
- 过剩数，真因數和為7452，盈度為3204
- 十进制的奢侈數。

4249
- 合数，正因數有1、7、607和4249。
質因數分解，{\displaystyle 7\times 607}。
- 亏数，真因數和為615，虧度為3634
- 不尋常數，大於平方根的質因數為607。
- 半素数。
- 无平方数因数的数。
- 十进制的等數位數。

4250
- 合数，正因數有1、2、5、10、17、25、34、50、85、125、170、250、425、850、2125和4250。
質因數分解，{\displaystyle 2\times 5^{3}\times 17}。
- 亏数，真因數和為4174，虧度為76
- 十进制的奢侈數。

4251
- 合数，正因數有1、3、13、39、109、327、1417和4251。
質因數分解，{\displaystyle 3\times 13\times 109}。
- 亏数，真因數和為1909，虧度為2342
- 不尋常數，大於平方根的質因數為109。
- 无平方数因数的数。
  - 楔形数。
- 十进制的奢侈數。

4252
- 合数，正因數有1、2、4、1063、2126和4252。
質因數分解，{\displaystyle 2^{2}\times 1063}。
- 亏数，真因數和為3196，虧度為1056
- 不尋常數，大於平方根的質因數為1063。
- 十进制的奢侈數。

4253
- 第583個質數。

4254
- 合数，正因數有1、2、3、6、709、1418、2127和4254。
質因數分解，{\displaystyle 2\times 3\times 709}。
- 过剩数，真因數和為4266，盈度為12
  - 半完全数，和為本身的其中一組因數為709、 1418、 2127。
- 不尋常數，大於平方根的質因數為709。
- 佩服數，佩服因數為6。
- 无平方数因数的数。
  - 楔形数。
- 十进制的奢侈數。

4255
- 合数，正因數有1、5、23、37、115、185、851和4255。
質因數分解，{\displaystyle 5\times 23\times 37}。
- 亏数，真因數和為1217，虧度為3038
- 无平方数因数的数。
  - 楔形数。
- 十进制的奢侈數。

4256
- 合数，正因數有1、2、4、7、8、14、16、19、28、32、38、56、76、112、133、152、224、266、304、532、608、1064、2128和4256。
質因數分解，{\displaystyle 2^{5}\times 7\times 19}。
- 过剩数，真因數和為5824，盈度為1568
- 十进制的奢侈數。

4257
- 合数，正因數有1、3、9、11、33、43、99、129、387、473、1419和4257。
質因數分解，{\displaystyle 3^{2}\times 11\times 43}。
- 亏数，真因數和為2607，虧度為1650
- 十进制的奢侈數。

4258
- 合数，正因數有1、2、2129和4258。
質因數分解，{\displaystyle 2\times 2129}。
- 亏数，真因數和為2132，虧度為2126
- 不尋常數，大於平方根的質因數為2129。
- 半素数。
- 无平方数因数的数。
- 十进制的奢侈數。

4259
- 第584個質數。
  - 孪生素数，為（4259、 4261）

4260
- 合数，正因數有1、2、3、4、5、6、10、12、15、20、30、60、71、142、213、284、355、426、710、852、1065、1420、2130和4260。
質因數分解，{\displaystyle 2^{2}\times 3\times 5\times 71}。
- 过剩数，真因數和為7836，盈度為3576
- 不尋常數，大於平方根的質因數為71。
- 十进制的奢侈數。

4261
- 第585個質數。
  - 孪生素数，為（4259、 4261）

4262
- 合数，正因數有1、2、2131和4262。
質因數分解，{\displaystyle 2\times 2131}。
- 亏数，真因數和為2134，虧度為2128
- 不尋常數，大於平方根的質因數為2131。
- 半素数。
- 无平方数因数的数。
- 十进制的奢侈數。

4263
- 合数，正因數有1、3、7、21、29、49、87、147、203、609、1421和4263。
質因數分解，{\displaystyle 3\times 7^{2}\times 29}。
- 亏数，真因數和為2577，虧度為1686
- 十进制的奢侈數。

4264
- 合数，正因數有1、2、4、8、13、26、41、52、82、104、164、328、533、1066、2132和4264。
質因數分解，{\displaystyle 2^{3}\times 13\times 41}。
- 过剩数，真因數和為4556，盈度為292
- 十进制的奢侈數。

4265
- 合数，正因數有1、5、853和4265。
質因數分解，{\displaystyle 5\times 853}。
- 亏数，真因數和為859，虧度為3406
- 不尋常數，大於平方根的質因數為853。
- 半素数。
- 无平方数因数的数。
- 十进制的等數位數。

4266
- 合数，正因數有1、2、3、6、9、18、27、54、79、158、237、474、711、1422、2133和4266。
質因數分解，{\displaystyle 2\times 3^{3}\times 79}。
- 过剩数，真因數和為5334，盈度為1068
- 不尋常數，大於平方根的質因數為79。
- 十进制的奢侈數。

4267
- 合数，正因數有1、17、251和4267。
質因數分解，{\displaystyle 17\times 251}。
- 亏数，真因數和為269，虧度為3998
- 不尋常數，大於平方根的質因數為251。
- 半素数。
- 无平方数因数的数。
- 十进制的奢侈數。

4268
- 合数，正因數有1、2、4、11、22、44、97、194、388、1067、2134和4268。
質因數分解，{\displaystyle 2^{2}\times 11\times 97}。
- 亏数，真因數和為3964，虧度為304
- 不尋常數，大於平方根的質因數為97。
- 十进制的奢侈數。

4269
- 合数，正因數有1、3、1423和4269。
質因數分解，{\displaystyle 3\times 1423}。
- 亏数，真因數和為1427，虧度為2842
- 不尋常數，大於平方根的質因數為1423。
- 半素数。
- 无平方数因数的数。
- 十进制的奢侈數。

4270
- 合数，正因數有1、2、5、7、10、14、35、61、70、122、305、427、610、854、2135和4270。
質因數分解，{\displaystyle 2\times 5\times 7\times 61}。
- 过剩数，真因數和為4658，盈度為388
- 无平方数因数的数。
- 十进制的奢侈數。

4271
- 第586個質數。
  - 孪生素数，為（4271、 4273）

4272
- 合数，正因數有1、2、3、4、6、8、12、16、24、48、89、178、267、356、534、712、1068、1424、2136和4272。
質因數分解，{\displaystyle 2^{4}\times 3\times 89}。
- 过剩数，真因數和為6888，盈度為2616
- 不尋常數，大於平方根的質因數為89。
- 十进制的奢侈數。

4273
- 第587個質數。
  - 孪生素数，為（4271、 4273）

4274
- 合数，正因數有1、2、2137和4274。
質因數分解，{\displaystyle 2\times 2137}。
- 亏数，真因數和為2140，虧度為2134
- 不尋常數，大於平方根的質因數為2137。
- 半素数。
- 无平方数因数的数。
- 十进制的奢侈數。

4275
- 合数，正因數有1、3、5、9、15、19、25、45、57、75、95、171、225、285、475、855、1425和4275。
質因數分解，{\displaystyle 3^{2}\times 5^{2}\times 19}。
- 亏数，真因數和為3785，虧度為490
- 十进制的奢侈數。

4276
- 合数，正因數有1、2、4、1069、2138和4276。
質因數分解，{\displaystyle 2^{2}\times 1069}。
- 亏数，真因數和為3214，虧度為1062
- 不尋常數，大於平方根的質因數為1069。
- 十进制的奢侈數。

4277
- 合数，正因數有1、7、13、47、91、329、611和4277。
質因數分解，{\displaystyle 7\times 13\times 47}。
- 亏数，真因數和為1099，虧度為3178
- 无平方数因数的数。
  - 楔形数。
- 十进制的奢侈數。

4278
- 合数，正因數有1、2、3、6、23、31、46、62、69、93、138、186、713、1426、2139和4278。
質因數分解，{\displaystyle 2\times 3\times 23\times 31}。
- 过剩数，真因數和為4938，盈度為660
- 无平方数因数的数。
- 十进制的奢侈數。

4279
- 合数，正因數有1、11、389和4279。
質因數分解，{\displaystyle 11\times 389}。
- 亏数，真因數和為401，虧度為3878
- 不尋常數，大於平方根的質因數為389。
- 半素数。
- 无平方数因数的数。
- 十进制的奢侈數。

4280
- 合数，正因數有1、2、4、5、8、10、20、40、107、214、428、535、856、1070、2140和4280。
質因數分解，{\displaystyle 2^{3}\times 5\times 107}。
- 过剩数，真因數和為5440，盈度為1160
- 不尋常數，大於平方根的質因數為107。
- 十进制的奢侈數。

4281
- 合数，正因數有1、3、1427和4281。
質因數分解，{\displaystyle 3\times 1427}。
- 亏数，真因數和為1431，虧度為2850
- 不尋常數，大於平方根的質因數為1427。
- 半素数。
- 无平方数因数的数。
- 十进制的奢侈數。

4282
- 合数，正因數有1、2、2141和4282。
質因數分解，{\displaystyle 2\times 2141}。
- 亏数，真因數和為2144，虧度為2138
- 不尋常數，大於平方根的質因數為2141。
- 半素数。
- 无平方数因数的数。
- 十进制的奢侈數。

4283
- 第588個質數。

4284
- 合数，正因數有1、2、3、4、6、7、9、12、14、17、18、21、28、34、36、42、51、63、68、84、102、119、126、153、204、238、252、306、357、476、612、714、1071、1428、2142和4284。
質因數分解，{\displaystyle 2^{2}\times 3^{2}\times 7\times 17}。
- 过剩数，真因數和為8820，盈度為4536
- 十进制的奢侈數。

4285
- 合数，正因數有1、5、857和4285。
質因數分解，{\displaystyle 5\times 857}。
- 亏数，真因數和為863，虧度為3422
- 不尋常數，大於平方根的質因數為857。
- 半素数。
- 无平方数因数的数。
- 十进制的等數位數。

4286
- 合数，正因數有1、2、2143和4286。
質因數分解，{\displaystyle 2\times 2143}。
- 亏数，真因數和為2146，虧度為2140
- 不尋常數，大於平方根的質因數為2143。
- 半素数。
- 无平方数因数的数。
- 十进制的奢侈數。

4287
- 合数，正因數有1、3、1429和4287。
質因數分解，{\displaystyle 3\times 1429}。
- 亏数，真因數和為1433，虧度為2854
- 不尋常數，大於平方根的質因數為1429。
- 半素数。
- 无平方数因数的数。
- 十进制的奢侈數。

4288
- 合数，正因數有1、2、4、8、16、32、64、67、134、268、536、1072、2144和4288。
質因數分解，{\displaystyle 2^{6}\times 67}。
- 过剩数，真因數和為4348，盈度為60
- 不尋常數，大於平方根的質因數為67。
- 十进制的等數位數。

4289
- 第589個質數。

4290
- 合数，正因數有1、2、3、5、6、10、11、13、15、22、26、30、33、39、55、65、66、78、110、130、143、165、195、286、330、390、429、715、858、1430、2145和4290。
質因數分解，{\displaystyle 2\times 3\times 5\times 11\times 13}。
- 过剩数，真因數和為7806，盈度為3516
- 无平方数因数的数。
- 普洛尼克数，為65與66的乘積。
- 十进制的奢侈數。

4291
- 合数，正因數有1、7、613和4291。
質因數分解，{\displaystyle 7\times 613}。
- 亏数，真因數和為621，虧度為3670
- 不尋常數，大於平方根的質因數為613。
- 半素数。
- 无平方数因数的数。
- 十进制的等數位數。

4292
- 合数，正因數有1、2、4、29、37、58、74、116、148、1073、2146和4292。
質因數分解，{\displaystyle 2^{2}\times 29\times 37}。
- 亏数，真因數和為3688，虧度為604
- 十进制的奢侈數。

4293
- 合数，正因數有1、3、9、27、53、81、159、477、1431和4293。
質因數分解，{\displaystyle 3^{4}\times 53}。
- 亏数，真因數和為2241，虧度為2052
- 十进制的等數位數。

4294
- 合数，正因數有1、2、19、38、113、226、2147和4294。
質因數分解，{\displaystyle 2\times 19\times 113}。
- 亏数，真因數和為2546，虧度為1748
- 不尋常數，大於平方根的質因數為113。
- 无平方数因数的数。
  - 楔形数。
- 十进制的奢侈數。

4295
- 合数，正因數有1、5、859和4295。
質因數分解，{\displaystyle 5\times 859}。
- 亏数，真因數和為865，虧度為3430
- 不尋常數，大於平方根的質因數為859。
- 半素数。
- 无平方数因数的数。
- 十进制的等數位數。

4296
- 合数，正因數有1、2、3、4、6、8、12、24、179、358、537、716、1074、1432、2148和4296。
質因數分解，{\displaystyle 2^{3}\times 3\times 179}。
- 过剩数，真因數和為6504，盈度為2208
- 不尋常數，大於平方根的質因數為179。
- 十进制的奢侈數。

4297
- 第590個質數。

4298
- 合数，正因數有1、2、7、14、307、614、2149和4298。
質因數分解，{\displaystyle 2\times 7\times 307}。
- 亏数，真因數和為3094，虧度為1204
- 不尋常數，大於平方根的質因數為307。
- 无平方数因数的数。
  - 楔形数。
- 十进制的奢侈數。

4299
- 合数，正因數有1、3、1433和4299。
質因數分解，{\displaystyle 3\times 1433}。
- 亏数，真因數和為1437，虧度為2862
- 不尋常數，大於平方根的質因數為1433。
- 半素数。
- 无平方数因数的数。
- 十进制的奢侈數。

4300
- 合数，正因數有1、2、4、5、10、20、25、43、50、86、100、172、215、430、860、1075、2150和4300。
質因數分解，{\displaystyle 2^{2}\times 5^{2}\times 43}。
- 过剩数，真因數和為5248，盈度為948
- 十进制的奢侈數。

4301
- 合数，正因數有1、11、17、23、187、253、391和4301。
質因數分解，{\displaystyle 11\times 17\times 23}。
- 亏数，真因數和為883，虧度為3418
- 无平方数因数的数。
  - 楔形数。
- 十进制的奢侈數。

4302
- 合数，正因數有1、2、3、6、9、18、239、478、717、1434、2151和4302。
質因數分解，{\displaystyle 2\times 3^{2}\times 239}。
- 过剩数，真因數和為5058，盈度為756
  - 半完全数，和為本身的其中一組因數為239、 478、 1434、 2151。
- 不尋常數，大於平方根的質因數為239。
- 十进制的奢侈數。

4303
- 合数，正因數有1、13、331和4303。
質因數分解，{\displaystyle 13\times 331}。
- 亏数，真因數和為345，虧度為3958
- 不尋常數，大於平方根的質因數為331。
- 半素数。
- 无平方数因数的数。
- 十进制的奢侈數。

4304
- 合数，正因數有1、2、4、8、16、269、538、1076、2152和4304。
質因數分解，{\displaystyle 2^{4}\times 269}。
- 亏数，真因數和為4066，虧度為238
- 不尋常數，大於平方根的質因數為269。
- 十进制的奢侈數。

4305
- 合数，正因數有1、3、5、7、15、21、35、41、105、123、205、287、615、861、1435和4305。
質因數分解，{\displaystyle 3\times 5\times 7\times 41}。
- 亏数，真因數和為3759，虧度為546
- 无平方数因数的数。
- 十进制的奢侈數。

4306
- 合数，正因數有1、2、2153和4306。
質因數分解，{\displaystyle 2\times 2153}。
- 亏数，真因數和為2156，虧度為2150
- 不尋常數，大於平方根的質因數為2153。
- 半素数。
- 无平方数因数的数。
- 十进制的奢侈數。

4307
- 合数，正因數有1、59、73和4307。
質因數分解，{\displaystyle 59\times 73}。
- 亏数，真因數和為133，虧度為4174
- 不尋常數，大於平方根的質因數為73。
- 半素数。
- 无平方数因数的数。
- 十进制的等數位數。

4308
- 合数，正因數有1、2、3、4、6、12、359、718、1077、1436、2154和4308。
質因數分解，{\displaystyle 2^{2}\times 3\times 359}。
- 过剩数，真因數和為5772，盈度為1464
  - 半完全数，和為本身的其中一組因數為359、 718、 1077、 2154。
- 不尋常數，大於平方根的質因數為359。
- 十进制的奢侈數。

4309
- 合数，正因數有1、31、139和4309。
質因數分解，{\displaystyle 31\times 139}。
- 亏数，真因數和為171，虧度為4138
- 不尋常數，大於平方根的質因數為139。
- 半素数。
- 无平方数因数的数。
- 十进制的奢侈數。

4310
- 合数，正因數有1、2、5、10、431、862、2155和4310。
質因數分解，{\displaystyle 2\times 5\times 431}。
- 亏数，真因數和為3466，虧度為844
- 不尋常數，大於平方根的質因數為431。
- 无平方数因数的数。
  - 楔形数。
- 十进制的奢侈數。

4311
- 合数，正因數有1、3、9、479、1437和4311。
質因數分解，{\displaystyle 3^{2}\times 479}。
- 亏数，真因數和為1929，虧度為2382
- 不尋常數，大於平方根的質因數為479。
- 十进制的奢侈數。

4312
- 合数，正因數有1、2、4、7、8、11、14、22、28、44、49、56、77、88、98、154、196、308、392、539、616、1078、2156和4312。
質因數分解，{\displaystyle 2^{3}\times 7^{2}\times 11}。
- 过剩数，真因數和為5948，盈度為1636
- 十进制的奢侈數。

4313
- 合数，正因數有1、19、227和4313。
質因數分解，{\displaystyle 19\times 227}。
- 亏数，真因數和為247，虧度為4066
- 不尋常數，大於平方根的質因數為227。
- 半素数。
- 无平方数因数的数。
- 十进制的奢侈數。

4314
- 合数，正因數有1、2、3、6、719、1438、2157和4314。
質因數分解，{\displaystyle 2\times 3\times 719}。
- 过剩数，真因數和為4326，盈度為12
  - 半完全数，和為本身的其中一組因數為719、 1438、 2157。
- 不尋常數，大於平方根的質因數為719。
- 佩服數，佩服因數為6。
- 无平方数因数的数。
  - 楔形数。
- 十进制的奢侈數。

4315
- 合数，正因數有1、5、863和4315。
質因數分解，{\displaystyle 5\times 863}。
- 亏数，真因數和為869，虧度為3446
- 不尋常數，大於平方根的質因數為863。
- 半素数。
- 无平方数因数的数。
- 十进制的等數位數。

4316
- 合数，正因數有1、2、4、13、26、52、83、166、332、1079、2158和4316。
質因數分解，{\displaystyle 2^{2}\times 13\times 83}。
- 亏数，真因數和為3916，虧度為400
- 不尋常數，大於平方根的質因數為83。
- 十进制的奢侈數。

4317
- 合数，正因數有1、3、1439和4317。
質因數分解，{\displaystyle 3\times 1439}。
- 亏数，真因數和為1443，虧度為2874
- 不尋常數，大於平方根的質因數為1439。
- 半素数。
- 无平方数因数的数。
- 十进制的奢侈數。

4318
- 合数，正因數有1、2、17、34、127、254、2159和4318。
質因數分解，{\displaystyle 2\times 17\times 127}。
- 亏数，真因數和為2594，虧度為1724
- 不尋常數，大於平方根的質因數為127。
- 无平方数因数的数。
  - 楔形数。
- 十进制的奢侈數。

4319
- 合数，正因數有1、7、617和4319。
質因數分解，{\displaystyle 7\times 617}。
- 亏数，真因數和為625，虧度為3694
- 不尋常數，大於平方根的質因數為617。
- 半素数。
- 无平方数因数的数。
- 十进制的等數位數。

4320
- 合数，正因數有1、2、3、4、5、6、8、9、10、12、15、16、18、20、24、27、30、32、36、40、45、48、54、60、72、80、90、96、108、120、135、144、160、180、216、240、270、288、360、432、480、540、720、864、1080、1440、2160和4320。
質因數分解，{\displaystyle 2^{5}\times 3^{3}\times 5}。
- 过剩数，真因數和為10800，盈度為6480
- 十进制的奢侈數。

4321
- 合数，正因數有1、29、149和4321。
質因數分解，{\displaystyle 29\times 149}。
- 亏数，真因數和為179，虧度為4142
- 不尋常數，大於平方根的質因數為149。
- 半素数。
- 无平方数因数的数。
- 十进制的奢侈數。

4322
- 合数，正因數有1、2、2161和4322。
質因數分解，{\displaystyle 2\times 2161}。
- 亏数，真因數和為2164，虧度為2158
- 不尋常數，大於平方根的質因數為2161。
- 半素数。
- 无平方数因数的数。
- 十进制的奢侈數。

4323
- 合数，正因數有1、3、11、33、131、393、1441和4323。
質因數分解，{\displaystyle 3\times 11\times 131}。
- 亏数，真因數和為2013，虧度為2310
- 不尋常數，大於平方根的質因數為131。
- 无平方数因数的数。
  - 楔形数。
- 十进制的奢侈數。

4324
- 合数，正因數有1、2、4、23、46、47、92、94、188、1081、2162和4324。
質因數分解，{\displaystyle 2^{2}\times 23\times 47}。
- 亏数，真因數和為3740，虧度為584
- 十进制的奢侈數。

4325
- 合数，正因數有1、5、25、173、865和4325。
質因數分解，{\displaystyle 5^{2}\times 173}。
- 亏数，真因數和為1069，虧度為3256
- 不尋常數，大於平方根的質因數為173。
- 十进制的奢侈數。

4326
- 合数，正因數有1、2、3、6、7、14、21、42、103、206、309、618、721、1442、2163和4326。
質因數分解，{\displaystyle 2\times 3\times 7\times 103}。
- 过剩数，真因數和為5658，盈度為1332
- 不尋常數，大於平方根的質因數為103。
- 无平方数因数的数。
- 十进制的奢侈數。

4327
- 第591個質數。

4328
- 合数，正因數有1、2、4、8、541、1082、2164和4328。
質因數分解，{\displaystyle 2^{3}\times 541}。
- 亏数，真因數和為3802，虧度為526
- 不尋常數，大於平方根的質因數為541。
- 十进制的奢侈數。

4329
- 合数，正因數有1、3、9、13、37、39、111、117、333、481、1443和4329。
質因數分解，{\displaystyle 3^{2}\times 13\times 37}。
- 亏数，真因數和為2587，虧度為1742
- 十进制的奢侈數。

4330
- 合数，正因數有1、2、5、10、433、866、2165和4330。
質因數分解，{\displaystyle 2\times 5\times 433}。
- 亏数，真因數和為3482，虧度為848
- 不尋常數，大於平方根的質因數為433。
- 无平方数因数的数。
  - 楔形数。
- 十进制的奢侈數。

4331
- 合数，正因數有1、61、71和4331。
質因數分解，{\displaystyle 61\times 71}。
- 亏数，真因數和為133，虧度為4198
- 不尋常數，大於平方根的質因數為71。
- 半素数。
- 无平方数因数的数。
- 十进制的等數位數。

4332
- 合数，正因數有1、2、3、4、6、12、19、38、57、76、114、228、361、722、1083、1444、2166和4332。
質因數分解，{\displaystyle 2^{2}\times 3\times 19^{2}}。
- 过剩数，真因數和為6336，盈度為2004
- 十进制的奢侈數。

4333
- 合数，正因數有1、7、619和4333。
質因數分解，{\displaystyle 7\times 619}。
- 亏数，真因數和為627，虧度為3706
- 不尋常數，大於平方根的質因數為619。
- 半素数。
- 无平方数因数的数。
- 十进制的等數位數。

4334
- 合数，正因數有1、2、11、22、197、394、2167和4334。
質因數分解，{\displaystyle 2\times 11\times 197}。
- 亏数，真因數和為2794，虧度為1540
- 不尋常數，大於平方根的質因數為197。
- 无平方数因数的数。
  - 楔形数。
- 十进制的奢侈數。

4335
- 合数，正因數有1、3、5、15、17、51、85、255、289、867、1445和4335。
質因數分解，{\displaystyle 3\times 5\times 17^{2}}。
- 亏数，真因數和為3033，虧度為1302
- 十进制的奢侈數。

4336
- 合数，正因數有1、2、4、8、16、271、542、1084、2168和4336。
質因數分解，{\displaystyle 2^{4}\times 271}。
- 亏数，真因數和為4096，虧度為240
- 不尋常數，大於平方根的質因數為271。
- 十进制的奢侈數。

4337
- 第592個質數。
  - 孪生素数，為（4337、 4339）

4338
- 合数，正因數有1、2、3、6、9、18、241、482、723、1446、2169和4338。
質因數分解，{\displaystyle 2\times 3^{2}\times 241}。
- 过剩数，真因數和為5100，盈度為762
  - 半完全数，和為本身的其中一組因數為241、 482、 1446、 2169。
- 不尋常數，大於平方根的質因數為241。
- 十进制的奢侈數。

4339
- 第593個質數。
  - 孪生素数，為（4337、 4339）

4340
- 合数，正因數有1、2、4、5、7、10、14、20、28、31、35、62、70、124、140、155、217、310、434、620、868、1085、2170和4340。
質因數分解，{\displaystyle 2^{2}\times 5\times 7\times 31}。
- 过剩数，真因數和為6412，盈度為2072
- 十进制的奢侈數。

4341
- 合数，正因數有1、3、1447和4341。
質因數分解，{\displaystyle 3\times 1447}。
- 亏数，真因數和為1451，虧度為2890
- 不尋常數，大於平方根的質因數為1447。
- 半素数。
- 无平方数因数的数。
- 十进制的奢侈數。

4342
- 合数，正因數有1、2、13、26、167、334、2171和4342。
質因數分解，{\displaystyle 2\times 13\times 167}。
- 亏数，真因數和為2714，虧度為1628
- 不尋常數，大於平方根的質因數為167。
- 无平方数因数的数。
  - 楔形数。
- 十进制的奢侈數。

4343
- 合数，正因數有1、43、101和4343。
質因數分解，{\displaystyle 43\times 101}。
- 亏数，真因數和為145，虧度為4198
- 不尋常數，大於平方根的質因數為101。
- 半素数。
- 无平方数因数的数。
- 十进制的奢侈數。

4344
- 合数，正因數有1、2、3、4、6、8、12、24、181、362、543、724、1086、1448、2172和4344。
質因數分解，{\displaystyle 2^{3}\times 3\times 181}。
- 过剩数，真因數和為6576，盈度為2232
- 不尋常數，大於平方根的質因數為181。
- 十进制的奢侈數。

4345
- 合数，正因數有1、5、11、55、79、395、869和4345。
質因數分解，{\displaystyle 5\times 11\times 79}。
- 亏数，真因數和為1415，虧度為2930
- 不尋常數，大於平方根的質因數為79。
- 无平方数因数的数。
  - 楔形数。
- 十进制的奢侈數。

4346
- 合数，正因數有1、2、41、53、82、106、2173和4346。
質因數分解，{\displaystyle 2\times 41\times 53}。
- 亏数，真因數和為2458，虧度為1888
- 无平方数因数的数。
  - 楔形数。
- 十进制的奢侈數。

4347
- 合数，正因數有1、3、7、9、21、23、27、63、69、161、189、207、483、621、1449和4347。
質因數分解，{\displaystyle 3^{3}\times 7\times 23}。
- 亏数，真因數和為3333，虧度為1014
- 十进制的奢侈數。

4348
- 合数，正因數有1、2、4、1087、2174和4348。
質因數分解，{\displaystyle 2^{2}\times 1087}。
- 亏数，真因數和為3268，虧度為1080
- 不尋常數，大於平方根的質因數為1087。
- 十进制的奢侈數。

4349
- 第594個質數。

4350
- 合数，正因數有1、2、3、5、6、10、15、25、29、30、50、58、75、87、145、150、174、290、435、725、870、1450、2175和4350。
質因數分解，{\displaystyle 2\times 3\times 5^{2}\times 29}。
- 过剩数，真因數和為6810，盈度為2460
- 十进制的奢侈數。

4351
- 合数，正因數有1、19、229和4351。
質因數分解，{\displaystyle 19\times 229}。
- 亏数，真因數和為249，虧度為4102
- 不尋常數，大於平方根的質因數為229。
- 半素数。
- 无平方数因数的数。
- 十进制的奢侈數。

4352
- 合数，正因數有1、2、4、8、16、17、32、34、64、68、128、136、256、272、544、1088、2176和4352。
質因數分解，{\displaystyle 2^{8}\times 17}。
- 过剩数，真因數和為4846，盈度為494
- 十进制的等數位數。

4353
- 合数，正因數有1、3、1451和4353。
質因數分解，{\displaystyle 3\times 1451}。
- 亏数，真因數和為1455，虧度為2898
- 不尋常數，大於平方根的質因數為1451。
- 半素数。
- 无平方数因数的数。
- 十进制的奢侈數。

4354
- 合数，正因數有1、2、7、14、311、622、2177和4354。
質因數分解，{\displaystyle 2\times 7\times 311}。
- 亏数，真因數和為3134，虧度為1220
- 不尋常數，大於平方根的質因數為311。
- 无平方数因数的数。
  - 楔形数。
- 十进制的奢侈數。

4355
- 合数，正因數有1、5、13、65、67、335、871和4355。
質因數分解，{\displaystyle 5\times 13\times 67}。
- 亏数，真因數和為1357，虧度為2998
- 不尋常數，大於平方根的質因數為67。
- 无平方数因数的数。
  - 楔形数。
- 十进制的奢侈數。

4356
- 合数，正因數有1、2、3、4、6、9、11、12、18、22、33、36、44、66、99、121、132、198、242、363、396、484、726、1089、1452、2178和4356。
質因數分解，{\displaystyle 2^{2}\times 3^{2}\times 11^{2}}。
- 过剩数，真因數和為7747，盈度為3391
- 平方数，為66的平方。
- 十进制的奢侈數。

4357
- 第595個質數。

4358
- 合数，正因數有1、2、2179和4358。
質因數分解，{\displaystyle 2\times 2179}。
- 亏数，真因數和為2182，虧度為2176
- 不尋常數，大於平方根的質因數為2179。
- 半素数。
- 无平方数因数的数。
- 十进制的奢侈數。

4359
- 合数，正因數有1、3、1453和4359。
質因數分解，{\displaystyle 3\times 1453}。
- 亏数，真因數和為1457，虧度為2902
- 不尋常數，大於平方根的質因數為1453。
- 半素数。
- 无平方数因数的数。
- 十进制的奢侈數。

4360
- 合数，正因數有1、2、4、5、8、10、20、40、109、218、436、545、872、1090、2180和4360。
質因數分解，{\displaystyle 2^{3}\times 5\times 109}。
- 过剩数，真因數和為5540，盈度為1180
- 不尋常數，大於平方根的質因數為109。
- 十进制的奢侈數。

4361
- 合数，正因數有1、7、49、89、623和4361。
質因數分解，{\displaystyle 7^{2}\times 89}。
- 亏数，真因數和為769，虧度為3592
- 不尋常數，大於平方根的質因數為89。
- 十进制的等數位數。

4362
- 合数，正因數有1、2、3、6、727、1454、2181和4362。
質因數分解，{\displaystyle 2\times 3\times 727}。
- 过剩数，真因數和為4374，盈度為12
  - 半完全数，和為本身的其中一組因數為727、 1454、 2181。
- 不尋常數，大於平方根的質因數為727。
- 佩服數，佩服因數為6。
- 无平方数因数的数。
  - 楔形数。
- 十进制的奢侈數。

4363
- 第596個質數。

4364
- 合数，正因數有1、2、4、1091、2182和4364。
質因數分解，{\displaystyle 2^{2}\times 1091}。
- 亏数，真因數和為3280，虧度為1084
- 不尋常數，大於平方根的質因數為1091。
- 十进制的奢侈數。

4365
- 合数，正因數有1、3、5、9、15、45、97、291、485、873、1455和4365。
質因數分解，{\displaystyle 3^{2}\times 5\times 97}。
- 亏数，真因數和為3279，虧度為1086
- 不尋常數，大於平方根的質因數為97。
- 十进制的奢侈數。

4366
- 合数，正因數有1、2、37、59、74、118、2183和4366。
質因數分解，{\displaystyle 2\times 37\times 59}。
- 亏数，真因數和為2474，虧度為1892
- 无平方数因数的数。
  - 楔形数。
- 十进制的奢侈數。

4367
- 合数，正因數有1、11、397和4367。
質因數分解，{\displaystyle 11\times 397}。
- 亏数，真因數和為409，虧度為3958
- 不尋常數，大於平方根的質因數為397。
- 半素数。
- 无平方数因数的数。
- 十进制的奢侈數。

4368
- 合数，正因數有1、2、3、4、6、7、8、12、13、14、16、21、24、26、28、39、42、48、52、56、78、84、91、104、112、156、168、182、208、273、312、336、364、546、624、728、1092、1456、2184和4368。
質因數分解，{\displaystyle 2^{4}\times 3\times 7\times 13}。
- 过剩数，真因數和為9520，盈度為5152
- 十进制的奢侈數。

4369
- 合数，正因數有1、17、257和4369。
質因數分解，{\displaystyle 17\times 257}。
- 亏数，真因數和為275，虧度為4094
- 不尋常數，大於平方根的質因數為257。
- 半素数。
- 无平方数因数的数。
- 十进制的奢侈數。

4370
- 合数，正因數有1、2、5、10、19、23、38、46、95、115、190、230、437、874、2185和4370。
質因數分解，{\displaystyle 2\times 5\times 19\times 23}。
- 亏数，真因數和為4270，虧度為100
- 无平方数因数的数。
- 十进制的奢侈數。

4371
- 合数，正因數有1、3、31、47、93、141、1457和4371。
質因數分解，{\displaystyle 3\times 31\times 47}。
- 亏数，真因數和為1773，虧度為2598
- 无平方数因数的数。
  - 楔形数。
- 十进制的奢侈數。

4372
- 合数，正因數有1、2、4、1093、2186和4372。
質因數分解，{\displaystyle 2^{2}\times 1093}。
- 亏数，真因數和為3286，虧度為1086
- 不尋常數，大於平方根的質因數為1093。
- 十进制的奢侈數。

4373
- 第597個質數。

4374
- 合数，正因數有1、2、3、6、9、18、27、54、81、162、243、486、729、1458、2187和4374。
質因數分解，{\displaystyle 2\times 3^{7}}。
- 过剩数，真因數和為5466，盈度為1092
- 十进制的節儉數。

4375
- 合数，正因數有1、5、7、25、35、125、175、625、875和4375。
質因數分解，{\displaystyle 5^{4}\times 7}。
- 亏数，真因數和為1873，虧度為2502
- 十进制的節儉數。

4376
- 合数，正因數有1、2、4、8、547、1094、2188和4376。
質因數分解，{\displaystyle 2^{3}\times 547}。
- 亏数，真因數和為3844，虧度為532
- 不尋常數，大於平方根的質因數為547。
- 十进制的奢侈數。

4377
- 合数，正因數有1、3、1459和4377。
質因數分解，{\displaystyle 3\times 1459}。
- 亏数，真因數和為1463，虧度為2914
- 不尋常數，大於平方根的質因數為1459。
- 半素数。
- 无平方数因数的数。
- 十进制的奢侈數。

4378
- 合数，正因數有1、2、11、22、199、398、2189和4378。
質因數分解，{\displaystyle 2\times 11\times 199}。
- 亏数，真因數和為2822，虧度為1556
- 不尋常數，大於平方根的質因數為199。
- 无平方数因数的数。
  - 楔形数。
- 十进制的奢侈數。

4379
- 合数，正因數有1、29、151和4379。
質因數分解，{\displaystyle 29\times 151}。
- 亏数，真因數和為181，虧度為4198
- 不尋常數，大於平方根的質因數為151。
- 半素数。
- 无平方数因数的数。
- 十进制的奢侈數。

4380
- 合数，正因數有1、2、3、4、5、6、10、12、15、20、30、60、73、146、219、292、365、438、730、876、1095、1460、2190和4380。
質因數分解，{\displaystyle 2^{2}\times 3\times 5\times 73}。
- 过剩数，真因數和為8052，盈度為3672
- 不尋常數，大於平方根的質因數為73。
- 十进制的奢侈數。

4381
- 合数，正因數有1、13、337和4381。
質因數分解，{\displaystyle 13\times 337}。
- 亏数，真因數和為351，虧度為4030
- 不尋常數，大於平方根的質因數為337。
- 半素数。
- 无平方数因数的数。
- 十进制的奢侈數。

4382
- 合数，正因數有1、2、7、14、313、626、2191和4382。
質因數分解，{\displaystyle 2\times 7\times 313}。
- 亏数，真因數和為3154，虧度為1228
- 不尋常數，大於平方根的質因數為313。
- 无平方数因数的数。
  - 楔形数。
- 十进制的奢侈數。

4383
- 合数，正因數有1、3、9、487、1461和4383。
質因數分解，{\displaystyle 3^{2}\times 487}。
- 亏数，真因數和為1961，虧度為2422
- 不尋常數，大於平方根的質因數為487。
- 十进制的奢侈數。

4384
- 合数，正因數有1、2、4、8、16、32、137、274、548、1096、2192和4384。
質因數分解，{\displaystyle 2^{5}\times 137}。
- 亏数，真因數和為4310，虧度為74
- 不尋常數，大於平方根的質因數為137。
- 十进制的奢侈數。

4385
- 合数，正因數有1、5、877和4385。
質因數分解，{\displaystyle 5\times 877}。
- 亏数，真因數和為883，虧度為3502
- 不尋常數，大於平方根的質因數為877。
- 半素数。
- 无平方数因数的数。
- 十进制的等數位數。

4386
- 合数，正因數有1、2、3、6、17、34、43、51、86、102、129、258、731、1462、2193和4386。
質因數分解，{\displaystyle 2\times 3\times 17\times 43}。
- 过剩数，真因數和為5118，盈度為732
- 无平方数因数的数。
- 十进制的奢侈數。

4387
- 合数，正因數有1、41、107和4387。
質因數分解，{\displaystyle 41\times 107}。
- 亏数，真因數和為149，虧度為4238
- 不尋常數，大於平方根的質因數為107。
- 半素数。
- 无平方数因数的数。
- 十进制的奢侈數。

4388
- 合数，正因數有1、2、4、1097、2194和4388。
質因數分解，{\displaystyle 2^{2}\times 1097}。
- 亏数，真因數和為3298，虧度為1090
- 不尋常數，大於平方根的質因數為1097。
- 十进制的奢侈數。

4389
- 合数，正因數有1、3、7、11、19、21、33、57、77、133、209、231、399、627、1463和4389。
質因數分解，{\displaystyle 3\times 7\times 11\times 19}。
- 亏数，真因數和為3291，虧度為1098
- 无平方数因数的数。
- 十进制的奢侈數。

4390
- 合数，正因數有1、2、5、10、439、878、2195和4390。
質因數分解，{\displaystyle 2\times 5\times 439}。
- 亏数，真因數和為3530，虧度為860
- 不尋常數，大於平方根的質因數為439。
- 无平方数因数的数。
  - 楔形数。
- 十进制的奢侈數。

4391
- 第598個質數。

4392
- 合数，正因數有1、2、3、4、6、8、9、12、18、24、36、61、72、122、183、244、366、488、549、732、1098、1464、2196和4392。
質因數分解，{\displaystyle 2^{3}\times 3^{2}\times 61}。
- 过剩数，真因數和為7698，盈度為3306
- 十进制的奢侈數。

4393
- 合数，正因數有1、23、191和4393。
質因數分解，{\displaystyle 23\times 191}。
- 亏数，真因數和為215，虧度為4178
- 不尋常數，大於平方根的質因數為191。
- 半素数。
- 无平方数因数的数。
- 十进制的奢侈數。

4394
- 合数，正因數有1、2、13、26、169、338、2197和4394。
質因數分解，{\displaystyle 2\times 13^{3}}。
- 亏数，真因數和為2746，虧度為1648
- 十进制的等數位數。

4395
- 合数，正因數有1、3、5、15、293、879、1465和4395。
質因數分解，{\displaystyle 3\times 5\times 293}。
- 亏数，真因數和為2661，虧度為1734
- 不尋常數，大於平方根的質因數為293。
- 无平方数因数的数。
  - 楔形数。
- 十进制的奢侈數。

4396
- 合数，正因數有1、2、4、7、14、28、157、314、628、1099、2198和4396。
質因數分解，{\displaystyle 2^{2}\times 7\times 157}。
- 过剩数，真因數和為4452，盈度為56
  - 半完全数，和為本身的其中一組因數為157、 314、 628、 1099、 2198。
- 不尋常數，大於平方根的質因數為157。
- 佩服數，佩服因數為28。
- 十进制的奢侈數。

4397
- 第599個質數。

4398
- 合数，正因數有1、2、3、6、733、1466、2199和4398。
質因數分解，{\displaystyle 2\times 3\times 733}。
- 过剩数，真因數和為4410，盈度為12
  - 半完全数，和為本身的其中一組因數為733、 1466、 2199。
- 不尋常數，大於平方根的質因數為733。
- 佩服數，佩服因數為6。
- 无平方数因数的数。
  - 楔形数。
- 十进制的奢侈數。

4399
- 合数，正因數有1、53、83和4399。
質因數分解，{\displaystyle 53\times 83}。
- 亏数，真因數和為137，虧度為4262
- 不尋常數，大於平方根的質因數為83。
- 半素数。
- 无平方数因数的数。
- 十进制的等數位數。

4400
- 合数，正因數有1、2、4、5、8、10、11、16、20、22、25、40、44、50、55、80、88、100、110、176、200、220、275、400、440、550、880、1100、2200和4400。
質因數分解，{\displaystyle 2^{4}\times 5^{2}\times 11}。
- 过剩数，真因數和為7132，盈度為2732
- 十进制的奢侈數。

4401
- 合数，正因數有1、3、9、27、163、489、1467和4401。
質因數分解，{\displaystyle 3^{3}\times 163}。
- 亏数，真因數和為2159，虧度為2242
- 不尋常數，大於平方根的質因數為163。
- 十进制的奢侈數。

4402
- 合数，正因數有1、2、31、62、71、142、2201和4402。
質因數分解，{\displaystyle 2\times 31\times 71}。
- 亏数，真因數和為2510，虧度為1892
- 不尋常數，大於平方根的質因數為71。
- 无平方数因数的数。
  - 楔形数。
- 十进制的奢侈數。

4403
- 合数，正因數有1、7、17、37、119、259、629和4403。
質因數分解，{\displaystyle 7\times 17\times 37}。
- 亏数，真因數和為1069，虧度為3334
- 无平方数因数的数。
  - 楔形数。
- 十进制的奢侈數。

4404
- 合数，正因數有1、2、3、4、6、12、367、734、1101、1468、2202和4404。
質因數分解，{\displaystyle 2^{2}\times 3\times 367}。
- 过剩数，真因數和為5900，盈度為1496
  - 半完全数，和為本身的其中一組因數為367、 734、 1101、 2202。
- 不尋常數，大於平方根的質因數為367。
- 十进制的奢侈數。

4405
- 合数，正因數有1、5、881和4405。
質因數分解，{\displaystyle 5\times 881}。
- 亏数，真因數和為887，虧度為3518
- 不尋常數，大於平方根的質因數為881。
- 半素数。
- 无平方数因数的数。
- 十进制的等數位數。

4406
- 合数，正因數有1、2、2203和4406。
質因數分解，{\displaystyle 2\times 2203}。
- 亏数，真因數和為2206，虧度為2200
- 不尋常數，大於平方根的質因數為2203。
- 半素数。
- 无平方数因数的数。
- 十进制的奢侈數。

4407
- 合数，正因數有1、3、13、39、113、339、1469和4407。
質因數分解，{\displaystyle 3\times 13\times 113}。
- 亏数，真因數和為1977，虧度為2430
- 不尋常數，大於平方根的質因數為113。
- 无平方数因数的数。
  - 楔形数。
- 十进制的奢侈數。

4408
- 合数，正因數有1、2、4、8、19、29、38、58、76、116、152、232、551、1102、2204和4408。
質因數分解，{\displaystyle 2^{3}\times 19\times 29}。
- 过剩数，真因數和為4592，盈度為184
- 十进制的奢侈數。

4409
- 第600個質數。

4410
- 合数，正因數有1、2、3、5、6、7、9、10、14、15、18、21、30、35、42、45、49、63、70、90、98、105、126、147、210、245、294、315、441、490、630、735、882、1470、2205和4410。
質因數分解，{\displaystyle 2\times 3^{2}\times 5\times 7^{2}}。
- 过剩数，真因數和為8928，盈度為4518
- 十进制的奢侈數。

4411
- 合数，正因數有1、11、401和4411。
質因數分解，{\displaystyle 11\times 401}。
- 亏数，真因數和為413，虧度為3998
- 不尋常數，大於平方根的質因數為401。
- 半素数。
- 无平方数因数的数。
- 十进制的奢侈數。

4412
- 合数，正因數有1、2、4、1103、2206和4412。
質因數分解，{\displaystyle 2^{2}\times 1103}。
- 亏数，真因數和為3316，虧度為1096
- 不尋常數，大於平方根的質因數為1103。
- 十进制的奢侈數。

4413
- 合数，正因數有1、3、1471和4413。
質因數分解，{\displaystyle 3\times 1471}。
- 亏数，真因數和為1475，虧度為2938
- 不尋常數，大於平方根的質因數為1471。
- 半素数。
- 无平方数因数的数。
- 十进制的奢侈數。

4414
- 合数，正因數有1、2、2207和4414。
質因數分解，{\displaystyle 2\times 2207}。
- 亏数，真因數和為2210，虧度為2204
- 不尋常數，大於平方根的質因數為2207。
- 半素数。
- 无平方数因数的数。
- 十进制的奢侈數。

4415
- 合数，正因數有1、5、883和4415。
質因數分解，{\displaystyle 5\times 883}。
- 亏数，真因數和為889，虧度為3526
- 不尋常數，大於平方根的質因數為883。
- 半素数。
- 无平方数因数的数。
- 十进制的等數位數。

4416
- 合数，正因數有1、2、3、4、6、8、12、16、23、24、32、46、48、64、69、92、96、138、184、192、276、368、552、736、1104、1472、2208和4416。
質因數分解，{\displaystyle 2^{6}\times 3\times 23}。
- 过剩数，真因數和為7776，盈度為3360
- 十进制的奢侈數。

4417
- 合数，正因數有1、7、631和4417。
質因數分解，{\displaystyle 7\times 631}。
- 亏数，真因數和為639，虧度為3778
- 不尋常數，大於平方根的質因數為631。
- 半素数。
- 无平方数因数的数。
- 十进制的等數位數。

4418
- 合数，正因數有1、2、47、94、2209和4418。
質因數分解，{\displaystyle 2\times 47^{2}}。
- 亏数，真因數和為2353，虧度為2065
- 十进制的等數位數。

4419
- 合数，正因數有1、3、9、491、1473和4419。
質因數分解，{\displaystyle 3^{2}\times 491}。
- 亏数，真因數和為1977，虧度為2442
- 不尋常數，大於平方根的質因數為491。
- 十进制的奢侈數。

4420
- 合数，正因數有1、2、4、5、10、13、17、20、26、34、52、65、68、85、130、170、221、260、340、442、884、1105、2210和4420。
質因數分解，{\displaystyle 2^{2}\times 5\times 13\times 17}。
- 过剩数，真因數和為6164，盈度為1744
- 十进制的奢侈數。

4421
- 第601個質數。
  - 孪生素数，為（4421、 4423）

4422
- 合数，正因數有1、2、3、6、11、22、33、66、67、134、201、402、737、1474、2211和4422。
質因數分解，{\displaystyle 2\times 3\times 11\times 67}。
- 过剩数，真因數和為5370，盈度為948
- 不尋常數，大於平方根的質因數為67。
- 无平方数因数的数。
- 普洛尼克数，為66與67的乘積。
- 十进制的奢侈數。

4423
- 第602個質數。
  - 孪生素数，為（4421、 4423）

4424
- 合数，正因數有1、2、4、7、8、14、28、56、79、158、316、553、632、1106、2212和4424。
質因數分解，{\displaystyle 2^{3}\times 7\times 79}。
- 过剩数，真因數和為5176，盈度為752
- 不尋常數，大於平方根的質因數為79。
- 十进制的奢侈數。

4425
- 合数，正因數有1、3、5、15、25、59、75、177、295、885、1475和4425。
質因數分解，{\displaystyle 3\times 5^{2}\times 59}。
- 亏数，真因數和為3015，虧度為1410
- 十进制的奢侈數。

4426
- 合数，正因數有1、2、2213和4426。
質因數分解，{\displaystyle 2\times 2213}。
- 亏数，真因數和為2216，虧度為2210
- 不尋常數，大於平方根的質因數為2213。
- 半素数。
- 无平方数因数的数。
- 十进制的奢侈數。

4427
- 合数，正因數有1、19、233和4427。
質因數分解，{\displaystyle 19\times 233}。
- 亏数，真因數和為253，虧度為4174
- 不尋常數，大於平方根的質因數為233。
- 半素数。
- 无平方数因数的数。
- 十进制的奢侈數。

4428
- 合数，正因數有1、2、3、4、6、9、12、18、27、36、41、54、82、108、123、164、246、369、492、738、1107、1476、2214和4428。
質因數分解，{\displaystyle 2^{2}\times 3^{3}\times 41}。
- 过剩数，真因數和為7332，盈度為2904
- 十进制的奢侈數。

4429
- 合数，正因數有1、43、103和4429。
質因數分解，{\displaystyle 43\times 103}。
- 亏数，真因數和為147，虧度為4282
- 不尋常數，大於平方根的質因數為103。
- 半素数。
- 无平方数因数的数。
- 十进制的奢侈數。

4430
- 合数，正因數有1、2、5、10、443、886、2215和4430。
質因數分解，{\displaystyle 2\times 5\times 443}。
- 亏数，真因數和為3562，虧度為868
- 不尋常數，大於平方根的質因數為443。
- 无平方数因数的数。
  - 楔形数。
- 十进制的奢侈數。

4431
- 合数，正因數有1、3、7、21、211、633、1477和4431。
質因數分解，{\displaystyle 3\times 7\times 211}。
- 亏数，真因數和為2353，虧度為2078
- 不尋常數，大於平方根的質因數為211。
- 无平方数因数的数。
  - 楔形数。
- 十进制的奢侈數。

4432
- 合数，正因數有1、2、4、8、16、277、554、1108、2216和4432。
質因數分解，{\displaystyle 2^{4}\times 277}。
- 亏数，真因數和為4186，虧度為246
- 不尋常數，大於平方根的質因數為277。
- 十进制的奢侈數。

4433
- 合数，正因數有1、11、13、31、143、341、403和4433。
質因數分解，{\displaystyle 11\times 13\times 31}。
- 亏数，真因數和為943，虧度為3490
- 无平方数因数的数。
  - 楔形数。
- 十进制的奢侈數。

4434
- 合数，正因數有1、2、3、6、739、1478、2217和4434。
質因數分解，{\displaystyle 2\times 3\times 739}。
- 过剩数，真因數和為4446，盈度為12
  - 半完全数，和為本身的其中一組因數為739、 1478、 2217。
- 不尋常數，大於平方根的質因數為739。
- 佩服數，佩服因數為6。
- 无平方数因数的数。
  - 楔形数。
- 十进制的奢侈數。

4435
- 合数，正因數有1、5、887和4435。
質因數分解，{\displaystyle 5\times 887}。
- 亏数，真因數和為893，虧度為3542
- 不尋常數，大於平方根的質因數為887。
- 半素数。
- 无平方数因数的数。
- 十进制的等數位數。

4436
- 合数，正因數有1、2、4、1109、2218和4436。
質因數分解，{\displaystyle 2^{2}\times 1109}。
- 亏数，真因數和為3334，虧度為1102
- 不尋常數，大於平方根的質因數為1109。
- 十进制的奢侈數。

4437
- 合数，正因數有1、3、9、17、29、51、87、153、261、493、1479和4437。
質因數分解，{\displaystyle 3^{2}\times 17\times 29}。
- 亏数，真因數和為2583，虧度為1854
- 十进制的奢侈數。

4438
- 合数，正因數有1、2、7、14、317、634、2219和4438。
質因數分解，{\displaystyle 2\times 7\times 317}。
- 亏数，真因數和為3194，虧度為1244
- 不尋常數，大於平方根的質因數為317。
- 无平方数因数的数。
  - 楔形数。
- 十进制的奢侈數。

4439
- 合数，正因數有1、23、193和4439。
質因數分解，{\displaystyle 23\times 193}。
- 亏数，真因數和為217，虧度為4222
- 不尋常數，大於平方根的質因數為193。
- 半素数。
- 无平方数因数的数。
- 十进制的奢侈數。

4440
- 合数，正因數有1、2、3、4、5、6、8、10、12、15、20、24、30、37、40、60、74、111、120、148、185、222、296、370、444、555、740、888、1110、1480、2220和4440。
質因數分解，{\displaystyle 2^{3}\times 3\times 5\times 37}。
- 过剩数，真因數和為9240，盈度為4800
- 十进制的奢侈數。

4441
- 第603個質數。

4442
- 合数，正因數有1、2、2221和4442。
質因數分解，{\displaystyle 2\times 2221}。
- 亏数，真因數和為2224，虧度為2218
- 不尋常數，大於平方根的質因數為2221。
- 半素数。
- 无平方数因数的数。
- 十进制的奢侈數。

4443
- 合数，正因數有1、3、1481和4443。
質因數分解，{\displaystyle 3\times 1481}。
- 亏数，真因數和為1485，虧度為2958
- 不尋常數，大於平方根的質因數為1481。
- 半素数。
- 无平方数因数的数。
- 十进制的奢侈數。

4444
- 合数，正因數有1、2、4、11、22、44、101、202、404、1111、2222和4444。
質因數分解，{\displaystyle 2^{2}\times 11\times 101}。
- 亏数，真因數和為4124，虧度為320
- 不尋常數，大於平方根的質因數為101。
- 十进制的奢侈數。

4445
- 合数，正因數有1、5、7、35、127、635、889和4445。
質因數分解，{\displaystyle 5\times 7\times 127}。
- 亏数，真因數和為1699，虧度為2746
- 不尋常數，大於平方根的質因數為127。
- 无平方数因数的数。
  - 楔形数。
- 十进制的奢侈數。

4446
- 合数，正因數有1、2、3、6、9、13、18、19、26、38、39、57、78、114、117、171、234、247、342、494、741、1482、2223和4446。
質因數分解，{\displaystyle 2\times 3^{2}\times 13\times 19}。
- 过剩数，真因數和為6474，盈度為2028
- 十进制的奢侈數。

4447
- 第604個質數。

4448
- 合数，正因數有1、2、4、8、16、32、139、278、556、1112、2224和4448。
質因數分解，{\displaystyle 2^{5}\times 139}。
- 亏数，真因數和為4372，虧度為76
- 不尋常數，大於平方根的質因數為139。
- 十进制的奢侈數。

4449
- 合数，正因數有1、3、1483和4449。
質因數分解，{\displaystyle 3\times 1483}。
- 亏数，真因數和為1487，虧度為2962
- 不尋常數，大於平方根的質因數為1483。
- 半素数。
- 无平方数因数的数。
- 十进制的奢侈數。

4450
- 合数，正因數有1、2、5、10、25、50、89、178、445、890、2225和4450。
質因數分解，{\displaystyle 2\times 5^{2}\times 89}。
- 亏数，真因數和為3920，虧度為530
- 不尋常數，大於平方根的質因數為89。
- 十进制的奢侈數。

4451
- 第605個質數。

4452
- 合数，正因數有1、2、3、4、6、7、12、14、21、28、42、53、84、106、159、212、318、371、636、742、1113、1484、2226和4452。
質因數分解，{\displaystyle 2^{2}\times 3\times 7\times 53}。
- 过剩数，真因數和為7644，盈度為3192
- 十进制的奢侈數。

4453
- 合数，正因數有1、61、73和4453。
質因數分解，{\displaystyle 61\times 73}。
- 亏数，真因數和為135，虧度為4318
- 不尋常數，大於平方根的質因數為73。
- 半素数。
- 无平方数因数的数。
- 十进制的等數位數。

4454
- 合数，正因數有1、2、17、34、131、262、2227和4454。
質因數分解，{\displaystyle 2\times 17\times 131}。
- 亏数，真因數和為2674，虧度為1780
- 不尋常數，大於平方根的質因數為131。
- 无平方数因数的数。
  - 楔形数。
- 十进制的奢侈數。

4455
- 合数，正因數有1、3、5、9、11、15、27、33、45、55、81、99、135、165、297、405、495、891、1485和4455。
質因數分解，{\displaystyle 3^{4}\times 5\times 11}。
- 亏数，真因數和為4257，虧度為198
- 十进制的奢侈數。

4456
- 合数，正因數有1、2、4、8、557、1114、2228和4456。
質因數分解，{\displaystyle 2^{3}\times 557}。
- 亏数，真因數和為3914，虧度為542
- 不尋常數，大於平方根的質因數為557。
- 十进制的奢侈數。

4457
- 第606個質數。

4458
- 合数，正因數有1、2、3、6、743、1486、2229和4458。
質因數分解，{\displaystyle 2\times 3\times 743}。
- 过剩数，真因數和為4470，盈度為12
  - 半完全数，和為本身的其中一組因數為743、 1486、 2229。
- 不尋常數，大於平方根的質因數為743。
- 佩服數，佩服因數為6。
- 无平方数因数的数。
  - 楔形数。
- 十进制的奢侈數。

4459
- 合数，正因數有1、7、13、49、91、343、637和4459。
質因數分解，{\displaystyle 7^{3}\times 13}。
- 亏数，真因數和為1141，虧度為3318
- 十进制的等數位數。

4460
- 合数，正因數有1、2、4、5、10、20、223、446、892、1115、2230和4460。
質因數分解，{\displaystyle 2^{2}\times 5\times 223}。
- 过剩数，真因數和為4948，盈度為488
  - 半完全数，和為本身的其中一組因數為223、 892、 1115、 2230。
- 不尋常數，大於平方根的質因數為223。
- 十进制的奢侈數。

4461
- 合数，正因數有1、3、1487和4461。
質因數分解，{\displaystyle 3\times 1487}。
- 亏数，真因數和為1491，虧度為2970
- 不尋常數，大於平方根的質因數為1487。
- 半素数。
- 无平方数因数的数。
- 十进制的奢侈數。

4462
- 合数，正因數有1、2、23、46、97、194、2231和4462。
質因數分解，{\displaystyle 2\times 23\times 97}。
- 亏数，真因數和為2594，虧度為1868
- 不尋常數，大於平方根的質因數為97。
- 无平方数因数的数。
  - 楔形数。
- 十进制的奢侈數。

4463
- 第607個質數。

4464
- 合数，正因數有1、2、3、4、6、8、9、12、16、18、24、31、36、48、62、72、93、124、144、186、248、279、372、496、558、744、1116、1488、2232和4464。
質因數分解，{\displaystyle 2^{4}\times 3^{2}\times 31}。
- 过剩数，真因數和為8432，盈度為3968
- 十进制的奢侈數。

4465
- 合数，正因數有1、5、19、47、95、235、893和4465。
質因數分解，{\displaystyle 5\times 19\times 47}。
- 亏数，真因數和為1295，虧度為3170
- 无平方数因数的数。
  - 楔形数。
- 十进制的奢侈數。

4466
- 合数，正因數有1、2、7、11、14、22、29、58、77、154、203、319、406、638、2233和4466。
質因數分解，{\displaystyle 2\times 7\times 11\times 29}。
- 亏数，真因數和為4174，虧度為292
- 无平方数因数的数。
- 十进制的奢侈數。

4467
- 合数，正因數有1、3、1489和4467。
質因數分解，{\displaystyle 3\times 1489}。
- 亏数，真因數和為1493，虧度為2974
- 不尋常數，大於平方根的質因數為1489。
- 半素数。
- 无平方数因数的数。
- 十进制的奢侈數。

4468
- 合数，正因數有1、2、4、1117、2234和4468。
質因數分解，{\displaystyle 2^{2}\times 1117}。
- 亏数，真因數和為3358，虧度為1110
- 不尋常數，大於平方根的質因數為1117。
- 十进制的奢侈數。

4469
- 合数，正因數有1、41、109和4469。
質因數分解，{\displaystyle 41\times 109}。
- 亏数，真因數和為151，虧度為4318
- 不尋常數，大於平方根的質因數為109。
- 半素数。
- 无平方数因数的数。
- 十进制的奢侈數。

4470
- 合数，正因數有1、2、3、5、6、10、15、30、149、298、447、745、894、1490、2235和4470。
質因數分解，{\displaystyle 2\times 3\times 5\times 149}。
- 过剩数，真因數和為6330，盈度為1860
- 不尋常數，大於平方根的質因數為149。
- 无平方数因数的数。
- 十进制的奢侈數。

4471
- 合数，正因數有1、17、263和4471。
質因數分解，{\displaystyle 17\times 263}。
- 亏数，真因數和為281，虧度為4190
- 不尋常數，大於平方根的質因數為263。
- 半素数。
- 无平方数因数的数。
- 十进制的奢侈數。

4472
- 合数，正因數有1、2、4、8、13、26、43、52、86、104、172、344、559、1118、2236和4472。
質因數分解，{\displaystyle 2^{3}\times 13\times 43}。
- 过剩数，真因數和為4768，盈度為296
- 十进制的奢侈數。

4473
- 合数，正因數有1、3、7、9、21、63、71、213、497、639、1491和4473。
質因數分解，{\displaystyle 3^{2}\times 7\times 71}。
- 亏数，真因數和為3015，虧度為1458
- 不尋常數，大於平方根的質因數為71。
- 十进制的奢侈數。

4474
- 合数，正因數有1、2、2237和4474。
質因數分解，{\displaystyle 2\times 2237}。
- 亏数，真因數和為2240，虧度為2234
- 不尋常數，大於平方根的質因數為2237。
- 半素数。
- 无平方数因数的数。
- 十进制的奢侈數。

4475
- 合数，正因數有1、5、25、179、895和4475。
質因數分解，{\displaystyle 5^{2}\times 179}。
- 亏数，真因數和為1105，虧度為3370
- 不尋常數，大於平方根的質因數為179。
- 十进制的奢侈數。

4476
- 合数，正因數有1、2、3、4、6、12、373、746、1119、1492、2238和4476。
質因數分解，{\displaystyle 2^{2}\times 3\times 373}。
- 过剩数，真因數和為5996，盈度為1520
  - 半完全数，和為本身的其中一組因數為373、 746、 1119、 2238。
- 不尋常數，大於平方根的質因數為373。
- 十进制的奢侈數。

4477
- 合数，正因數有1、11、37、121、407和4477。
質因數分解，{\displaystyle 11^{2}\times 37}。
- 亏数，真因數和為577，虧度為3900
- 十进制的奢侈數。

4478
- 合数，正因數有1、2、2239和4478。
質因數分解，{\displaystyle 2\times 2239}。
- 亏数，真因數和為2242，虧度為2236
- 不尋常數，大於平方根的質因數為2239。
- 半素数。
- 无平方数因数的数。
- 十进制的奢侈數。

4479
- 合数，正因數有1、3、1493和4479。
質因數分解，{\displaystyle 3\times 1493}。
- 亏数，真因數和為1497，虧度為2982
- 不尋常數，大於平方根的質因數為1493。
- 半素数。
- 无平方数因数的数。
- 十进制的奢侈數。

4480
- 合数，正因數有1、2、4、5、7、8、10、14、16、20、28、32、35、40、56、64、70、80、112、128、140、160、224、280、320、448、560、640、896、1120、2240和4480。
質因數分解，{\displaystyle 2^{7}\times 5\times 7}。
- 过剩数，真因數和為7760，盈度為3280
- 十进制的等數位數。

4481
- 第608個質數。
  - 孪生素数，為（4481、 4483）

4482
- 合数，正因數有1、2、3、6、9、18、27、54、83、166、249、498、747、1494、2241和4482。
質因數分解，{\displaystyle 2\times 3^{3}\times 83}。
- 过剩数，真因數和為5598，盈度為1116
- 不尋常數，大於平方根的質因數為83。
- 十进制的奢侈數。

4483
- 第609個質數。
  - 孪生素数，為（4481、 4483）

4484
- 合数，正因數有1、2、4、19、38、59、76、118、236、1121、2242和4484。
質因數分解，{\displaystyle 2^{2}\times 19\times 59}。
- 亏数，真因數和為3916，虧度為568
- 十进制的奢侈數。

4485
- 合数，正因數有1、3、5、13、15、23、39、65、69、115、195、299、345、897、1495和4485。
質因數分解，{\displaystyle 3\times 5\times 13\times 23}。
- 亏数，真因數和為3579，虧度為906
- 无平方数因数的数。
- 十进制的奢侈數。

4486
- 合数，正因數有1、2、2243和4486。
質因數分解，{\displaystyle 2\times 2243}。
- 亏数，真因數和為2246，虧度為2240
- 不尋常數，大於平方根的質因數為2243。
- 半素数。
- 无平方数因数的数。
- 十进制的奢侈數。

4487
- 合数，正因數有1、7、641和4487。
質因數分解，{\displaystyle 7\times 641}。
- 亏数，真因數和為649，虧度為3838
- 不尋常數，大於平方根的質因數為641。
- 半素数。
- 无平方数因数的数。
- 十进制的等數位數。

4488
- 合数，正因數有1、2、3、4、6、8、11、12、17、22、24、33、34、44、51、66、68、88、102、132、136、187、204、264、374、408、561、748、1122、1496、2244和4488。
質因數分解，{\displaystyle 2^{3}\times 3\times 11\times 17}。
- 过剩数，真因數和為8472，盈度為3984
- 十进制的奢侈數。

4489
- 合数，正因數有1、67和4489。
質因數分解，{\displaystyle 67^{2}}。
- 亏数，真因數和為68，虧度為4421
- 半素数。
- 平方数，為67的平方。
- 十进制的節儉數。

4490
- 合数，正因數有1、2、5、10、449、898、2245和4490。
質因數分解，{\displaystyle 2\times 5\times 449}。
- 亏数，真因數和為3610，虧度為880
- 不尋常數，大於平方根的質因數為449。
- 无平方数因数的数。
  - 楔形数。
- 十进制的奢侈數。

4491
- 合数，正因數有1、3、9、499、1497和4491。
質因數分解，{\displaystyle 3^{2}\times 499}。
- 亏数，真因數和為2009，虧度為2482
- 不尋常數，大於平方根的質因數為499。
- 十进制的奢侈數。

4492
- 合数，正因數有1、2、4、1123、2246和4492。
質因數分解，{\displaystyle 2^{2}\times 1123}。
- 亏数，真因數和為3376，虧度為1116
- 不尋常數，大於平方根的質因數為1123。
- 十进制的奢侈數。

4493
- 第610個質數。

4494
- 合数，正因數有1、2、3、6、7、14、21、42、107、214、321、642、749、1498、2247和4494。
質因數分解，{\displaystyle 2\times 3\times 7\times 107}。
- 过剩数，真因數和為5874，盈度為1380
- 不尋常數，大於平方根的質因數為107。
- 无平方数因数的数。
- 十进制的奢侈數。

4495
- 合数，正因數有1、5、29、31、145、155、899和4495。
質因數分解，{\displaystyle 5\times 29\times 31}。
- 亏数，真因數和為1265，虧度為3230
- 无平方数因数的数。
  - 楔形数。
- 十进制的奢侈數。

4496
- 合数，正因數有1、2、4、8、16、281、562、1124、2248和4496。
質因數分解，{\displaystyle 2^{4}\times 281}。
- 亏数，真因數和為4246，虧度為250
- 不尋常數，大於平方根的質因數為281。
- 十进制的奢侈數。

4497
- 合数，正因數有1、3、1499和4497。
質因數分解，{\displaystyle 3\times 1499}。
- 亏数，真因數和為1503，虧度為2994
- 不尋常數，大於平方根的質因數為1499。
- 半素数。
- 无平方数因数的数。
- 十进制的奢侈數。

4498
- 合数，正因數有1、2、13、26、173、346、2249和4498。
質因數分解，{\displaystyle 2\times 13\times 173}。
- 亏数，真因數和為2810，虧度為1688
- 不尋常數，大於平方根的質因數為173。
- 无平方数因数的数。
  - 楔形数。
- 十进制的奢侈數。

4499
- 合数，正因數有1、11、409和4499。
質因數分解，{\displaystyle 11\times 409}。
- 亏数，真因數和為421，虧度為4078
- 不尋常數，大於平方根的質因數為409。
- 半素数。
- 无平方数因数的数。
- 十进制的奢侈數。

4500
- 合数，正因數有1、2、3、4、5、6、9、10、12、15、18、20、25、30、36、45、50、60、75、90、100、125、150、180、225、250、300、375、450、500、750、900、1125、1500、2250和4500。
質因數分解，{\displaystyle 2^{2}\times 3^{2}\times 5^{3}}。
- 过剩数，真因數和為9696，盈度為5196
- 十进制的奢侈數。

4501
- 合数，正因數有1、7、643和4501。
質因數分解，{\displaystyle 7\times 643}。
- 亏数，真因數和為651，虧度為3850
- 不尋常數，大於平方根的質因數為643。
- 半素数。
- 无平方数因数的数。
- 十进制的等數位數。

4502
- 合数，正因數有1、2、2251和4502。
質因數分解，{\displaystyle 2\times 2251}。
- 亏数，真因數和為2254，虧度為2248
- 不尋常數，大於平方根的質因數為2251。
- 半素数。
- 无平方数因数的数。
- 十进制的奢侈數。

4503
- 合数，正因數有1、3、19、57、79、237、1501和4503。
質因數分解，{\displaystyle 3\times 19\times 79}。
- 亏数，真因數和為1897，虧度為2606
- 不尋常數，大於平方根的質因數為79。
- 无平方数因数的数。
  - 楔形数。
- 十进制的奢侈數。

4504
- 合数，正因數有1、2、4、8、563、1126、2252和4504。
質因數分解，{\displaystyle 2^{3}\times 563}。
- 亏数，真因數和為3956，虧度為548
- 不尋常數，大於平方根的質因數為563。
- 十进制的奢侈數。

4505
- 合数，正因數有1、5、17、53、85、265、901和4505。
質因數分解，{\displaystyle 5\times 17\times 53}。
- 亏数，真因數和為1327，虧度為3178
- 无平方数因数的数。
  - 楔形数。
- 十进制的奢侈數。

4506
- 合数，正因數有1、2、3、6、751、1502、2253和4506。
質因數分解，{\displaystyle 2\times 3\times 751}。
- 过剩数，真因數和為4518，盈度為12
  - 半完全数，和為本身的其中一組因數為751、 1502、 2253。
- 不尋常數，大於平方根的質因數為751。
- 佩服數，佩服因數為6。
- 无平方数因数的数。
  - 楔形数。
- 十进制的奢侈數。

4507
- 第611個質數。

4508
- 合数，正因數有1、2、4、7、14、23、28、46、49、92、98、161、196、322、644、1127、2254和4508。
質因數分解，{\displaystyle 2^{2}\times 7^{2}\times 23}。
- 过剩数，真因數和為5068，盈度為560
- 十进制的奢侈數。

4509
- 合数，正因數有1、3、9、27、167、501、1503和4509。
質因數分解，{\displaystyle 3^{3}\times 167}。
- 亏数，真因數和為2211，虧度為2298
- 不尋常數，大於平方根的質因數為167。
- 十进制的奢侈數。

4510
- 合数，正因數有1、2、5、10、11、22、41、55、82、110、205、410、451、902、2255和4510。
質因數分解，{\displaystyle 2\times 5\times 11\times 41}。
- 过剩数，真因數和為4562，盈度為52
- 无平方数因数的数。
- 十进制的奢侈數。

4511
- 合数，正因數有1、13、347和4511。
質因數分解，{\displaystyle 13\times 347}。
- 亏数，真因數和為361，虧度為4150
- 不尋常數，大於平方根的質因數為347。
- 半素数。
- 无平方数因数的数。
- 十进制的奢侈數。

4512
- 合数，正因數有1、2、3、4、6、8、12、16、24、32、47、48、94、96、141、188、282、376、564、752、1128、1504、2256和4512。
質因數分解，{\displaystyle 2^{5}\times 3\times 47}。
- 过剩数，真因數和為7584，盈度為3072
- 十进制的奢侈數。

4513
- 第612個質數。

4514
- 合数，正因數有1、2、37、61、74、122、2257和4514。
質因數分解，{\displaystyle 2\times 37\times 61}。
- 亏数，真因數和為2554，虧度為1960
- 无平方数因数的数。
  - 楔形数。
- 十进制的奢侈數。

4515
- 合数，正因數有1、3、5、7、15、21、35、43、105、129、215、301、645、903、1505和4515。
質因數分解，{\displaystyle 3\times 5\times 7\times 43}。
- 亏数，真因數和為3933，虧度為582
- 无平方数因数的数。
- 十进制的奢侈數。

4516
- 合数，正因數有1、2、4、1129、2258和4516。
質因數分解，{\displaystyle 2^{2}\times 1129}。
- 亏数，真因數和為3394，虧度為1122
- 不尋常數，大於平方根的質因數為1129。
- 十进制的奢侈數。

4517
- 第613個質數。
  - 孪生素数，為（4517、 4519）

4518
- 合数，正因數有1、2、3、6、9、18、251、502、753、1506、2259和4518。
質因數分解，{\displaystyle 2\times 3^{2}\times 251}。
- 过剩数，真因數和為5310，盈度為792
  - 半完全数，和為本身的其中一組因數為251、 502、 1506、 2259。
- 不尋常數，大於平方根的質因數為251。
- 十进制的奢侈數。

4519
- 第614個質數。
  - 孪生素数，為（4517、 4519）

4520
- 合数，正因數有1、2、4、5、8、10、20、40、113、226、452、565、904、1130、2260和4520。
質因數分解，{\displaystyle 2^{3}\times 5\times 113}。
- 过剩数，真因數和為5740，盈度為1220
- 不尋常數，大於平方根的質因數為113。
- 十进制的奢侈數。

4521
- 合数，正因數有1、3、11、33、137、411、1507和4521。
質因數分解，{\displaystyle 3\times 11\times 137}。
- 亏数，真因數和為2103，虧度為2418
- 不尋常數，大於平方根的質因數為137。
- 无平方数因数的数。
  - 楔形数。
- 十进制的奢侈數。

4522
- 合数，正因數有1、2、7、14、17、19、34、38、119、133、238、266、323、646、2261和4522。
質因數分解，{\displaystyle 2\times 7\times 17\times 19}。
- 亏数，真因數和為4118，虧度為404
- 无平方数因数的数。
- 十进制的奢侈數。

4523
- 第615個質數。

4524
- 合数，正因數有1、2、3、4、6、12、13、26、29、39、52、58、78、87、116、156、174、348、377、754、1131、1508、2262和4524。
質因數分解，{\displaystyle 2^{2}\times 3\times 13\times 29}。
- 过剩数，真因數和為7236，盈度為2712
- 十进制的奢侈數。

4525
- 合数，正因數有1、5、25、181、905和4525。
質因數分解，{\displaystyle 5^{2}\times 181}。
- 亏数，真因數和為1117，虧度為3408
- 不尋常數，大於平方根的質因數為181。
- 十进制的奢侈數。

4526
- 合数，正因數有1、2、31、62、73、146、2263和4526。
質因數分解，{\displaystyle 2\times 31\times 73}。
- 亏数，真因數和為2578，虧度為1948
- 不尋常數，大於平方根的質因數為73。
- 无平方数因数的数。
  - 楔形数。
- 十进制的奢侈數。

4527
- 合数，正因數有1、3、9、503、1509和4527。
質因數分解，{\displaystyle 3^{2}\times 503}。
- 亏数，真因數和為2025，虧度為2502
- 不尋常數，大於平方根的質因數為503。
- 十进制的奢侈數。

4528
- 合数，正因數有1、2、4、8、16、283、566、1132、2264和4528。
質因數分解，{\displaystyle 2^{4}\times 283}。
- 亏数，真因數和為4276，虧度為252
- 不尋常數，大於平方根的質因數為283。
- 十进制的奢侈數。

4529
- 合数，正因數有1、7、647和4529。
質因數分解，{\displaystyle 7\times 647}。
- 亏数，真因數和為655，虧度為3874
- 不尋常數，大於平方根的質因數為647。
- 半素数。
- 无平方数因数的数。
- 十进制的等數位數。

4530
- 合数，正因數有1、2、3、5、6、10、15、30、151、302、453、755、906、1510、2265和4530。
質因數分解，{\displaystyle 2\times 3\times 5\times 151}。
- 过剩数，真因數和為6414，盈度為1884
- 不尋常數，大於平方根的質因數為151。
- 无平方数因数的数。
- 十进制的奢侈數。

4531
- 合数，正因數有1、23、197和4531。
質因數分解，{\displaystyle 23\times 197}。
- 亏数，真因數和為221，虧度為4310
- 不尋常數，大於平方根的質因數為197。
- 半素数。
- 无平方数因数的数。
- 十进制的奢侈數。

4532
- 合数，正因數有1、2、4、11、22、44、103、206、412、1133、2266和4532。
質因數分解，{\displaystyle 2^{2}\times 11\times 103}。
- 亏数，真因數和為4204，虧度為328
- 不尋常數，大於平方根的質因數為103。
- 十进制的奢侈數。

4533
- 合数，正因數有1、3、1511和4533。
質因數分解，{\displaystyle 3\times 1511}。
- 亏数，真因數和為1515，虧度為3018
- 不尋常數，大於平方根的質因數為1511。
- 半素数。
- 无平方数因数的数。
- 十进制的奢侈數。

4534
- 合数，正因數有1、2、2267和4534。
質因數分解，{\displaystyle 2\times 2267}。
- 亏数，真因數和為2270，虧度為2264
- 不尋常數，大於平方根的質因數為2267。
- 半素数。
- 无平方数因数的数。
- 十进制的奢侈數。

4535
- 合数，正因數有1、5、907和4535。
質因數分解，{\displaystyle 5\times 907}。
- 亏数，真因數和為913，虧度為3622
- 不尋常數，大於平方根的質因數為907。
- 半素数。
- 无平方数因数的数。
- 十进制的等數位數。

4536
- 合数，正因數有1、2、3、4、6、7、8、9、12、14、18、21、24、27、28、36、42、54、56、63、72、81、84、108、126、162、168、189、216、252、324、378、504、567、648、756、1134、1512、2268和4536。
質因數分解，{\displaystyle 2^{3}\times 3^{4}\times 7}。
- 过剩数，真因數和為9984，盈度為5448
- 十进制的奢侈數。

4537
- 合数，正因數有1、13、349和4537。
質因數分解，{\displaystyle 13\times 349}。
- 亏数，真因數和為363，虧度為4174
- 不尋常數，大於平方根的質因數為349。
- 半素数。
- 无平方数因数的数。
- 十进制的奢侈數。

4538
- 合数，正因數有1、2、2269和4538。
質因數分解，{\displaystyle 2\times 2269}。
- 亏数，真因數和為2272，虧度為2266
- 不尋常數，大於平方根的質因數為2269。
- 半素数。
- 无平方数因数的数。
- 十进制的奢侈數。

4539
- 合数，正因數有1、3、17、51、89、267、1513和4539。
質因數分解，{\displaystyle 3\times 17\times 89}。
- 亏数，真因數和為1941，虧度為2598
- 不尋常數，大於平方根的質因數為89。
- 无平方数因数的数。
  - 楔形数。
- 十进制的奢侈數。

4540
- 合数，正因數有1、2、4、5、10、20、227、454、908、1135、2270和4540。
質因數分解，{\displaystyle 2^{2}\times 5\times 227}。
- 过剩数，真因數和為5036，盈度為496
  - 半完全数，和為本身的其中一組因數為227、 908、 1135、 2270。
- 不尋常數，大於平方根的質因數為227。
- 十进制的奢侈數。

4541
- 合数，正因數有1、19、239和4541。
質因數分解，{\displaystyle 19\times 239}。
- 亏数，真因數和為259，虧度為4282
- 不尋常數，大於平方根的質因數為239。
- 半素数。
- 无平方数因数的数。
- 十进制的奢侈數。

4542
- 合数，正因數有1、2、3、6、757、1514、2271和4542。
質因數分解，{\displaystyle 2\times 3\times 757}。
- 过剩数，真因數和為4554，盈度為12
  - 半完全数，和為本身的其中一組因數為757、 1514、 2271。
- 不尋常數，大於平方根的質因數為757。
- 佩服數，佩服因數為6。
- 无平方数因数的数。
  - 楔形数。
- 十进制的奢侈數。

4543
- 合数，正因數有1、7、11、59、77、413、649和4543。
質因數分解，{\displaystyle 7\times 11\times 59}。
- 亏数，真因數和為1217，虧度為3326
- 无平方数因数的数。
  - 楔形数。
- 十进制的奢侈數。

4544
- 合数，正因數有1、2、4、8、16、32、64、71、142、284、568、1136、2272和4544。
質因數分解，{\displaystyle 2^{6}\times 71}。
- 过剩数，真因數和為4600，盈度為56
- 不尋常數，大於平方根的質因數為71。
- 十进制的等數位數。

4545
- 合数，正因數有1、3、5、9、15、45、101、303、505、909、1515和4545。
質因數分解，{\displaystyle 3^{2}\times 5\times 101}。
- 亏数，真因數和為3411，虧度為1134
- 不尋常數，大於平方根的質因數為101。
- 十进制的奢侈數。

4546
- 合数，正因數有1、2、2273和4546。
質因數分解，{\displaystyle 2\times 2273}。
- 亏数，真因數和為2276，虧度為2270
- 不尋常數，大於平方根的質因數為2273。
- 半素数。
- 无平方数因数的数。
- 十进制的奢侈數。

4547
- 第616個質數。
  - 孪生素数，為（4547、 4549）

4548
- 合数，正因數有1、2、3、4、6、12、379、758、1137、1516、2274和4548。
質因數分解，{\displaystyle 2^{2}\times 3\times 379}。
- 过剩数，真因數和為6092，盈度為1544
  - 半完全数，和為本身的其中一組因數為379、 758、 1137、 2274。
- 不尋常數，大於平方根的質因數為379。
- 十进制的奢侈數。

4549
- 第617個質數。
  - 孪生素数，為（4547、 4549）

4550
- 合数，正因數有1、2、5、7、10、13、14、25、26、35、50、65、70、91、130、175、182、325、350、455、650、910、2275和4550。
質因數分解，{\displaystyle 2\times 5^{2}\times 7\times 13}。
- 过剩数，真因數和為5866，盈度為1316
- 十进制的奢侈數。

4551
- 合数，正因數有1、3、37、41、111、123、1517和4551。
質因數分解，{\displaystyle 3\times 37\times 41}。
- 亏数，真因數和為1833，虧度為2718
- 无平方数因数的数。
  - 楔形数。
- 十进制的奢侈數。

4552
- 合数，正因數有1、2、4、8、569、1138、2276和4552。
質因數分解，{\displaystyle 2^{3}\times 569}。
- 亏数，真因數和為3998，虧度為554
- 不尋常數，大於平方根的質因數為569。
- 十进制的奢侈數。

4553
- 合数，正因數有1、29、157和4553。
質因數分解，{\displaystyle 29\times 157}。
- 亏数，真因數和為187，虧度為4366
- 不尋常數，大於平方根的質因數為157。
- 半素数。
- 无平方数因数的数。
- 十进制的奢侈數。

4554
- 合数，正因數有1、2、3、6、9、11、18、22、23、33、46、66、69、99、138、198、207、253、414、506、759、1518、2277和4554。
質因數分解，{\displaystyle 2\times 3^{2}\times 11\times 23}。
- 过剩数，真因數和為6678，盈度為2124
- 十进制的奢侈數。

4555
- 合数，正因數有1、5、911和4555。
質因數分解，{\displaystyle 5\times 911}。
- 亏数，真因數和為917，虧度為3638
- 不尋常數，大於平方根的質因數為911。
- 半素数。
- 无平方数因数的数。
- 十进制的等數位數。

4556
- 合数，正因數有1、2、4、17、34、67、68、134、268、1139、2278和4556。
質因數分解，{\displaystyle 2^{2}\times 17\times 67}。
- 亏数，真因數和為4012，虧度為544
- 普洛尼克数，為67與68的乘積。
- 十进制的奢侈數。

4557
- 合数，正因數有1、3、7、21、31、49、93、147、217、651、1519和4557。
質因數分解，{\displaystyle 3\times 7^{2}\times 31}。
- 亏数，真因數和為2739，虧度為1818
- 十进制的奢侈數。

4558
- 合数，正因數有1、2、43、53、86、106、2279和4558。
質因數分解，{\displaystyle 2\times 43\times 53}。
- 亏数，真因數和為2570，虧度為1988
- 无平方数因数的数。
  - 楔形数。
- 十进制的奢侈數。

4559
- 合数，正因數有1、47、97和4559。
質因數分解，{\displaystyle 47\times 97}。
- 亏数，真因數和為145，虧度為4414
- 不尋常數，大於平方根的質因數為97。
- 半素数。
- 无平方数因数的数。
- 十进制的等數位數。

4560
- 合数，正因數有1、2、3、4、5、6、8、10、12、15、16、19、20、24、30、38、40、48、57、60、76、80、95、114、120、152、190、228、240、285、304、380、456、570、760、912、1140、1520、2280和4560。
質因數分解，{\displaystyle 2^{4}\times 3\times 5\times 19}。
- 过剩数，真因數和為10320，盈度為5760
- 十进制的奢侈數。

4561
- 第618個質數。

4562
- 合数，正因數有1、2、2281和4562。
質因數分解，{\displaystyle 2\times 2281}。
- 亏数，真因數和為2284，虧度為2278
- 不尋常數，大於平方根的質因數為2281。
- 半素数。
- 无平方数因数的数。
- 十进制的奢侈數。

4563
- 合数，正因數有1、3、9、13、27、39、117、169、351、507、1521和4563。
質因數分解，{\displaystyle 3^{3}\times 13^{2}}。
- 亏数，真因數和為2757，虧度為1806
- 十进制的奢侈數。

4564
- 合数，正因數有1、2、4、7、14、28、163、326、652、1141、2282和4564。
質因數分解，{\displaystyle 2^{2}\times 7\times 163}。
- 过剩数，真因數和為4620，盈度為56
  - 半完全数，和為本身的其中一組因數為163、 326、 652、 1141、 2282。
- 不尋常數，大於平方根的質因數為163。
- 佩服數，佩服因數為28。
- 十进制的奢侈數。

4565
- 合数，正因數有1、5、11、55、83、415、913和4565。
質因數分解，{\displaystyle 5\times 11\times 83}。
- 亏数，真因數和為1483，虧度為3082
- 不尋常數，大於平方根的質因數為83。
- 无平方数因数的数。
  - 楔形数。
- 十进制的奢侈數。

4566
- 合数，正因數有1、2、3、6、761、1522、2283和4566。
質因數分解，{\displaystyle 2\times 3\times 761}。
- 过剩数，真因數和為4578，盈度為12
  - 半完全数，和為本身的其中一組因數為761、 1522、 2283。
- 不尋常數，大於平方根的質因數為761。
- 佩服數，佩服因數為6。
- 无平方数因数的数。
  - 楔形数。
- 十进制的奢侈數。

4567
- 第619個質數。

4568
- 合数，正因數有1、2、4、8、571、1142、2284和4568。
質因數分解，{\displaystyle 2^{3}\times 571}。
- 亏数，真因數和為4012，虧度為556
- 不尋常數，大於平方根的質因數為571。
- 十进制的奢侈數。

4569
- 合数，正因數有1、3、1523和4569。
質因數分解，{\displaystyle 3\times 1523}。
- 亏数，真因數和為1527，虧度為3042
- 不尋常數，大於平方根的質因數為1523。
- 半素数。
- 无平方数因数的数。
- 十进制的奢侈數。

4570
- 合数，正因數有1、2、5、10、457、914、2285和4570。
質因數分解，{\displaystyle 2\times 5\times 457}。
- 亏数，真因數和為3674，虧度為896
- 不尋常數，大於平方根的質因數為457。
- 无平方数因数的数。
  - 楔形数。
- 十进制的奢侈數。

4571
- 合数，正因數有1、7、653和4571。
質因數分解，{\displaystyle 7\times 653}。
- 亏数，真因數和為661，虧度為3910
- 不尋常數，大於平方根的質因數為653。
- 半素数。
- 无平方数因数的数。
- 十进制的等數位數。

4572
- 合数，正因數有1、2、3、4、6、9、12、18、36、127、254、381、508、762、1143、1524、2286和4572。
質因數分解，{\displaystyle 2^{2}\times 3^{2}\times 127}。
- 过剩数，真因數和為7076，盈度為2504
- 不尋常數，大於平方根的質因數為127。
- 十进制的奢侈數。

4573
- 合数，正因數有1、17、269和4573。
質因數分解，{\displaystyle 17\times 269}。
- 亏数，真因數和為287，虧度為4286
- 不尋常數，大於平方根的質因數為269。
- 半素数。
- 无平方数因数的数。
- 十进制的奢侈數。

4574
- 合数，正因數有1、2、2287和4574。
質因數分解，{\displaystyle 2\times 2287}。
- 亏数，真因數和為2290，虧度為2284
- 不尋常數，大於平方根的質因數為2287。
- 半素数。
- 无平方数因数的数。
- 十进制的奢侈數。

4575
- 合数，正因數有1、3、5、15、25、61、75、183、305、915、1525和4575。
質因數分解，{\displaystyle 3\times 5^{2}\times 61}。
- 亏数，真因數和為3113，虧度為1462
- 十进制的奢侈數。

4576
- 合数，正因數有1、2、4、8、11、13、16、22、26、32、44、52、88、104、143、176、208、286、352、416、572、1144、2288和4576。
質因數分解，{\displaystyle 2^{5}\times 11\times 13}。
- 过剩数，真因數和為6008，盈度為1432
- 十进制的奢侈數。

4577
- 合数，正因數有1、23、199和4577。
質因數分解，{\displaystyle 23\times 199}。
- 亏数，真因數和為223，虧度為4354
- 不尋常數，大於平方根的質因數為199。
- 半素数。
- 无平方数因数的数。
- 十进制的奢侈數。

4578
- 合数，正因數有1、2、3、6、7、14、21、42、109、218、327、654、763、1526、2289和4578。
質因數分解，{\displaystyle 2\times 3\times 7\times 109}。
- 过剩数，真因數和為5982，盈度為1404
- 不尋常數，大於平方根的質因數為109。
- 无平方数因数的数。
- 十进制的奢侈數。

4579
- 合数，正因數有1、19、241和4579。
質因數分解，{\displaystyle 19\times 241}。
- 亏数，真因數和為261，虧度為4318
- 不尋常數，大於平方根的質因數為241。
- 半素数。
- 无平方数因数的数。
- 十进制的奢侈數。

4580
- 合数，正因數有1、2、4、5、10、20、229、458、916、1145、2290和4580。
質因數分解，{\displaystyle 2^{2}\times 5\times 229}。
- 过剩数，真因數和為5080，盈度為500
  - 半完全数，和為本身的其中一組因數為229、 916、 1145、 2290。
- 不尋常數，大於平方根的質因數為229。
- 十进制的奢侈數。

4581
- 合数，正因數有1、3、9、509、1527和4581。
質因數分解，{\displaystyle 3^{2}\times 509}。
- 亏数，真因數和為2049，虧度為2532
- 不尋常數，大於平方根的質因數為509。
- 十进制的奢侈數。

4582
- 合数，正因數有1、2、29、58、79、158、2291和4582。
質因數分解，{\displaystyle 2\times 29\times 79}。
- 亏数，真因數和為2618，虧度為1964
- 不尋常數，大於平方根的質因數為79。
- 无平方数因数的数。
  - 楔形数。
- 十进制的奢侈數。

4583
- 第620個質數。

4584
- 合数，正因數有1、2、3、4、6、8、12、24、191、382、573、764、1146、1528、2292和4584。
質因數分解，{\displaystyle 2^{3}\times 3\times 191}。
- 过剩数，真因數和為6936，盈度為2352
- 不尋常數，大於平方根的質因數為191。
- 十进制的奢侈數。

4585
- 合数，正因數有1、5、7、35、131、655、917和4585。
質因數分解，{\displaystyle 5\times 7\times 131}。
- 亏数，真因數和為1751，虧度為2834
- 不尋常數，大於平方根的質因數為131。
- 无平方数因数的数。
  - 楔形数。
- 十进制的奢侈數。

4586
- 合数，正因數有1、2、2293和4586。
質因數分解，{\displaystyle 2\times 2293}。
- 亏数，真因數和為2296，虧度為2290
- 不尋常數，大於平方根的質因數為2293。
- 半素数。
- 无平方数因数的数。
- 十进制的奢侈數。

4587
- 合数，正因數有1、3、11、33、139、417、1529和4587。
質因數分解，{\displaystyle 3\times 11\times 139}。
- 亏数，真因數和為2133，虧度為2454
- 不尋常數，大於平方根的質因數為139。
- 无平方数因数的数。
  - 楔形数。
- 十进制的奢侈數。

4588
- 合数，正因數有1、2、4、31、37、62、74、124、148、1147、2294和4588。
質因數分解，{\displaystyle 2^{2}\times 31\times 37}。
- 亏数，真因數和為3924，虧度為664
- 十进制的奢侈數。

4589
- 合数，正因數有1、13、353和4589。
質因數分解，{\displaystyle 13\times 353}。
- 亏数，真因數和為367，虧度為4222
- 不尋常數，大於平方根的質因數為353。
- 半素数。
- 无平方数因数的数。
- 十进制的奢侈數。

4590
- 合数，正因數有1、2、3、5、6、9、10、15、17、18、27、30、34、45、51、54、85、90、102、135、153、170、255、270、306、459、510、765、918、1530、2295和4590。
質因數分解，{\displaystyle 2\times 3^{3}\times 5\times 17}。
- 过剩数，真因數和為8370，盈度為3780
- 十进制的奢侈數。

4591
- 第621個質數。

4592
- 合数，正因數有1、2、4、7、8、14、16、28、41、56、82、112、164、287、328、574、656、1148、2296和4592。
質因數分解，{\displaystyle 2^{4}\times 7\times 41}。
- 过剩数，真因數和為5824，盈度為1232
- 十进制的奢侈數。

4593
- 合数，正因數有1、3、1531和4593。
質因數分解，{\displaystyle 3\times 1531}。
- 亏数，真因數和為1535，虧度為3058
- 不尋常數，大於平方根的質因數為1531。
- 半素数。
- 无平方数因数的数。
- 十进制的奢侈數。

4594
- 合数，正因數有1、2、2297和4594。
質因數分解，{\displaystyle 2\times 2297}。
- 亏数，真因數和為2300，虧度為2294
- 不尋常數，大於平方根的質因數為2297。
- 半素数。
- 无平方数因数的数。
- 十进制的奢侈數。

4595
- 合数，正因數有1、5、919和4595。
質因數分解，{\displaystyle 5\times 919}。
- 亏数，真因數和為925，虧度為3670
- 不尋常數，大於平方根的質因數為919。
- 半素数。
- 无平方数因数的数。
- 十进制的等數位數。

4596
- 合数，正因數有1、2、3、4、6、12、383、766、1149、1532、2298和4596。
質因數分解，{\displaystyle 2^{2}\times 3\times 383}。
- 过剩数，真因數和為6156，盈度為1560
  - 半完全数，和為本身的其中一組因數為383、 766、 1149、 2298。
- 不尋常數，大於平方根的質因數為383。
- 十进制的奢侈數。

4597
- 第622個質數。

4598
- 合数，正因數有1、2、11、19、22、38、121、209、242、418、2299和4598。
質因數分解，{\displaystyle 2\times 11^{2}\times 19}。
- 亏数，真因數和為3382，虧度為1216
- 十进制的奢侈數。

4599
- 合数，正因數有1、3、7、9、21、63、73、219、511、657、1533和4599。
質因數分解，{\displaystyle 3^{2}\times 7\times 73}。
- 亏数，真因數和為3097，虧度為1502
- 不尋常數，大於平方根的質因數為73。
- 十进制的奢侈數。

4600
- 合数，正因數有1、2、4、5、8、10、20、23、25、40、46、50、92、100、115、184、200、230、460、575、920、1150、2300和4600。
質因數分解，{\displaystyle 2^{3}\times 5^{2}\times 23}。
- 过剩数，真因數和為6560，盈度為1960
- 十进制的奢侈數。

4601
- 合数，正因數有1、43、107和4601。
質因數分解，{\displaystyle 43\times 107}。
- 亏数，真因數和為151，虧度為4450
- 不尋常數，大於平方根的質因數為107。
- 半素数。
- 无平方数因数的数。
- 十进制的奢侈數。

4602
- 合数，正因數有1、2、3、6、13、26、39、59、78、118、177、354、767、1534、2301和4602。
質因數分解，{\displaystyle 2\times 3\times 13\times 59}。
- 过剩数，真因數和為5478，盈度為876
- 无平方数因数的数。
- 十进制的奢侈數。

4603
- 第623個質數。

4604
- 合数，正因數有1、2、4、1151、2302和4604。
質因數分解，{\displaystyle 2^{2}\times 1151}。
- 亏数，真因數和為3460，虧度為1144
- 不尋常數，大於平方根的質因數為1151。
- 十进制的奢侈數。

4605
- 合数，正因數有1、3、5、15、307、921、1535和4605。
質因數分解，{\displaystyle 3\times 5\times 307}。
- 亏数，真因數和為2787，虧度為1818
- 不尋常數，大於平方根的質因數為307。
- 无平方数因数的数。
  - 楔形数。
- 十进制的奢侈數。

4606
- 合数，正因數有1、2、7、14、47、49、94、98、329、658、2303和4606。
質因數分解，{\displaystyle 2\times 7^{2}\times 47}。
- 亏数，真因數和為3602，虧度為1004
- 十进制的奢侈數。

4607
- 合数，正因數有1、17、271和4607。
質因數分解，{\displaystyle 17\times 271}。
- 亏数，真因數和為289，虧度為4318
- 不尋常數，大於平方根的質因數為271。
- 半素数。
- 无平方数因数的数。
- 十进制的奢侈數。

4608
- 合数，正因數有1、2、3、4、6、8、9、12、16、18、24、32、36、48、64、72、96、128、144、192、256、288、384、512、576、768、1152、1536、2304和4608。
質因數分解，{\displaystyle 2^{9}\times 3^{2}}。
- 过剩数，真因數和為8691，盈度為4083
- 十进制的等數位數。

4609
- 合数，正因數有1、11、419和4609。
質因數分解，{\displaystyle 11\times 419}。
- 亏数，真因數和為431，虧度為4178
- 不尋常數，大於平方根的質因數為419。
- 半素数。
- 无平方数因数的数。
- 十进制的奢侈數。

4610
- 合数，正因數有1、2、5、10、461、922、2305和4610。
質因數分解，{\displaystyle 2\times 5\times 461}。
- 亏数，真因數和為3706，虧度為904
- 不尋常數，大於平方根的質因數為461。
- 无平方数因数的数。
  - 楔形数。
- 十进制的奢侈數。

4611
- 合数，正因數有1、3、29、53、87、159、1537和4611。
質因數分解，{\displaystyle 3\times 29\times 53}。
- 亏数，真因數和為1869，虧度為2742
- 无平方数因数的数。
  - 楔形数。
- 十进制的奢侈數。

4612
- 合数，正因數有1、2、4、1153、2306和4612。
質因數分解，{\displaystyle 2^{2}\times 1153}。
- 亏数，真因數和為3466，虧度為1146
- 不尋常數，大於平方根的質因數為1153。
- 十进制的奢侈數。

4613
- 合数，正因數有1、7、659和4613。
質因數分解，{\displaystyle 7\times 659}。
- 亏数，真因數和為667，虧度為3946
- 不尋常數，大於平方根的質因數為659。
- 半素数。
- 无平方数因数的数。
- 十进制的等數位數。

4614
- 合数，正因數有1、2、3、6、769、1538、2307和4614。
質因數分解，{\displaystyle 2\times 3\times 769}。
- 过剩数，真因數和為4626，盈度為12
  - 半完全数，和為本身的其中一組因數為769、 1538、 2307。
- 不尋常數，大於平方根的質因數為769。
- 佩服數，佩服因數為6。
- 无平方数因数的数。
  - 楔形数。
- 十进制的奢侈數。

4615
- 合数，正因數有1、5、13、65、71、355、923和4615。
質因數分解，{\displaystyle 5\times 13\times 71}。
- 亏数，真因數和為1433，虧度為3182
- 不尋常數，大於平方根的質因數為71。
- 无平方数因数的数。
  - 楔形数。
- 十进制的奢侈數。

4616
- 合数，正因數有1、2、4、8、577、1154、2308和4616。
質因數分解，{\displaystyle 2^{3}\times 577}。
- 亏数，真因數和為4054，虧度為562
- 不尋常數，大於平方根的質因數為577。
- 十进制的奢侈數。

4617
- 合数，正因數有1、3、9、19、27、57、81、171、243、513、1539和4617。
質因數分解，{\displaystyle 3^{5}\times 19}。
- 亏数，真因數和為2663，虧度為1954
- 十进制的等數位數。

4618
- 合数，正因數有1、2、2309和4618。
質因數分解，{\displaystyle 2\times 2309}。
- 亏数，真因數和為2312，虧度為2306
- 不尋常數，大於平方根的質因數為2309。
- 半素数。
- 无平方数因数的数。
- 十进制的奢侈數。

4619
- 合数，正因數有1、31、149和4619。
質因數分解，{\displaystyle 31\times 149}。
- 亏数，真因數和為181，虧度為4438
- 不尋常數，大於平方根的質因數為149。
- 半素数。
- 无平方数因数的数。
- 十进制的奢侈數。

4620
- 合数，正因數有1、2、3、4、5、6、7、10、11、12、14、15、20、21、22、28、30、33、35、42、44、55、60、66、70、77、84、105、110、132、140、154、165、210、220、231、308、330、385、420、462、660、770、924、1155、1540、2310和4620。
質因數分解，{\displaystyle 2^{2}\times 3\times 5\times 7\times 11}。
- 过剩数，真因數和為11508，盈度為6888
- 十进制的奢侈數。

4621
- 第624個質數。

4622
- 合数，正因數有1、2、2311和4622。
質因數分解，{\displaystyle 2\times 2311}。
- 亏数，真因數和為2314，虧度為2308
- 不尋常數，大於平方根的質因數為2311。
- 半素数。
- 无平方数因数的数。
- 十进制的奢侈數。

4623
- 合数，正因數有1、3、23、67、69、201、1541和4623。
質因數分解，{\displaystyle 3\times 23\times 67}。
- 亏数，真因數和為1905，虧度為2718
- 无平方数因数的数。
  - 楔形数。
- 十进制的奢侈數。

4624
- 合数，正因數有1、2、4、8、16、17、34、68、136、272、289、578、1156、2312和4624。
質因數分解，{\displaystyle 2^{4}\times 17^{2}}。
- 过剩数，真因數和為4893，盈度為269
- 平方数，為68的平方。
- 十进制的奢侈數。

4625
- 合数，正因數有1、5、25、37、125、185、925和4625。
質因數分解，{\displaystyle 5^{3}\times 37}。
- 亏数，真因數和為1303，虧度為3322
- 十进制的等數位數。

4626
- 合数，正因數有1、2、3、6、9、18、257、514、771、1542、2313和4626。
質因數分解，{\displaystyle 2\times 3^{2}\times 257}。
- 过剩数，真因數和為5436，盈度為810
  - 半完全数，和為本身的其中一組因數為257、 514、 1542、 2313。
- 不尋常數，大於平方根的質因數為257。
- 十进制的奢侈數。

4627
- 合数，正因數有1、7、661和4627。
質因數分解，{\displaystyle 7\times 661}。
- 亏数，真因數和為669，虧度為3958
- 不尋常數，大於平方根的質因數為661。
- 半素数。
- 无平方数因数的数。
- 十进制的等數位數。

4628
- 合数，正因數有1、2、4、13、26、52、89、178、356、1157、2314和4628。
質因數分解，{\displaystyle 2^{2}\times 13\times 89}。
- 亏数，真因數和為4192，虧度為436
- 不尋常數，大於平方根的質因數為89。
- 十进制的奢侈數。

4629
- 合数，正因數有1、3、1543和4629。
質因數分解，{\displaystyle 3\times 1543}。
- 亏数，真因數和為1547，虧度為3082
- 不尋常數，大於平方根的質因數為1543。
- 半素数。
- 无平方数因数的数。
- 十进制的奢侈數。

4630
- 合数，正因數有1、2、5、10、463、926、2315和4630。
質因數分解，{\displaystyle 2\times 5\times 463}。
- 亏数，真因數和為3722，虧度為908
- 不尋常數，大於平方根的質因數為463。
- 无平方数因数的数。
  - 楔形数。
- 十进制的奢侈數。

4631
- 合数，正因數有1、11、421和4631。
質因數分解，{\displaystyle 11\times 421}。
- 亏数，真因數和為433，虧度為4198
- 不尋常數，大於平方根的質因數為421。
- 半素数。
- 无平方数因数的数。
- 十进制的奢侈數。

4632
- 合数，正因數有1、2、3、4、6、8、12、24、193、386、579、772、1158、1544、2316和4632。
質因數分解，{\displaystyle 2^{3}\times 3\times 193}。
- 过剩数，真因數和為7008，盈度為2376
- 不尋常數，大於平方根的質因數為193。
- 十进制的奢侈數。

4633
- 合数，正因數有1、41、113和4633。
質因數分解，{\displaystyle 41\times 113}。
- 亏数，真因數和為155，虧度為4478
- 不尋常數，大於平方根的質因數為113。
- 半素数。
- 无平方数因数的数。
- 十进制的奢侈數。

4634
- 合数，正因數有1、2、7、14、331、662、2317和4634。
質因數分解，{\displaystyle 2\times 7\times 331}。
- 亏数，真因數和為3334，虧度為1300
- 不尋常數，大於平方根的質因數為331。
- 无平方数因数的数。
  - 楔形数。
- 十进制的奢侈數。

4635
- 合数，正因數有1、3、5、9、15、45、103、309、515、927、1545和4635。
質因數分解，{\displaystyle 3^{2}\times 5\times 103}。
- 亏数，真因數和為3477，虧度為1158
- 不尋常數，大於平方根的質因數為103。
- 十进制的奢侈數。

4636
- 合数，正因數有1、2、4、19、38、61、76、122、244、1159、2318和4636。
質因數分解，{\displaystyle 2^{2}\times 19\times 61}。
- 亏数，真因數和為4044，虧度為592
- 十进制的奢侈數。

4637
- 第625個質數。
  - 孪生素数，為（4637、 4639）

4638
- 合数，正因數有1、2、3、6、773、1546、2319和4638。
質因數分解，{\displaystyle 2\times 3\times 773}。
- 过剩数，真因數和為4650，盈度為12
  - 半完全数，和為本身的其中一組因數為773、 1546、 2319。
- 不尋常數，大於平方根的質因數為773。
- 佩服數，佩服因數為6。
- 无平方数因数的数。
  - 楔形数。
- 十进制的奢侈數。

4639
- 第626個質數。
  - 孪生素数，為（4637、 4639）

4640
- 合数，正因數有1、2、4、5、8、10、16、20、29、32、40、58、80、116、145、160、232、290、464、580、928、1160、2320和4640。
質因數分解，{\displaystyle 2^{5}\times 5\times 29}。
- 过剩数，真因數和為6700，盈度為2060
- 十进制的奢侈數。

4641
- 合数，正因數有1、3、7、13、17、21、39、51、91、119、221、273、357、663、1547和4641。
質因數分解，{\displaystyle 3\times 7\times 13\times 17}。
- 亏数，真因數和為3423，虧度為1218
- 无平方数因数的数。
- 十进制的奢侈數。

4642
- 合数，正因數有1、2、11、22、211、422、2321和4642。
質因數分解，{\displaystyle 2\times 11\times 211}。
- 亏数，真因數和為2990，虧度為1652
- 不尋常數，大於平方根的質因數為211。
- 无平方数因数的数。
  - 楔形数。
- 十进制的奢侈數。

4643
- 第627個質數。

4644
- 合数，正因數有1、2、3、4、6、9、12、18、27、36、43、54、86、108、129、172、258、387、516、774、1161、1548、2322和4644。
質因數分解，{\displaystyle 2^{2}\times 3^{3}\times 43}。
- 过剩数，真因數和為7676，盈度為3032
- 十进制的奢侈數。

4645
- 合数，正因數有1、5、929和4645。
質因數分解，{\displaystyle 5\times 929}。
- 亏数，真因數和為935，虧度為3710
- 不尋常數，大於平方根的質因數為929。
- 半素数。
- 无平方数因数的数。
- 十进制的等數位數。

4646
- 合数，正因數有1、2、23、46、101、202、2323和4646。
質因數分解，{\displaystyle 2\times 23\times 101}。
- 亏数，真因數和為2698，虧度為1948
- 不尋常數，大於平方根的質因數為101。
- 无平方数因数的数。
  - 楔形数。
- 十进制的奢侈數。

4647
- 合数，正因數有1、3、1549和4647。
質因數分解，{\displaystyle 3\times 1549}。
- 亏数，真因數和為1553，虧度為3094
- 不尋常數，大於平方根的質因數為1549。
- 半素数。
- 无平方数因数的数。
- 十进制的奢侈數。

4648
- 合数，正因數有1、2、4、7、8、14、28、56、83、166、332、581、664、1162、2324和4648。
質因數分解，{\displaystyle 2^{3}\times 7\times 83}。
- 过剩数，真因數和為5432，盈度為784
- 不尋常數，大於平方根的質因數為83。
- 十进制的奢侈數。

4649
- 第628個質數。
  - 孪生素数，為（4649、 4651）

4650
- 合数，正因數有1、2、3、5、6、10、15、25、30、31、50、62、75、93、150、155、186、310、465、775、930、1550、2325和4650。
質因數分解，{\displaystyle 2\times 3\times 5^{2}\times 31}。
- 过剩数，真因數和為7254，盈度為2604
- 十进制的奢侈數。

4651
- 第629個質數。
  - 孪生素数，為（4649、 4651）

4652
- 合数，正因數有1、2、4、1163、2326和4652。
質因數分解，{\displaystyle 2^{2}\times 1163}。
- 亏数，真因數和為3496，虧度為1156
- 不尋常數，大於平方根的質因數為1163。
- 十进制的奢侈數。

4653
- 合数，正因數有1、3、9、11、33、47、99、141、423、517、1551和4653。
質因數分解，{\displaystyle 3^{2}\times 11\times 47}。
- 亏数，真因數和為2835，虧度為1818
- 十进制的奢侈數。

4654
- 合数，正因數有1、2、13、26、179、358、2327和4654。
質因數分解，{\displaystyle 2\times 13\times 179}。
- 亏数，真因數和為2906，虧度為1748
- 不尋常數，大於平方根的質因數為179。
- 无平方数因数的数。
  - 楔形数。
- 十进制的奢侈數。

4655
- 合数，正因數有1、5、7、19、35、49、95、133、245、665、931和4655。
質因數分解，{\displaystyle 5\times 7^{2}\times 19}。
- 亏数，真因數和為2185，虧度為2470
- 十进制的奢侈數。

4656
- 合数，正因數有1、2、3、4、6、8、12、16、24、48、97、194、291、388、582、776、1164、1552、2328和4656。
質因數分解，{\displaystyle 2^{4}\times 3\times 97}。
- 过剩数，真因數和為7496，盈度為2840
- 不尋常數，大於平方根的質因數為97。
- 十进制的奢侈數。

4657
- 第630個質數。

4658
- 合数，正因數有1、2、17、34、137、274、2329和4658。
質因數分解，{\displaystyle 2\times 17\times 137}。
- 亏数，真因數和為2794，虧度為1864
- 不尋常數，大於平方根的質因數為137。
- 无平方数因数的数。
  - 楔形数。
- 十进制的奢侈數。

4659
- 合数，正因數有1、3、1553和4659。
質因數分解，{\displaystyle 3\times 1553}。
- 亏数，真因數和為1557，虧度為3102
- 不尋常數，大於平方根的質因數為1553。
- 半素数。
- 无平方数因数的数。
- 十进制的奢侈數。

4660
- 合数，正因數有1、2、4、5、10、20、233、466、932、1165、2330和4660。
質因數分解，{\displaystyle 2^{2}\times 5\times 233}。
- 过剩数，真因數和為5168，盈度為508
  - 半完全数，和為本身的其中一組因數為233、 932、 1165、 2330。
- 不尋常數，大於平方根的質因數為233。
- 十进制的奢侈數。

4661
- 合数，正因數有1、59、79和4661。
質因數分解，{\displaystyle 59\times 79}。
- 亏数，真因數和為139，虧度為4522
- 不尋常數，大於平方根的質因數為79。
- 半素数。
- 无平方数因数的数。
- 十进制的等數位數。

4662
- 合数，正因數有1、2、3、6、7、9、14、18、21、37、42、63、74、111、126、222、259、333、518、666、777、1554、2331和4662。
質因數分解，{\displaystyle 2\times 3^{2}\times 7\times 37}。
- 过剩数，真因數和為7194，盈度為2532
- 十进制的奢侈數。

4663
- 第631個質數。

4664
- 合数，正因數有1、2、4、8、11、22、44、53、88、106、212、424、583、1166、2332和4664。
質因數分解，{\displaystyle 2^{3}\times 11\times 53}。
- 过剩数，真因數和為5056，盈度為392
- 十进制的奢侈數。

4665
- 合数，正因數有1、3、5、15、311、933、1555和4665。
質因數分解，{\displaystyle 3\times 5\times 311}。
- 亏数，真因數和為2823，虧度為1842
- 不尋常數，大於平方根的質因數為311。
- 无平方数因数的数。
  - 楔形数。
- 十进制的奢侈數。

4666
- 合数，正因數有1、2、2333和4666。
質因數分解，{\displaystyle 2\times 2333}。
- 亏数，真因數和為2336，虧度為2330
- 不尋常數，大於平方根的質因數為2333。
- 半素数。
- 无平方数因数的数。
- 十进制的奢侈數。

4667
- 合数，正因數有1、13、359和4667。
質因數分解，{\displaystyle 13\times 359}。
- 亏数，真因數和為373，虧度為4294
- 不尋常數，大於平方根的質因數為359。
- 半素数。
- 无平方数因数的数。
- 十进制的奢侈數。

4668
- 合数，正因數有1、2、3、4、6、12、389、778、1167、1556、2334和4668。
質因數分解，{\displaystyle 2^{2}\times 3\times 389}。
- 过剩数，真因數和為6252，盈度為1584
  - 半完全数，和為本身的其中一組因數為389、 778、 1167、 2334。
- 不尋常數，大於平方根的質因數為389。
- 十进制的奢侈數。

4669
- 合数，正因數有1、7、23、29、161、203、667和4669。
質因數分解，{\displaystyle 7\times 23\times 29}。
- 亏数，真因數和為1091，虧度為3578
- 无平方数因数的数。
  - 楔形数。
- 十进制的奢侈數。

4670
- 合数，正因數有1、2、5、10、467、934、2335和4670。
質因數分解，{\displaystyle 2\times 5\times 467}。
- 亏数，真因數和為3754，虧度為916
- 不尋常數，大於平方根的質因數為467。
- 无平方数因数的数。
  - 楔形数。
- 十进制的奢侈數。

4671
- 合数，正因數有1、3、9、27、173、519、1557和4671。
質因數分解，{\displaystyle 3^{3}\times 173}。
- 亏数，真因數和為2289，虧度為2382
- 不尋常數，大於平方根的質因數為173。
- 十进制的奢侈數。

4672
- 合数，正因數有1、2、4、8、16、32、64、73、146、292、584、1168、2336和4672。
質因數分解，{\displaystyle 2^{6}\times 73}。
- 过剩数，真因數和為4726，盈度為54
- 不尋常數，大於平方根的質因數為73。
- 十进制的等數位數。

4673
- 第632個質數。

4674
- 合数，正因數有1、2、3、6、19、38、41、57、82、114、123、246、779、1558、2337和4674。
質因數分解，{\displaystyle 2\times 3\times 19\times 41}。
- 过剩数，真因數和為5406，盈度為732
- 无平方数因数的数。
- 十进制的奢侈數。

4675
- 合数，正因數有1、5、11、17、25、55、85、187、275、425、935和4675。
質因數分解，{\displaystyle 5^{2}\times 11\times 17}。
- 亏数，真因數和為2021，虧度為2654
- 十进制的奢侈數。

4676
- 合数，正因數有1、2、4、7、14、28、167、334、668、1169、2338和4676。
質因數分解，{\displaystyle 2^{2}\times 7\times 167}。
- 过剩数，真因數和為4732，盈度為56
  - 半完全数，和為本身的其中一組因數為167、 334、 668、 1169、 2338。
- 不尋常數，大於平方根的質因數為167。
- 佩服數，佩服因數為28。
- 十进制的奢侈數。

4677
- 合数，正因數有1、3、1559和4677。
質因數分解，{\displaystyle 3\times 1559}。
- 亏数，真因數和為1563，虧度為3114
- 不尋常數，大於平方根的質因數為1559。
- 半素数。
- 无平方数因数的数。
- 十进制的奢侈數。

4678
- 合数，正因數有1、2、2339和4678。
質因數分解，{\displaystyle 2\times 2339}。
- 亏数，真因數和為2342，虧度為2336
- 不尋常數，大於平方根的質因數為2339。
- 半素数。
- 无平方数因数的数。
- 十进制的奢侈數。

4679
- 第633個質數。

4680
- 合数，正因數有1、2、3、4、5、6、8、9、10、12、13、15、18、20、24、26、30、36、39、40、45、52、60、65、72、78、90、104、117、120、130、156、180、195、234、260、312、360、390、468、520、585、780、936、1170、1560、2340和4680。
質因數分解，{\displaystyle 2^{3}\times 3^{2}\times 5\times 13}。
- 过剩数，真因數和為11700，盈度為7020
- 十进制的奢侈數。

4681
- 合数，正因數有1、31、151和4681。
質因數分解，{\displaystyle 31\times 151}。
- 亏数，真因數和為183，虧度為4498
- 不尋常數，大於平方根的質因數為151。
- 半素数。
- 无平方数因数的数。
- 十进制的奢侈數。

4682
- 合数，正因數有1、2、2341和4682。
質因數分解，{\displaystyle 2\times 2341}。
- 亏数，真因數和為2344，虧度為2338
- 不尋常數，大於平方根的質因數為2341。
- 半素数。
- 无平方数因数的数。
- 十进制的奢侈數。

4683
- 合数，正因數有1、3、7、21、223、669、1561和4683。
質因數分解，{\displaystyle 3\times 7\times 223}。
- 亏数，真因數和為2485，虧度為2198
- 不尋常數，大於平方根的質因數為223。
- 无平方数因数的数。
  - 楔形数。
- 十进制的奢侈數。

4684
- 合数，正因數有1、2、4、1171、2342和4684。
質因數分解，{\displaystyle 2^{2}\times 1171}。
- 亏数，真因數和為3520，虧度為1164
- 不尋常數，大於平方根的質因數為1171。
- 十进制的奢侈數。

4685
- 合数，正因數有1、5、937和4685。
質因數分解，{\displaystyle 5\times 937}。
- 亏数，真因數和為943，虧度為3742
- 不尋常數，大於平方根的質因數為937。
- 半素数。
- 无平方数因数的数。
- 十进制的等數位數。

4686
- 合数，正因數有1、2、3、6、11、22、33、66、71、142、213、426、781、1562、2343和4686。
質因數分解，{\displaystyle 2\times 3\times 11\times 71}。
- 过剩数，真因數和為5682，盈度為996
- 不尋常數，大於平方根的質因數為71。
- 无平方数因数的数。
- 十进制的奢侈數。

4687
- 合数，正因數有1、43、109和4687。
質因數分解，{\displaystyle 43\times 109}。
- 亏数，真因數和為153，虧度為4534
- 不尋常數，大於平方根的質因數為109。
- 半素数。
- 无平方数因数的数。
- 十进制的奢侈數。

4688
- 合数，正因數有1、2、4、8、16、293、586、1172、2344和4688。
質因數分解，{\displaystyle 2^{4}\times 293}。
- 亏数，真因數和為4426，虧度為262
- 不尋常數，大於平方根的質因數為293。
- 十进制的奢侈數。

4689
- 合数，正因數有1、3、9、521、1563和4689。
質因數分解，{\displaystyle 3^{2}\times 521}。
- 亏数，真因數和為2097，虧度為2592
- 不尋常數，大於平方根的質因數為521。
- 十进制的奢侈數。

4690
- 合数，正因數有1、2、5、7、10、14、35、67、70、134、335、469、670、938、2345和4690。
質因數分解，{\displaystyle 2\times 5\times 7\times 67}。
- 过剩数，真因數和為5102，盈度為412
- 无平方数因数的数。
- 十进制的奢侈數。

4691
- 第634個質數。

4692
- 合数，正因數有1、2、3、4、6、12、17、23、34、46、51、68、69、92、102、138、204、276、391、782、1173、1564、2346和4692。
質因數分解，{\displaystyle 2^{2}\times 3\times 17\times 23}。
- 过剩数，真因數和為7404，盈度為2712
- 普洛尼克数，為68與69的乘積。
- 十进制的奢侈數。

4693
- 合数，正因數有1、13、19、247、361和4693。
質因數分解，{\displaystyle 13\times 19^{2}}。
- 亏数，真因數和為641，虧度為4052
- 十进制的奢侈數。

4694
- 合数，正因數有1、2、2347和4694。
質因數分解，{\displaystyle 2\times 2347}。
- 亏数，真因數和為2350，虧度為2344
- 不尋常數，大於平方根的質因數為2347。
- 半素数。
- 无平方数因数的数。
- 十进制的奢侈數。

4695
- 合数，正因數有1、3、5、15、313、939、1565和4695。
質因數分解，{\displaystyle 3\times 5\times 313}。
- 亏数，真因數和為2841，虧度為1854
- 不尋常數，大於平方根的質因數為313。
- 无平方数因数的数。
  - 楔形数。
- 十进制的奢侈數。

4696
- 合数，正因數有1、2、4、8、587、1174、2348和4696。
質因數分解，{\displaystyle 2^{3}\times 587}。
- 亏数，真因數和為4124，虧度為572
- 不尋常數，大於平方根的質因數為587。
- 十进制的奢侈數。

4697
- 合数，正因數有1、7、11、61、77、427、671和4697。
質因數分解，{\displaystyle 7\times 11\times 61}。
- 亏数，真因數和為1255，虧度為3442
- 无平方数因数的数。
  - 楔形数。
- 十进制的奢侈數。

4698
- 合数，正因數有1、2、3、6、9、18、27、29、54、58、81、87、162、174、261、522、783、1566、2349和4698。
質因數分解，{\displaystyle 2\times 3^{4}\times 29}。
- 过剩数，真因數和為6192，盈度為1494
- 十进制的奢侈數。

4699
- 合数，正因數有1、37、127和4699。
質因數分解，{\displaystyle 37\times 127}。
- 亏数，真因數和為165，虧度為4534
- 不尋常數，大於平方根的質因數為127。
- 半素数。
- 无平方数因数的数。
- 十进制的奢侈數。

4700
- 合数，正因數有1、2、4、5、10、20、25、47、50、94、100、188、235、470、940、1175、2350和4700。
質因數分解，{\displaystyle 2^{2}\times 5^{2}\times 47}。
- 过剩数，真因數和為5716，盈度為1016
- 十进制的奢侈數。

4701
- 合数，正因數有1、3、1567和4701。
質因數分解，{\displaystyle 3\times 1567}。
- 亏数，真因數和為1571，虧度為3130
- 不尋常數，大於平方根的質因數為1567。
- 半素数。
- 无平方数因数的数。
- 十进制的奢侈數。

4702
- 合数，正因數有1、2、2351和4702。
質因數分解，{\displaystyle 2\times 2351}。
- 亏数，真因數和為2354，虧度為2348
- 不尋常數，大於平方根的質因數為2351。
- 半素数。
- 无平方数因数的数。
- 十进制的奢侈數。

4703
- 第635個質數。

4704
- 合数，正因數有1、2、3、4、6、7、8、12、14、16、21、24、28、32、42、48、49、56、84、96、98、112、147、168、196、224、294、336、392、588、672、784、1176、1568、2352和4704。
質因數分解，{\displaystyle 2^{5}\times 3\times 7^{2}}。
- 过剩数，真因數和為9660，盈度為4956
- 十进制的奢侈數。

4705
- 合数，正因數有1、5、941和4705。
質因數分解，{\displaystyle 5\times 941}。
- 亏数，真因數和為947，虧度為3758
- 不尋常數，大於平方根的質因數為941。
- 半素数。
- 无平方数因数的数。
- 十进制的等數位數。

4706
- 合数，正因數有1、2、13、26、181、362、2353和4706。
質因數分解，{\displaystyle 2\times 13\times 181}。
- 亏数，真因數和為2938，虧度為1768
- 不尋常數，大於平方根的質因數為181。
- 无平方数因数的数。
  - 楔形数。
- 十进制的奢侈數。

4707
- 合数，正因數有1、3、9、523、1569和4707。
質因數分解，{\displaystyle 3^{2}\times 523}。
- 亏数，真因數和為2105，虧度為2602
- 不尋常數，大於平方根的質因數為523。
- 十进制的奢侈數。

4708
- 合数，正因數有1、2、4、11、22、44、107、214、428、1177、2354和4708。
質因數分解，{\displaystyle 2^{2}\times 11\times 107}。
- 亏数，真因數和為4364，虧度為344
- 不尋常數，大於平方根的質因數為107。
- 十进制的奢侈數。

4709
- 合数，正因數有1、17、277和4709。
質因數分解，{\displaystyle 17\times 277}。
- 亏数，真因數和為295，虧度為4414
- 不尋常數，大於平方根的質因數為277。
- 半素数。
- 无平方数因数的数。
- 十进制的奢侈數。

4710
- 合数，正因數有1、2、3、5、6、10、15、30、157、314、471、785、942、1570、2355和4710。
質因數分解，{\displaystyle 2\times 3\times 5\times 157}。
- 过剩数，真因數和為6666，盈度為1956
- 不尋常數，大於平方根的質因數為157。
- 无平方数因数的数。
- 十进制的奢侈數。

4711
- 合数，正因數有1、7、673和4711。
質因數分解，{\displaystyle 7\times 673}。
- 亏数，真因數和為681，虧度為4030
- 不尋常數，大於平方根的質因數為673。
- 半素数。
- 无平方数因数的数。
- 十进制的等數位數。

4712
- 合数，正因數有1、2、4、8、19、31、38、62、76、124、152、248、589、1178、2356和4712。
質因數分解，{\displaystyle 2^{3}\times 19\times 31}。
- 过剩数，真因數和為4888，盈度為176
- 十进制的奢侈數。

4713
- 合数，正因數有1、3、1571和4713。
質因數分解，{\displaystyle 3\times 1571}。
- 亏数，真因數和為1575，虧度為3138
- 不尋常數，大於平方根的質因數為1571。
- 半素数。
- 无平方数因数的数。
- 十进制的奢侈數。

4714
- 合数，正因數有1、2、2357和4714。
質因數分解，{\displaystyle 2\times 2357}。
- 亏数，真因數和為2360，虧度為2354
- 不尋常數，大於平方根的質因數為2357。
- 半素数。
- 无平方数因数的数。
- 十进制的奢侈數。

4715
- 合数，正因數有1、5、23、41、115、205、943和4715。
質因數分解，{\displaystyle 5\times 23\times 41}。
- 亏数，真因數和為1333，虧度為3382
- 无平方数因数的数。
  - 楔形数。
- 十进制的奢侈數。

4716
- 合数，正因數有1、2、3、4、6、9、12、18、36、131、262、393、524、786、1179、1572、2358和4716。
質因數分解，{\displaystyle 2^{2}\times 3^{2}\times 131}。
- 过剩数，真因數和為7296，盈度為2580
- 不尋常數，大於平方根的質因數為131。
- 十进制的奢侈數。

4717
- 合数，正因數有1、53、89和4717。
質因數分解，{\displaystyle 53\times 89}。
- 亏数，真因數和為143，虧度為4574
- 不尋常數，大於平方根的質因數為89。
- 半素数。
- 无平方数因数的数。
- 十进制的等數位數。

4718
- 合数，正因數有1、2、7、14、337、674、2359和4718。
質因數分解，{\displaystyle 2\times 7\times 337}。
- 亏数，真因數和為3394，虧度為1324
- 不尋常數，大於平方根的質因數為337。
- 无平方数因数的数。
  - 楔形数。
- 十进制的奢侈數。

4719
- 合数，正因數有1、3、11、13、33、39、121、143、363、429、1573和4719。
質因數分解，{\displaystyle 3\times 11^{2}\times 13}。
- 亏数，真因數和為2729，虧度為1990
- 十进制的奢侈數。

4720
- 合数，正因數有1、2、4、5、8、10、16、20、40、59、80、118、236、295、472、590、944、1180、2360和4720。
質因數分解，{\displaystyle 2^{4}\times 5\times 59}。
- 过剩数，真因數和為6440，盈度為1720
- 十进制的奢侈數。

4721
- 第636個質數。
  - 孪生素数，為（4721、 4723）

4722
- 合数，正因數有1、2、3、6、787、1574、2361和4722。
質因數分解，{\displaystyle 2\times 3\times 787}。
- 过剩数，真因數和為4734，盈度為12
  - 半完全数，和為本身的其中一組因數為787、 1574、 2361。
- 不尋常數，大於平方根的質因數為787。
- 佩服數，佩服因數為6。
- 无平方数因数的数。
  - 楔形数。
- 十进制的奢侈數。

4723
- 第637個質數。
  - 孪生素数，為（4721、 4723）

4724
- 合数，正因數有1、2、4、1181、2362和4724。
質因數分解，{\displaystyle 2^{2}\times 1181}。
- 亏数，真因數和為3550，虧度為1174
- 不尋常數，大於平方根的質因數為1181。
- 十进制的奢侈數。

4725
- 合数，正因數有1、3、5、7、9、15、21、25、27、35、45、63、75、105、135、175、189、225、315、525、675、945、1575和4725。
質因數分解，{\displaystyle 3^{3}\times 5^{2}\times 7}。
- 过剩数，真因數和為5195，盈度為470
- 十进制的奢侈數。

4726
- 合数，正因數有1、2、17、34、139、278、2363和4726。
質因數分解，{\displaystyle 2\times 17\times 139}。
- 亏数，真因數和為2834，虧度為1892
- 不尋常數，大於平方根的質因數為139。
- 无平方数因数的数。
  - 楔形数。
- 十进制的奢侈數。

4727
- 合数，正因數有1、29、163和4727。
質因數分解，{\displaystyle 29\times 163}。
- 亏数，真因數和為193，虧度為4534
- 不尋常數，大於平方根的質因數為163。
- 半素数。
- 无平方数因数的数。
- 十进制的奢侈數。

4728
- 合数，正因數有1、2、3、4、6、8、12、24、197、394、591、788、1182、1576、2364和4728。
質因數分解，{\displaystyle 2^{3}\times 3\times 197}。
- 过剩数，真因數和為7152，盈度為2424
- 不尋常數，大於平方根的質因數為197。
- 十进制的奢侈數。

4729
- 第638個質數。

4730
- 合数，正因數有1、2、5、10、11、22、43、55、86、110、215、430、473、946、2365和4730。
質因數分解，{\displaystyle 2\times 5\times 11\times 43}。
- 过剩数，真因數和為4774，盈度為44
- 佩服數，佩服因數為22。
- 无平方数因数的数。
- 十进制的奢侈數。

4731
- 合数，正因數有1、3、19、57、83、249、1577和4731。
質因數分解，{\displaystyle 3\times 19\times 83}。
- 亏数，真因數和為1989，虧度為2742
- 不尋常數，大於平方根的質因數為83。
- 无平方数因数的数。
  - 楔形数。
- 十进制的奢侈數。

4732
- 合数，正因數有1、2、4、7、13、14、26、28、52、91、169、182、338、364、676、1183、2366和4732。
質因數分解，{\displaystyle 2^{2}\times 7\times 13^{2}}。
- 过剩数，真因數和為5516，盈度為784
- 十进制的奢侈數。

4733
- 第639個質數。

4734
- 合数，正因數有1、2、3、6、9、18、263、526、789、1578、2367和4734。
質因數分解，{\displaystyle 2\times 3^{2}\times 263}。
- 过剩数，真因數和為5562，盈度為828
  - 半完全数，和為本身的其中一組因數為263、 526、 1578、 2367。
- 不尋常數，大於平方根的質因數為263。
- 十进制的奢侈數。

4735
- 合数，正因數有1、5、947和4735。
質因數分解，{\displaystyle 5\times 947}。
- 亏数，真因數和為953，虧度為3782
- 不尋常數，大於平方根的質因數為947。
- 半素数。
- 无平方数因数的数。
- 十进制的等數位數。

4736
- 合数，正因數有1、2、4、8、16、32、37、64、74、128、148、296、592、1184、2368和4736。
質因數分解，{\displaystyle 2^{7}\times 37}。
- 过剩数，真因數和為4954，盈度為218
- 十进制的等數位數。

4737
- 合数，正因數有1、3、1579和4737。
質因數分解，{\displaystyle 3\times 1579}。
- 亏数，真因數和為1583，虧度為3154
- 不尋常數，大於平方根的質因數為1579。
- 半素数。
- 无平方数因数的数。
- 十进制的奢侈數。

4738
- 合数，正因數有1、2、23、46、103、206、2369和4738。
質因數分解，{\displaystyle 2\times 23\times 103}。
- 亏数，真因數和為2750，虧度為1988
- 不尋常數，大於平方根的質因數為103。
- 无平方数因数的数。
  - 楔形数。
- 十进制的奢侈數。

4739
- 合数，正因數有1、7、677和4739。
質因數分解，{\displaystyle 7\times 677}。
- 亏数，真因數和為685，虧度為4054
- 不尋常數，大於平方根的質因數為677。
- 半素数。
- 无平方数因数的数。
- 十进制的等數位數。

4740
- 合数，正因數有1、2、3、4、5、6、10、12、15、20、30、60、79、158、237、316、395、474、790、948、1185、1580、2370和4740。
質因數分解，{\displaystyle 2^{2}\times 3\times 5\times 79}。
- 过剩数，真因數和為8700，盈度為3960
- 不尋常數，大於平方根的質因數為79。
- 十进制的奢侈數。

4741
- 合数，正因數有1、11、431和4741。
質因數分解，{\displaystyle 11\times 431}。
- 亏数，真因數和為443，虧度為4298
- 不尋常數，大於平方根的質因數為431。
- 半素数。
- 无平方数因数的数。
- 十进制的奢侈數。

4742
- 合数，正因數有1、2、2371和4742。
質因數分解，{\displaystyle 2\times 2371}。
- 亏数，真因數和為2374，虧度為2368
- 不尋常數，大於平方根的質因數為2371。
- 半素数。
- 无平方数因数的数。
- 十进制的奢侈數。

4743
- 合数，正因數有1、3、9、17、31、51、93、153、279、527、1581和4743。
質因數分解，{\displaystyle 3^{2}\times 17\times 31}。
- 亏数，真因數和為2745，虧度為1998
- 十进制的奢侈數。

4744
- 合数，正因數有1、2、4、8、593、1186、2372和4744。
質因數分解，{\displaystyle 2^{3}\times 593}。
- 亏数，真因數和為4166，虧度為578
- 不尋常數，大於平方根的質因數為593。
- 十进制的奢侈數。

4745
- 合数，正因數有1、5、13、65、73、365、949和4745。
質因數分解，{\displaystyle 5\times 13\times 73}。
- 亏数，真因數和為1471，虧度為3274
- 不尋常數，大於平方根的質因數為73。
- 无平方数因数的数。
  - 楔形数。
- 十进制的奢侈數。

4746
- 合数，正因數有1、2、3、6、7、14、21、42、113、226、339、678、791、1582、2373和4746。
質因數分解，{\displaystyle 2\times 3\times 7\times 113}。
- 过剩数，真因數和為6198，盈度為1452
- 不尋常數，大於平方根的質因數為113。
- 无平方数因数的数。
- 十进制的奢侈數。

4747
- 合数，正因數有1、47、101和4747。
質因數分解，{\displaystyle 47\times 101}。
- 亏数，真因數和為149，虧度為4598
- 不尋常數，大於平方根的質因數為101。
- 半素数。
- 无平方数因数的数。
- 十进制的奢侈數。

4748
- 合数，正因數有1、2、4、1187、2374和4748。
質因數分解，{\displaystyle 2^{2}\times 1187}。
- 亏数，真因數和為3568，虧度為1180
- 不尋常數，大於平方根的質因數為1187。
- 十进制的奢侈數。

4749
- 合数，正因數有1、3、1583和4749。
質因數分解，{\displaystyle 3\times 1583}。
- 亏数，真因數和為1587，虧度為3162
- 不尋常數，大於平方根的質因數為1583。
- 半素数。
- 无平方数因数的数。
- 十进制的奢侈數。

4750
- 合数，正因數有1、2、5、10、19、25、38、50、95、125、190、250、475、950、2375和4750。
質因數分解，{\displaystyle 2\times 5^{3}\times 19}。
- 亏数，真因數和為4610，虧度為140
- 十进制的奢侈數。

4751
- 第640個質數。

4752
- 合数，正因數有1、2、3、4、6、8、9、11、12、16、18、22、24、27、33、36、44、48、54、66、72、88、99、108、132、144、176、198、216、264、297、396、432、528、594、792、1188、1584、2376和4752。
質因數分解，{\displaystyle 2^{4}\times 3^{3}\times 11}。
- 过剩数，真因數和為10128，盈度為5376
- 十进制的奢侈數。

4753
- 合数，正因數有1、7、49、97、679和4753。
質因數分解，{\displaystyle 7^{2}\times 97}。
- 亏数，真因數和為833，虧度為3920
- 不尋常數，大於平方根的質因數為97。
- 十进制的等數位數。

4754
- 合数，正因數有1、2、2377和4754。
質因數分解，{\displaystyle 2\times 2377}。
- 亏数，真因數和為2380，虧度為2374
- 不尋常數，大於平方根的質因數為2377。
- 半素数。
- 无平方数因数的数。
- 十进制的奢侈數。

4755
- 合数，正因數有1、3、5、15、317、951、1585和4755。
質因數分解，{\displaystyle 3\times 5\times 317}。
- 亏数，真因數和為2877，虧度為1878
- 不尋常數，大於平方根的質因數為317。
- 无平方数因数的数。
  - 楔形数。
- 十进制的奢侈數。

4756
- 合数，正因數有1、2、4、29、41、58、82、116、164、1189、2378和4756。
質因數分解，{\displaystyle 2^{2}\times 29\times 41}。
- 亏数，真因數和為4064，虧度為692
- 十进制的奢侈數。

4757
- 合数，正因數有1、67、71和4757。
質因數分解，{\displaystyle 67\times 71}。
- 亏数，真因數和為139，虧度為4618
- 不尋常數，大於平方根的質因數為71。
- 半素数。
- 无平方数因数的数。
- 十进制的等數位數。

4758
- 合数，正因數有1、2、3、6、13、26、39、61、78、122、183、366、793、1586、2379和4758。
質因數分解，{\displaystyle 2\times 3\times 13\times 61}。
- 过剩数，真因數和為5658，盈度為900
- 无平方数因数的数。
- 十进制的奢侈數。

4759
- 第641個質數。

4760
- 合数，正因數有1、2、4、5、7、8、10、14、17、20、28、34、35、40、56、68、70、85、119、136、140、170、238、280、340、476、595、680、952、1190、2380和4760。
質因數分解，{\displaystyle 2^{3}\times 5\times 7\times 17}。
- 过剩数，真因數和為8200，盈度為3440
- 十进制的奢侈數。

4761
- 合数，正因數有1、3、9、23、69、207、529、1587和4761。
質因數分解，{\displaystyle 3^{2}\times 23^{2}}。
- 亏数，真因數和為2428，虧度為2333
- 平方数，為69的平方。
- 十进制的奢侈數。

4762
- 合数，正因數有1、2、2381和4762。
質因數分解，{\displaystyle 2\times 2381}。
- 亏数，真因數和為2384，虧度為2378
- 不尋常數，大於平方根的質因數為2381。
- 半素数。
- 无平方数因数的数。
- 十进制的奢侈數。

4763
- 合数，正因數有1、11、433和4763。
質因數分解，{\displaystyle 11\times 433}。
- 亏数，真因數和為445，虧度為4318
- 不尋常數，大於平方根的質因數為433。
- 半素数。
- 无平方数因数的数。
- 十进制的奢侈數。

4764
- 合数，正因數有1、2、3、4、6、12、397、794、1191、1588、2382和4764。
質因數分解，{\displaystyle 2^{2}\times 3\times 397}。
- 过剩数，真因數和為6380，盈度為1616
  - 半完全数，和為本身的其中一組因數為397、 794、 1191、 2382。
- 不尋常數，大於平方根的質因數為397。
- 十进制的奢侈數。

4765
- 合数，正因數有1、5、953和4765。
質因數分解，{\displaystyle 5\times 953}。
- 亏数，真因數和為959，虧度為3806
- 不尋常數，大於平方根的質因數為953。
- 半素数。
- 无平方数因数的数。
- 十进制的等數位數。

4766
- 合数，正因數有1、2、2383和4766。
質因數分解，{\displaystyle 2\times 2383}。
- 亏数，真因數和為2386，虧度為2380
- 不尋常數，大於平方根的質因數為2383。
- 半素数。
- 无平方数因数的数。
- 十进制的奢侈數。

4767
- 合数，正因數有1、3、7、21、227、681、1589和4767。
質因數分解，{\displaystyle 3\times 7\times 227}。
- 亏数，真因數和為2529，虧度為2238
- 不尋常數，大於平方根的質因數為227。
- 无平方数因数的数。
  - 楔形数。
- 十进制的奢侈數。

4768
- 合数，正因數有1、2、4、8、16、32、149、298、596、1192、2384和4768。
質因數分解，{\displaystyle 2^{5}\times 149}。
- 亏数，真因數和為4682，虧度為86
- 不尋常數，大於平方根的質因數為149。
- 十进制的奢侈數。

4769
- 合数，正因數有1、19、251和4769。
質因數分解，{\displaystyle 19\times 251}。
- 亏数，真因數和為271，虧度為4498
- 不尋常數，大於平方根的質因數為251。
- 半素数。
- 无平方数因数的数。
- 十进制的奢侈數。

4770
- 合数，正因數有1、2、3、5、6、9、10、15、18、30、45、53、90、106、159、265、318、477、530、795、954、1590、2385和4770。
質因數分解，{\displaystyle 2\times 3^{2}\times 5\times 53}。
- 过剩数，真因數和為7866，盈度為3096
- 十进制的奢侈數。

4771
- 合数，正因數有1、13、367和4771。
質因數分解，{\displaystyle 13\times 367}。
- 亏数，真因數和為381，虧度為4390
- 不尋常數，大於平方根的質因數為367。
- 半素数。
- 无平方数因数的数。
- 十进制的奢侈數。

4772
- 合数，正因數有1、2、4、1193、2386和4772。
質因數分解，{\displaystyle 2^{2}\times 1193}。
- 亏数，真因數和為3586，虧度為1186
- 不尋常數，大於平方根的質因數為1193。
- 十进制的奢侈數。

4773
- 合数，正因數有1、3、37、43、111、129、1591和4773。
質因數分解，{\displaystyle 3\times 37\times 43}。
- 亏数，真因數和為1915，虧度為2858
- 无平方数因数的数。
  - 楔形数。
- 十进制的奢侈數。

4774
- 合数，正因數有1、2、7、11、14、22、31、62、77、154、217、341、434、682、2387和4774。
質因數分解，{\displaystyle 2\times 7\times 11\times 31}。
- 亏数，真因數和為4442，虧度為332
- 无平方数因数的数。
- 十进制的奢侈數。

4775
- 合数，正因數有1、5、25、191、955和4775。
質因數分解，{\displaystyle 5^{2}\times 191}。
- 亏数，真因數和為1177，虧度為3598
- 不尋常數，大於平方根的質因數為191。
- 十进制的奢侈數。

4776
- 合数，正因數有1、2、3、4、6、8、12、24、199、398、597、796、1194、1592、2388和4776。
質因數分解，{\displaystyle 2^{3}\times 3\times 199}。
- 过剩数，真因數和為7224，盈度為2448
- 不尋常數，大於平方根的質因數為199。
- 十进制的奢侈數。

4777
- 合数，正因數有1、17、281和4777。
質因數分解，{\displaystyle 17\times 281}。
- 亏数，真因數和為299，虧度為4478
- 不尋常數，大於平方根的質因數為281。
- 半素数。
- 无平方数因数的数。
- 十进制的奢侈數。

4778
- 合数，正因數有1、2、2389和4778。
質因數分解，{\displaystyle 2\times 2389}。
- 亏数，真因數和為2392，虧度為2386
- 不尋常數，大於平方根的質因數為2389。
- 半素数。
- 无平方数因数的数。
- 十进制的奢侈數。

4779
- 合数，正因數有1、3、9、27、59、81、177、531、1593和4779。
質因數分解，{\displaystyle 3^{4}\times 59}。
- 亏数，真因數和為2481，虧度為2298
- 十进制的等數位數。

4780
- 合数，正因數有1、2、4、5、10、20、239、478、956、1195、2390和4780。
質因數分解，{\displaystyle 2^{2}\times 5\times 239}。
- 过剩数，真因數和為5300，盈度為520
  - 半完全数，和為本身的其中一組因數為239、 956、 1195、 2390。
- 不尋常數，大於平方根的質因數為239。
- 十进制的奢侈數。

4781
- 合数，正因數有1、7、683和4781。
質因數分解，{\displaystyle 7\times 683}。
- 亏数，真因數和為691，虧度為4090
- 不尋常數，大於平方根的質因數為683。
- 半素数。
- 无平方数因数的数。
- 十进制的等數位數。

4782
- 合数，正因數有1、2、3、6、797、1594、2391和4782。
質因數分解，{\displaystyle 2\times 3\times 797}。
- 过剩数，真因數和為4794，盈度為12
  - 半完全数，和為本身的其中一組因數為797、 1594、 2391。
- 不尋常數，大於平方根的質因數為797。
- 佩服數，佩服因數為6。
- 无平方数因数的数。
  - 楔形数。
- 十进制的奢侈數。

4783
- 第642個質數。

4784
- 合数，正因數有1、2、4、8、13、16、23、26、46、52、92、104、184、208、299、368、598、1196、2392和4784。
質因數分解，{\displaystyle 2^{4}\times 13\times 23}。
- 过剩数，真因數和為5632，盈度為848
- 十进制的奢侈數。

4785
- 合数，正因數有1、3、5、11、15、29、33、55、87、145、165、319、435、957、1595和4785。
質因數分解，{\displaystyle 3\times 5\times 11\times 29}。
- 亏数，真因數和為3855，虧度為930
- 无平方数因数的数。
- 十进制的奢侈數。

4786
- 合数，正因數有1、2、2393和4786。
質因數分解，{\displaystyle 2\times 2393}。
- 亏数，真因數和為2396，虧度為2390
- 不尋常數，大於平方根的質因數為2393。
- 半素数。
- 无平方数因数的数。
- 十进制的奢侈數。

4787
- 第643個質數。
  - 孪生素数，為（4787、 4789）

4788
- 合数，正因數有1、2、3、4、6、7、9、12、14、18、19、21、28、36、38、42、57、63、76、84、114、126、133、171、228、252、266、342、399、532、684、798、1197、1596、2394和4788。
質因數分解，{\displaystyle 2^{2}\times 3^{2}\times 7\times 19}。
- 过剩数，真因數和為9772，盈度為4984
- 十进制的奢侈數。

4789
- 第644個質數。
  - 孪生素数，為（4787、 4789）

4790
- 合数，正因數有1、2、5、10、479、958、2395和4790。
質因數分解，{\displaystyle 2\times 5\times 479}。
- 亏数，真因數和為3850，虧度為940
- 不尋常數，大於平方根的質因數為479。
- 无平方数因数的数。
  - 楔形数。
- 十进制的奢侈數。

4791
- 合数，正因數有1、3、1597和4791。
質因數分解，{\displaystyle 3\times 1597}。
- 亏数，真因數和為1601，虧度為3190
- 不尋常數，大於平方根的質因數為1597。
- 半素数。
- 无平方数因数的数。
- 十进制的奢侈數。

4792
- 合数，正因數有1、2、4、8、599、1198、2396和4792。
質因數分解，{\displaystyle 2^{3}\times 599}。
- 亏数，真因數和為4208，虧度為584
- 不尋常數，大於平方根的質因數為599。
- 十进制的奢侈數。

4793
- 第645個質數。

4794
- 合数，正因數有1、2、3、6、17、34、47、51、94、102、141、282、799、1598、2397和4794。
質因數分解，{\displaystyle 2\times 3\times 17\times 47}。
- 过剩数，真因數和為5574，盈度為780
- 无平方数因数的数。
- 十进制的奢侈數。

4795
- 合数，正因數有1、5、7、35、137、685、959和4795。
質因數分解，{\displaystyle 5\times 7\times 137}。
- 亏数，真因數和為1829，虧度為2966
- 不尋常數，大於平方根的質因數為137。
- 无平方数因数的数。
  - 楔形数。
- 十进制的奢侈數。

4796
- 合数，正因數有1、2、4、11、22、44、109、218、436、1199、2398和4796。
質因數分解，{\displaystyle 2^{2}\times 11\times 109}。
- 亏数，真因數和為4444，虧度為352
- 不尋常數，大於平方根的質因數為109。
- 十进制的奢侈數。

4797
- 合数，正因數有1、3、9、13、39、41、117、123、369、533、1599和4797。
質因數分解，{\displaystyle 3^{2}\times 13\times 41}。
- 亏数，真因數和為2847，虧度為1950
- 十进制的奢侈數。

4798
- 合数，正因數有1、2、2399和4798。
質因數分解，{\displaystyle 2\times 2399}。
- 亏数，真因數和為2402，虧度為2396
- 不尋常數，大於平方根的質因數為2399。
- 半素数。
- 无平方数因数的数。
- 十进制的奢侈數。

4799
- 第646個質數。
  - 孪生素数，為（4799、 4801）

4800
- 合数，正因數有1、2、3、4、5、6、8、10、12、15、16、20、24、25、30、32、40、48、50、60、64、75、80、96、100、120、150、160、192、200、240、300、320、400、480、600、800、960、1200、1600、2400和4800。
質因數分解，{\displaystyle 2^{6}\times 3\times 5^{2}}。
- 过剩数，真因數和為10948，盈度為6148
- 十进制的奢侈數。

4801
- 第647個質數。
  - 孪生素数，為（4799、 4801）

4802
- 合数，正因數有1、2、7、14、49、98、343、686、2401和4802。
質因數分解，{\displaystyle 2\times 7^{4}}。
- 亏数，真因數和為3601，虧度為1201
- 十进制的節儉數。

4803
- 合数，正因數有1、3、1601和4803。
質因數分解，{\displaystyle 3\times 1601}。
- 亏数，真因數和為1605，虧度為3198
- 不尋常數，大於平方根的質因數為1601。
- 半素数。
- 无平方数因数的数。
- 十进制的奢侈數。

4804
- 合数，正因數有1、2、4、1201、2402和4804。
質因數分解，{\displaystyle 2^{2}\times 1201}。
- 亏数，真因數和為3610，虧度為1194
- 不尋常數，大於平方根的質因數為1201。
- 十进制的奢侈數。

4805
- 合数，正因數有1、5、31、155、961和4805。
質因數分解，{\displaystyle 5\times 31^{2}}。
- 亏数，真因數和為1153，虧度為3652
- 十进制的等數位數。

4806
- 合数，正因數有1、2、3、6、9、18、27、54、89、178、267、534、801、1602、2403和4806。
質因數分解，{\displaystyle 2\times 3^{3}\times 89}。
- 过剩数，真因數和為5994，盈度為1188
- 不尋常數，大於平方根的質因數為89。
- 十进制的奢侈數。

4807
- 合数，正因數有1、11、19、23、209、253、437和4807。
質因數分解，{\displaystyle 11\times 19\times 23}。
- 亏数，真因數和為953，虧度為3854
- 无平方数因数的数。
  - 楔形数。
- 十进制的奢侈數。

4808
- 合数，正因數有1、2、4、8、601、1202、2404和4808。
質因數分解，{\displaystyle 2^{3}\times 601}。
- 亏数，真因數和為4222，虧度為586
- 不尋常數，大於平方根的質因數為601。
- 十进制的奢侈數。

4809
- 合数，正因數有1、3、7、21、229、687、1603和4809。
質因數分解，{\displaystyle 3\times 7\times 229}。
- 亏数，真因數和為2551，虧度為2258
- 不尋常數，大於平方根的質因數為229。
- 无平方数因数的数。
  - 楔形数。
- 十进制的奢侈數。

4810
- 合数，正因數有1、2、5、10、13、26、37、65、74、130、185、370、481、962、2405和4810。
質因數分解，{\displaystyle 2\times 5\times 13\times 37}。
- 亏数，真因數和為4766，虧度為44
- 无平方数因数的数。
- 十进制的奢侈數。

4811
- 合数，正因數有1、17、283和4811。
質因數分解，{\displaystyle 17\times 283}。
- 亏数，真因數和為301，虧度為4510
- 不尋常數，大於平方根的質因數為283。
- 半素数。
- 无平方数因数的数。
- 十进制的奢侈數。

4812
- 合数，正因數有1、2、3、4、6、12、401、802、1203、1604、2406和4812。
質因數分解，{\displaystyle 2^{2}\times 3\times 401}。
- 过剩数，真因數和為6444，盈度為1632
  - 半完全数，和為本身的其中一組因數為401、 802、 1203、 2406。
- 不尋常數，大於平方根的質因數為401。
- 十进制的奢侈數。

4813
- 第648個質數。

4814
- 合数，正因數有1、2、29、58、83、166、2407和4814。
質因數分解，{\displaystyle 2\times 29\times 83}。
- 亏数，真因數和為2746，虧度為2068
- 不尋常數，大於平方根的質因數為83。
- 无平方数因数的数。
  - 楔形数。
- 十进制的奢侈數。

4815
- 合数，正因數有1、3、5、9、15、45、107、321、535、963、1605和4815。
質因數分解，{\displaystyle 3^{2}\times 5\times 107}。
- 亏数，真因數和為3609，虧度為1206
- 不尋常數，大於平方根的質因數為107。
- 十进制的奢侈數。

4816
- 合数，正因數有1、2、4、7、8、14、16、28、43、56、86、112、172、301、344、602、688、1204、2408和4816。
質因數分解，{\displaystyle 2^{4}\times 7\times 43}。
- 过剩数，真因數和為6096，盈度為1280
- 十进制的奢侈數。

4817
- 第649個質數。

4818
- 合数，正因數有1、2、3、6、11、22、33、66、73、146、219、438、803、1606、2409和4818。
質因數分解，{\displaystyle 2\times 3\times 11\times 73}。
- 过剩数，真因數和為5838，盈度為1020
- 不尋常數，大於平方根的質因數為73。
- 无平方数因数的数。
- 十进制的奢侈數。

4819
- 合数，正因數有1、61、79和4819。
質因數分解，{\displaystyle 61\times 79}。
- 亏数，真因數和為141，虧度為4678
- 不尋常數，大於平方根的質因數為79。
- 半素数。
- 无平方数因数的数。
- 十进制的等數位數。

4820
- 合数，正因數有1、2、4、5、10、20、241、482、964、1205、2410和4820。
質因數分解，{\displaystyle 2^{2}\times 5\times 241}。
- 过剩数，真因數和為5344，盈度為524
  - 半完全数，和為本身的其中一組因數為241、 964、 1205、 2410。
- 不尋常數，大於平方根的質因數為241。
- 十进制的奢侈數。

4821
- 合数，正因數有1、3、1607和4821。
質因數分解，{\displaystyle 3\times 1607}。
- 亏数，真因數和為1611，虧度為3210
- 不尋常數，大於平方根的質因數為1607。
- 半素数。
- 无平方数因数的数。
- 十进制的奢侈數。

4822
- 合数，正因數有1、2、2411和4822。
質因數分解，{\displaystyle 2\times 2411}。
- 亏数，真因數和為2414，虧度為2408
- 不尋常數，大於平方根的質因數為2411。
- 半素数。
- 无平方数因数的数。
- 十进制的奢侈數。

4823
- 合数，正因數有1、7、13、53、91、371、689和4823。
質因數分解，{\displaystyle 7\times 13\times 53}。
- 亏数，真因數和為1225，虧度為3598
- 无平方数因数的数。
  - 楔形数。
- 十进制的奢侈數。

4824
- 合数，正因數有1、2、3、4、6、8、9、12、18、24、36、67、72、134、201、268、402、536、603、804、1206、1608、2412和4824。
質因數分解，{\displaystyle 2^{3}\times 3^{2}\times 67}。
- 过剩数，真因數和為8436，盈度為3612
- 十进制的奢侈數。

4825
- 合数，正因數有1、5、25、193、965和4825。
質因數分解，{\displaystyle 5^{2}\times 193}。
- 亏数，真因數和為1189，虧度為3636
- 不尋常數，大於平方根的質因數為193。
- 十进制的奢侈數。

4826
- 合数，正因數有1、2、19、38、127、254、2413和4826。
質因數分解，{\displaystyle 2\times 19\times 127}。
- 亏数，真因數和為2854，虧度為1972
- 不尋常數，大於平方根的質因數為127。
- 无平方数因数的数。
  - 楔形数。
- 十进制的奢侈數。

4827
- 合数，正因數有1、3、1609和4827。
質因數分解，{\displaystyle 3\times 1609}。
- 亏数，真因數和為1613，虧度為3214
- 不尋常數，大於平方根的質因數為1609。
- 半素数。
- 无平方数因数的数。
- 十进制的奢侈數。

4828
- 合数，正因數有1、2、4、17、34、68、71、142、284、1207、2414和4828。
質因數分解，{\displaystyle 2^{2}\times 17\times 71}。
- 亏数，真因數和為4244，虧度為584
- 不尋常數，大於平方根的質因數為71。
- 十进制的奢侈數。

4829
- 合数，正因數有1、11、439和4829。
質因數分解，{\displaystyle 11\times 439}。
- 亏数，真因數和為451，虧度為4378
- 不尋常數，大於平方根的質因數為439。
- 半素数。
- 无平方数因数的数。
- 十进制的奢侈數。

4830
- 合数，正因數有1、2、3、5、6、7、10、14、15、21、23、30、35、42、46、69、70、105、115、138、161、210、230、322、345、483、690、805、966、1610、2415和4830。
質因數分解，{\displaystyle 2\times 3\times 5\times 7\times 23}。
- 过剩数，真因數和為8994，盈度為4164
- 无平方数因数的数。
- 普洛尼克数，為69與70的乘積。
- 十进制的奢侈數。

4831
- 第650個質數。

4832
- 合数，正因數有1、2、4、8、16、32、151、302、604、1208、2416和4832。
質因數分解，{\displaystyle 2^{5}\times 151}。
- 亏数，真因數和為4744，虧度為88
- 不尋常數，大於平方根的質因數為151。
- 十进制的奢侈數。

4833
- 合数，正因數有1、3、9、27、179、537、1611和4833。
質因數分解，{\displaystyle 3^{3}\times 179}。
- 亏数，真因數和為2367，虧度為2466
- 不尋常數，大於平方根的質因數為179。
- 十进制的奢侈數。

4834
- 合数，正因數有1、2、2417和4834。
質因數分解，{\displaystyle 2\times 2417}。
- 亏数，真因數和為2420，虧度為2414
- 不尋常數，大於平方根的質因數為2417。
- 半素数。
- 无平方数因数的数。
- 十进制的奢侈數。

4835
- 合数，正因數有1、5、967和4835。
質因數分解，{\displaystyle 5\times 967}。
- 亏数，真因數和為973，虧度為3862
- 不尋常數，大於平方根的質因數為967。
- 半素数。
- 无平方数因数的数。
- 十进制的等數位數。

4836
- 合数，正因數有1、2、3、4、6、12、13、26、31、39、52、62、78、93、124、156、186、372、403、806、1209、1612、2418和4836。
質因數分解，{\displaystyle 2^{2}\times 3\times 13\times 31}。
- 过剩数，真因數和為7708，盈度為2872
- 十进制的奢侈數。

4837
- 合数，正因數有1、7、691和4837。
質因數分解，{\displaystyle 7\times 691}。
- 亏数，真因數和為699，虧度為4138
- 不尋常數，大於平方根的質因數為691。
- 半素数。
- 无平方数因数的数。
- 十进制的等數位數。

4838
- 合数，正因數有1、2、41、59、82、118、2419和4838。
質因數分解，{\displaystyle 2\times 41\times 59}。
- 亏数，真因數和為2722，虧度為2116
- 无平方数因数的数。
  - 楔形数。
- 十进制的奢侈數。

4839
- 合数，正因數有1、3、1613和4839。
質因數分解，{\displaystyle 3\times 1613}。
- 亏数，真因數和為1617，虧度為3222
- 不尋常數，大於平方根的質因數為1613。
- 半素数。
- 无平方数因数的数。
- 十进制的奢侈數。

4840
- 合数，正因數有1、2、4、5、8、10、11、20、22、40、44、55、88、110、121、220、242、440、484、605、968、1210、2420和4840。
質因數分解，{\displaystyle 2^{3}\times 5\times 11^{2}}。
- 过剩数，真因數和為7130，盈度為2290
- 十进制的奢侈數。

4841
- 合数，正因數有1、47、103和4841。
質因數分解，{\displaystyle 47\times 103}。
- 亏数，真因數和為151，虧度為4690
- 不尋常數，大於平方根的質因數為103。
- 半素数。
- 无平方数因数的数。
- 十进制的奢侈數。

4842
- 合数，正因數有1、2、3、6、9、18、269、538、807、1614、2421和4842。
質因數分解，{\displaystyle 2\times 3^{2}\times 269}。
- 过剩数，真因數和為5688，盈度為846
  - 半完全数，和為本身的其中一組因數為269、 538、 1614、 2421。
- 不尋常數，大於平方根的質因數為269。
- 十进制的奢侈數。

4843
- 合数，正因數有1、29、167和4843。
質因數分解，{\displaystyle 29\times 167}。
- 亏数，真因數和為197，虧度為4646
- 不尋常數，大於平方根的質因數為167。
- 半素数。
- 无平方数因数的数。
- 十进制的奢侈數。

4844
- 合数，正因數有1、2、4、7、14、28、173、346、692、1211、2422和4844。
質因數分解，{\displaystyle 2^{2}\times 7\times 173}。
- 过剩数，真因數和為4900，盈度為56
  - 半完全数，和為本身的其中一組因數為173、 346、 692、 1211、 2422。
- 不尋常數，大於平方根的質因數為173。
- 佩服數，佩服因數為28。
- 十进制的奢侈數。

4845
- 合数，正因數有1、3、5、15、17、19、51、57、85、95、255、285、323、969、1615和4845。
質因數分解，{\displaystyle 3\times 5\times 17\times 19}。
- 亏数，真因數和為3795，虧度為1050
- 无平方数因数的数。
- 十进制的奢侈數。

4846
- 合数，正因數有1、2、2423和4846。
質因數分解，{\displaystyle 2\times 2423}。
- 亏数，真因數和為2426，虧度為2420
- 不尋常數，大於平方根的質因數為2423。
- 半素数。
- 无平方数因数的数。
- 十进制的奢侈數。

4847
- 合数，正因數有1、37、131和4847。
質因數分解，{\displaystyle 37\times 131}。
- 亏数，真因數和為169，虧度為4678
- 不尋常數，大於平方根的質因數為131。
- 半素数。
- 无平方数因数的数。
- 十进制的奢侈數。

4848
- 合数，正因數有1、2、3、4、6、8、12、16、24、48、101、202、303、404、606、808、1212、1616、2424和4848。
質因數分解，{\displaystyle 2^{4}\times 3\times 101}。
- 过剩数，真因數和為7800，盈度為2952
- 不尋常數，大於平方根的質因數為101。
- 十进制的奢侈數。

4849
- 合数，正因數有1、13、373和4849。
質因數分解，{\displaystyle 13\times 373}。
- 亏数，真因數和為387，虧度為4462
- 不尋常數，大於平方根的質因數為373。
- 半素数。
- 无平方数因数的数。
- 十进制的奢侈數。

4850
- 合数，正因數有1、2、5、10、25、50、97、194、485、970、2425和4850。
質因數分解，{\displaystyle 2\times 5^{2}\times 97}。
- 亏数，真因數和為4264，虧度為586
- 不尋常數，大於平方根的質因數為97。
- 十进制的奢侈數。

4851
- 合数，正因數有1、3、7、9、11、21、33、49、63、77、99、147、231、441、539、693、1617和4851。
質因數分解，{\displaystyle 3^{2}\times 7^{2}\times 11}。
- 亏数，真因數和為4041，虧度為810
- 十进制的奢侈數。

4852
- 合数，正因數有1、2、4、1213、2426和4852。
質因數分解，{\displaystyle 2^{2}\times 1213}。
- 亏数，真因數和為3646，虧度為1206
- 不尋常數，大於平方根的質因數為1213。
- 十进制的奢侈數。

4853
- 合数，正因數有1、23、211和4853。
質因數分解，{\displaystyle 23\times 211}。
- 亏数，真因數和為235，虧度為4618
- 不尋常數，大於平方根的質因數為211。
- 半素数。
- 无平方数因数的数。
- 十进制的奢侈數。

4854
- 合数，正因數有1、2、3、6、809、1618、2427和4854。
質因數分解，{\displaystyle 2\times 3\times 809}。
- 过剩数，真因數和為4866，盈度為12
  - 半完全数，和為本身的其中一組因數為809、 1618、 2427。
- 不尋常數，大於平方根的質因數為809。
- 佩服數，佩服因數為6。
- 无平方数因数的数。
  - 楔形数。
- 十进制的奢侈數。

4855
- 合数，正因數有1、5、971和4855。
質因數分解，{\displaystyle 5\times 971}。
- 亏数，真因數和為977，虧度為3878
- 不尋常數，大於平方根的質因數為971。
- 半素数。
- 无平方数因数的数。
- 十进制的等數位數。

4856
- 合数，正因數有1、2、4、8、607、1214、2428和4856。
質因數分解，{\displaystyle 2^{3}\times 607}。
- 亏数，真因數和為4264，虧度為592
- 不尋常數，大於平方根的質因數為607。
- 十进制的奢侈數。

4857
- 合数，正因數有1、3、1619和4857。
質因數分解，{\displaystyle 3\times 1619}。
- 亏数，真因數和為1623，虧度為3234
- 不尋常數，大於平方根的質因數為1619。
- 半素数。
- 无平方数因数的数。
- 十进制的奢侈數。

4858
- 合数，正因數有1、2、7、14、347、694、2429和4858。
質因數分解，{\displaystyle 2\times 7\times 347}。
- 亏数，真因數和為3494，虧度為1364
- 不尋常數，大於平方根的質因數為347。
- 无平方数因数的数。
  - 楔形数。
- 十进制的奢侈數。

4859
- 合数，正因數有1、43、113和4859。
質因數分解，{\displaystyle 43\times 113}。
- 亏数，真因數和為157，虧度為4702
- 不尋常數，大於平方根的質因數為113。
- 半素数。
- 无平方数因数的数。
- 十进制的奢侈數。

4860
- 合数，正因數有1、2、3、4、5、6、9、10、12、15、18、20、27、30、36、45、54、60、81、90、108、135、162、180、243、270、324、405、486、540、810、972、1215、1620、2430和4860。
質因數分解，{\displaystyle 2^{2}\times 3^{5}\times 5}。
- 过剩数，真因數和為10428，盈度為5568
- 十进制的奢侈數。

4861
- 第651個質數。

4862
- 合数，正因數有1、2、11、13、17、22、26、34、143、187、221、286、374、442、2431和4862。
質因數分解，{\displaystyle 2\times 11\times 13\times 17}。
- 亏数，真因數和為4210，虧度為652
- 无平方数因数的数。
- 十进制的奢侈數。

4863
- 合数，正因數有1、3、1621和4863。
質因數分解，{\displaystyle 3\times 1621}。
- 亏数，真因數和為1625，虧度為3238
- 不尋常數，大於平方根的質因數為1621。
- 半素数。
- 无平方数因数的数。
- 十进制的奢侈數。

4864
- 合数，正因數有1、2、4、8、16、19、32、38、64、76、128、152、256、304、608、1216、2432和4864。
質因數分解，{\displaystyle 2^{8}\times 19}。
- 过剩数，真因數和為5356，盈度為492
- 十进制的等數位數。

4865
- 合数，正因數有1、5、7、35、139、695、973和4865。
質因數分解，{\displaystyle 5\times 7\times 139}。
- 亏数，真因數和為1855，虧度為3010
- 不尋常數，大於平方根的質因數為139。
- 无平方数因数的数。
  - 楔形数。
- 十进制的奢侈數。

4866
- 合数，正因數有1、2、3、6、811、1622、2433和4866。
質因數分解，{\displaystyle 2\times 3\times 811}。
- 过剩数，真因數和為4878，盈度為12
  - 半完全数，和為本身的其中一組因數為811、 1622、 2433。
- 不尋常數，大於平方根的質因數為811。
- 佩服數，佩服因數為6。
- 无平方数因数的数。
  - 楔形数。
- 十进制的奢侈數。

4867
- 合数，正因數有1、31、157和4867。
質因數分解，{\displaystyle 31\times 157}。
- 亏数，真因數和為189，虧度為4678
- 不尋常數，大於平方根的質因數為157。
- 半素数。
- 无平方数因数的数。
- 十进制的奢侈數。

4868
- 合数，正因數有1、2、4、1217、2434和4868。
質因數分解，{\displaystyle 2^{2}\times 1217}。
- 亏数，真因數和為3658，虧度為1210
- 不尋常數，大於平方根的質因數為1217。
- 十进制的奢侈數。

4869
- 合数，正因數有1、3、9、541、1623和4869。
質因數分解，{\displaystyle 3^{2}\times 541}。
- 亏数，真因數和為2177，虧度為2692
- 不尋常數，大於平方根的質因數為541。
- 十进制的奢侈數。

4870
- 合数，正因數有1、2、5、10、487、974、2435和4870。
質因數分解，{\displaystyle 2\times 5\times 487}。
- 亏数，真因數和為3914，虧度為956
- 不尋常數，大於平方根的質因數為487。
- 无平方数因数的数。
  - 楔形数。
- 十进制的奢侈數。

4871
- 第652個質數。

4872
- 合数，正因數有1、2、3、4、6、7、8、12、14、21、24、28、29、42、56、58、84、87、116、168、174、203、232、348、406、609、696、812、1218、1624、2436和4872。
質因數分解，{\displaystyle 2^{3}\times 3\times 7\times 29}。
- 过剩数，真因數和為9528，盈度為4656
- 十进制的奢侈數。

4873
- 合数，正因數有1、11、443和4873。
質因數分解，{\displaystyle 11\times 443}。
- 亏数，真因數和為455，虧度為4418
- 不尋常數，大於平方根的質因數為443。
- 半素数。
- 无平方数因数的数。
- 十进制的奢侈數。

4874
- 合数，正因數有1、2、2437和4874。
質因數分解，{\displaystyle 2\times 2437}。
- 亏数，真因數和為2440，虧度為2434
- 不尋常數，大於平方根的質因數為2437。
- 半素数。
- 无平方数因数的数。
- 十进制的奢侈數。

4875
- 合数，正因數有1、3、5、13、15、25、39、65、75、125、195、325、375、975、1625和4875。
質因數分解，{\displaystyle 3\times 5^{3}\times 13}。
- 亏数，真因數和為3861，虧度為1014
- 十进制的奢侈數。

4876
- 合数，正因數有1、2、4、23、46、53、92、106、212、1219、2438和4876。
質因數分解，{\displaystyle 2^{2}\times 23\times 53}。
- 亏数，真因數和為4196，虧度為680
- 十进制的奢侈數。

4877
- 第653個質數。

4878
- 合数，正因數有1、2、3、6、9、18、271、542、813、1626、2439和4878。
質因數分解，{\displaystyle 2\times 3^{2}\times 271}。
- 过剩数，真因數和為5730，盈度為852
  - 半完全数，和為本身的其中一組因數為271、 542、 1626、 2439。
- 不尋常數，大於平方根的質因數為271。
- 十进制的奢侈數。

4879
- 合数，正因數有1、7、17、41、119、287、697和4879。
質因數分解，{\displaystyle 7\times 17\times 41}。
- 亏数，真因數和為1169，虧度為3710
- 无平方数因数的数。
  - 楔形数。
- 十进制的奢侈數。

4880
- 合数，正因數有1、2、4、5、8、10、16、20、40、61、80、122、244、305、488、610、976、1220、2440和4880。
質因數分解，{\displaystyle 2^{4}\times 5\times 61}。
- 过剩数，真因數和為6652，盈度為1772
- 十进制的奢侈數。

4881
- 合数，正因數有1、3、1627和4881。
質因數分解，{\displaystyle 3\times 1627}。
- 亏数，真因數和為1631，虧度為3250
- 不尋常數，大於平方根的質因數為1627。
- 半素数。
- 无平方数因数的数。
- 十进制的奢侈數。

4882
- 合数，正因數有1、2、2441和4882。
質因數分解，{\displaystyle 2\times 2441}。
- 亏数，真因數和為2444，虧度為2438
- 不尋常數，大於平方根的質因數為2441。
- 半素数。
- 无平方数因数的数。
- 十进制的奢侈數。

4883
- 合数，正因數有1、19、257和4883。
質因數分解，{\displaystyle 19\times 257}。
- 亏数，真因數和為277，虧度為4606
- 不尋常數，大於平方根的質因數為257。
- 半素数。
- 无平方数因数的数。
- 十进制的奢侈數。

4884
- 合数，正因數有1、2、3、4、6、11、12、22、33、37、44、66、74、111、132、148、222、407、444、814、1221、1628、2442和4884。
質因數分解，{\displaystyle 2^{2}\times 3\times 11\times 37}。
- 过剩数，真因數和為7884，盈度為3000
- 十进制的奢侈數。

4885
- 合数，正因數有1、5、977和4885。
質因數分解，{\displaystyle 5\times 977}。
- 亏数，真因數和為983，虧度為3902
- 不尋常數，大於平方根的質因數為977。
- 半素数。
- 无平方数因数的数。
- 十进制的等數位數。

4886
- 合数，正因數有1、2、7、14、349、698、2443和4886。
質因數分解，{\displaystyle 2\times 7\times 349}。
- 亏数，真因數和為3514，虧度為1372
- 不尋常數，大於平方根的質因數為349。
- 无平方数因数的数。
  - 楔形数。
- 十进制的奢侈數。

4887
- 合数，正因數有1、3、9、27、181、543、1629和4887。
質因數分解，{\displaystyle 3^{3}\times 181}。
- 亏数，真因數和為2393，虧度為2494
- 不尋常數，大於平方根的質因數為181。
- 十进制的奢侈數。

4888
- 合数，正因數有1、2、4、8、13、26、47、52、94、104、188、376、611、1222、2444和4888。
質因數分解，{\displaystyle 2^{3}\times 13\times 47}。
- 过剩数，真因數和為5192，盈度為304
- 十进制的奢侈數。

4889
- 第654個質數。

4890
- 合数，正因數有1、2、3、5、6、10、15、30、163、326、489、815、978、1630、2445和4890。
質因數分解，{\displaystyle 2\times 3\times 5\times 163}。
- 过剩数，真因數和為6918，盈度為2028
- 不尋常數，大於平方根的質因數為163。
- 无平方数因数的数。
- 十进制的奢侈數。

4891
- 合数，正因數有1、67、73和4891。
質因數分解，{\displaystyle 67\times 73}。
- 亏数，真因數和為141，虧度為4750
- 不尋常數，大於平方根的質因數為73。
- 半素数。
- 无平方数因数的数。
- 十进制的等數位數。

4892
- 合数，正因數有1、2、4、1223、2446和4892。
質因數分解，{\displaystyle 2^{2}\times 1223}。
- 亏数，真因數和為3676，虧度為1216
- 不尋常數，大於平方根的質因數為1223。
- 十进制的奢侈數。

4893
- 合数，正因數有1、3、7、21、233、699、1631和4893。
質因數分解，{\displaystyle 3\times 7\times 233}。
- 亏数，真因數和為2595，虧度為2298
- 不尋常數，大於平方根的質因數為233。
- 无平方数因数的数。
  - 楔形数。
- 十进制的奢侈數。

4894
- 合数，正因數有1、2、2447和4894。
質因數分解，{\displaystyle 2\times 2447}。
- 亏数，真因數和為2450，虧度為2444
- 不尋常數，大於平方根的質因數為2447。
- 半素数。
- 无平方数因数的数。
- 十进制的奢侈數。

4895
- 合数，正因數有1、5、11、55、89、445、979和4895。
質因數分解，{\displaystyle 5\times 11\times 89}。
- 亏数，真因數和為1585，虧度為3310
- 不尋常數，大於平方根的質因數為89。
- 无平方数因数的数。
  - 楔形数。
- 十进制的奢侈數。

4896
- 合数，正因數有1、2、3、4、6、8、9、12、16、17、18、24、32、34、36、48、51、68、72、96、102、136、144、153、204、272、288、306、408、544、612、816、1224、1632、2448和4896。
質因數分解，{\displaystyle 2^{5}\times 3^{2}\times 17}。
- 过剩数，真因數和為9846，盈度為4950
- 十进制的奢侈數。

4897
- 合数，正因數有1、59、83和4897。
質因數分解，{\displaystyle 59\times 83}。
- 亏数，真因數和為143，虧度為4754
- 不尋常數，大於平方根的質因數為83。
- 半素数。
- 无平方数因数的数。
- 十进制的等數位數。

4898
- 合数，正因數有1、2、31、62、79、158、2449和4898。
質因數分解，{\displaystyle 2\times 31\times 79}。
- 亏数，真因數和為2782，虧度為2116
- 不尋常數，大於平方根的質因數為79。
- 无平方数因数的数。
  - 楔形数。
- 十进制的奢侈數。

4899
- 合数，正因數有1、3、23、69、71、213、1633和4899。
質因數分解，{\displaystyle 3\times 23\times 71}。
- 亏数，真因數和為2013，虧度為2886
- 不尋常數，大於平方根的質因數為71。
- 无平方数因数的数。
  - 楔形数。
- 十进制的奢侈數。

4900
- 合数，正因數有1、2、4、5、7、10、14、20、25、28、35、49、50、70、98、100、140、175、196、245、350、490、700、980、1225、2450和4900。
質因數分解，{\displaystyle 2^{2}\times 5^{2}\times 7^{2}}。
- 过剩数，真因數和為7469，盈度為2569
- 平方数，為70的平方。
- 十进制的奢侈數。

4901
- 合数，正因數有1、13、29、169、377和4901。
質因數分解，{\displaystyle 13^{2}\times 29}。
- 亏数，真因數和為589，虧度為4312
- 十进制的奢侈數。

4902
- 合数，正因數有1、2、3、6、19、38、43、57、86、114、129、258、817、1634、2451和4902。
質因數分解，{\displaystyle 2\times 3\times 19\times 43}。
- 过剩数，真因數和為5658，盈度為756
- 无平方数因数的数。
- 十进制的奢侈數。

4903
- 第655個質數。

4904
- 合数，正因數有1、2、4、8、613、1226、2452和4904。
質因數分解，{\displaystyle 2^{3}\times 613}。
- 亏数，真因數和為4306，虧度為598
- 不尋常數，大於平方根的質因數為613。
- 十进制的奢侈數。

4905
- 合数，正因數有1、3、5、9、15、45、109、327、545、981、1635和4905。
質因數分解，{\displaystyle 3^{2}\times 5\times 109}。
- 亏数，真因數和為3675，虧度為1230
- 不尋常數，大於平方根的質因數為109。
- 十进制的奢侈數。

4906
- 合数，正因數有1、2、11、22、223、446、2453和4906。
質因數分解，{\displaystyle 2\times 11\times 223}。
- 亏数，真因數和為3158，虧度為1748
- 不尋常數，大於平方根的質因數為223。
- 无平方数因数的数。
  - 楔形数。
- 十进制的奢侈數。

4907
- 合数，正因數有1、7、701和4907。
質因數分解，{\displaystyle 7\times 701}。
- 亏数，真因數和為709，虧度為4198
- 不尋常數，大於平方根的質因數為701。
- 半素数。
- 无平方数因数的数。
- 十进制的等數位數。

4908
- 合数，正因數有1、2、3、4、6、12、409、818、1227、1636、2454和4908。
質因數分解，{\displaystyle 2^{2}\times 3\times 409}。
- 过剩数，真因數和為6572，盈度為1664
  - 半完全数，和為本身的其中一組因數為409、 818、 1227、 2454。
- 不尋常數，大於平方根的質因數為409。
- 十进制的奢侈數。

4909
- 第656個質數。

4910
- 合数，正因數有1、2、5、10、491、982、2455和4910。
質因數分解，{\displaystyle 2\times 5\times 491}。
- 亏数，真因數和為3946，虧度為964
- 不尋常數，大於平方根的質因數為491。
- 无平方数因数的数。
  - 楔形数。
- 十进制的奢侈數。

4911
- 合数，正因數有1、3、1637和4911。
質因數分解，{\displaystyle 3\times 1637}。
- 亏数，真因數和為1641，虧度為3270
- 不尋常數，大於平方根的質因數為1637。
- 半素数。
- 无平方数因数的数。
- 十进制的奢侈數。

4912
- 合数，正因數有1、2、4、8、16、307、614、1228、2456和4912。
質因數分解，{\displaystyle 2^{4}\times 307}。
- 亏数，真因數和為4636，虧度為276
- 不尋常數，大於平方根的質因數為307。
- 十进制的奢侈數。

4913
- 合数，正因數有1、17、289和4913。
質因數分解，{\displaystyle 17^{3}}。
- 亏数，真因數和為307，虧度為4606
- 十进制的節儉數。

4914
- 合数，正因數有1、2、3、6、7、9、13、14、18、21、26、27、39、42、54、63、78、91、117、126、182、189、234、273、351、378、546、702、819、1638、2457和4914。
質因數分解，{\displaystyle 2\times 3^{3}\times 7\times 13}。
- 过剩数，真因數和為8526，盈度為3612
- 十进制的奢侈數。

4915
- 合数，正因數有1、5、983和4915。
質因數分解，{\displaystyle 5\times 983}。
- 亏数，真因數和為989，虧度為3926
- 不尋常數，大於平方根的質因數為983。
- 半素数。
- 无平方数因数的数。
- 十进制的等數位數。

4916
- 合数，正因數有1、2、4、1229、2458和4916。
質因數分解，{\displaystyle 2^{2}\times 1229}。
- 亏数，真因數和為3694，虧度為1222
- 不尋常數，大於平方根的質因數為1229。
- 十进制的奢侈數。

4917
- 合数，正因數有1、3、11、33、149、447、1639和4917。
質因數分解，{\displaystyle 3\times 11\times 149}。
- 亏数，真因數和為2283，虧度為2634
- 不尋常數，大於平方根的質因數為149。
- 无平方数因数的数。
  - 楔形数。
- 十进制的奢侈數。

4918
- 合数，正因數有1、2、2459和4918。
質因數分解，{\displaystyle 2\times 2459}。
- 亏数，真因數和為2462，虧度為2456
- 不尋常數，大於平方根的質因數為2459。
- 半素数。
- 无平方数因数的数。
- 十进制的奢侈數。

4919
- 第657個質數。

4920
- 合数，正因數有1、2、3、4、5、6、8、10、12、15、20、24、30、40、41、60、82、120、123、164、205、246、328、410、492、615、820、984、1230、1640、2460和4920。
質因數分解，{\displaystyle 2^{3}\times 3\times 5\times 41}。
- 过剩数，真因數和為10200，盈度為5280
- 十进制的奢侈數。

4921
- 合数，正因數有1、7、19、37、133、259、703和4921。
質因數分解，{\displaystyle 7\times 19\times 37}。
- 亏数，真因數和為1159，虧度為3762
- 无平方数因数的数。
  - 楔形数。
- 十进制的奢侈數。

4922
- 合数，正因數有1、2、23、46、107、214、2461和4922。
質因數分解，{\displaystyle 2\times 23\times 107}。
- 亏数，真因數和為2854，虧度為2068
- 不尋常數，大於平方根的質因數為107。
- 无平方数因数的数。
  - 楔形数。
- 十进制的奢侈數。

4923
- 合数，正因數有1、3、9、547、1641和4923。
質因數分解，{\displaystyle 3^{2}\times 547}。
- 亏数，真因數和為2201，虧度為2722
- 不尋常數，大於平方根的質因數為547。
- 十进制的奢侈數。

4924
- 合数，正因數有1、2、4、1231、2462和4924。
質因數分解，{\displaystyle 2^{2}\times 1231}。
- 亏数，真因數和為3700，虧度為1224
- 不尋常數，大於平方根的質因數為1231。
- 十进制的奢侈數。

4925
- 合数，正因數有1、5、25、197、985和4925。
質因數分解，{\displaystyle 5^{2}\times 197}。
- 亏数，真因數和為1213，虧度為3712
- 不尋常數，大於平方根的質因數為197。
- 十进制的奢侈數。

4926
- 合数，正因數有1、2、3、6、821、1642、2463和4926。
質因數分解，{\displaystyle 2\times 3\times 821}。
- 过剩数，真因數和為4938，盈度為12
  - 半完全数，和為本身的其中一組因數為821、 1642、 2463。
- 不尋常數，大於平方根的質因數為821。
- 佩服數，佩服因數為6。
- 无平方数因数的数。
  - 楔形数。
- 十进制的奢侈數。

4927
- 合数，正因數有1、13、379和4927。
質因數分解，{\displaystyle 13\times 379}。
- 亏数，真因數和為393，虧度為4534
- 不尋常數，大於平方根的質因數為379。
- 半素数。
- 无平方数因数的数。
- 十进制的奢侈數。

4928
- 合数，正因數有1、2、4、7、8、11、14、16、22、28、32、44、56、64、77、88、112、154、176、224、308、352、448、616、704、1232、2464和4928。
質因數分解，{\displaystyle 2^{6}\times 7\times 11}。
- 过剩数，真因數和為7264，盈度為2336
- 十进制的奢侈數。

4929
- 合数，正因數有1、3、31、53、93、159、1643和4929。
質因數分解，{\displaystyle 3\times 31\times 53}。
- 亏数，真因數和為1983，虧度為2946
- 无平方数因数的数。
  - 楔形数。
- 十进制的奢侈數。

4930
- 合数，正因數有1、2、5、10、17、29、34、58、85、145、170、290、493、986、2465和4930。
質因數分解，{\displaystyle 2\times 5\times 17\times 29}。
- 亏数，真因數和為4790，虧度為140
- 无平方数因数的数。
- 十进制的奢侈數。

4931
- 第658個質數。
  - 孪生素数，為（4931、 4933）

4932
- 合数，正因數有1、2、3、4、6、9、12、18、36、137、274、411、548、822、1233、1644、2466和4932。
質因數分解，{\displaystyle 2^{2}\times 3^{2}\times 137}。
- 过剩数，真因數和為7626，盈度為2694
- 不尋常數，大於平方根的質因數為137。
- 十进制的奢侈數。

4933
- 第659個質數。
  - 孪生素数，為（4931、 4933）

4934
- 合数，正因數有1、2、2467和4934。
質因數分解，{\displaystyle 2\times 2467}。
- 亏数，真因數和為2470，虧度為2464
- 不尋常數，大於平方根的質因數為2467。
- 半素数。
- 无平方数因数的数。
- 十进制的奢侈數。

4935
- 合数，正因數有1、3、5、7、15、21、35、47、105、141、235、329、705、987、1645和4935。
質因數分解，{\displaystyle 3\times 5\times 7\times 47}。
- 亏数，真因數和為4281，虧度為654
- 无平方数因数的数。
- 十进制的奢侈數。

4936
- 合数，正因數有1、2、4、8、617、1234、2468和4936。
質因數分解，{\displaystyle 2^{3}\times 617}。
- 亏数，真因數和為4334，虧度為602
- 不尋常數，大於平方根的質因數為617。
- 十进制的奢侈數。

4937
- 第660個質數。

4938
- 合数，正因數有1、2、3、6、823、1646、2469和4938。
質因數分解，{\displaystyle 2\times 3\times 823}。
- 过剩数，真因數和為4950，盈度為12
  - 半完全数，和為本身的其中一組因數為823、 1646、 2469。
- 不尋常數，大於平方根的質因數為823。
- 佩服數，佩服因數為6。
- 无平方数因数的数。
  - 楔形数。
- 十进制的奢侈數。

4939
- 合数，正因數有1、11、449和4939。
質因數分解，{\displaystyle 11\times 449}。
- 亏数，真因數和為461，虧度為4478
- 不尋常數，大於平方根的質因數為449。
- 半素数。
- 无平方数因数的数。
- 十进制的奢侈數。

4940
- 合数，正因數有1、2、4、5、10、13、19、20、26、38、52、65、76、95、130、190、247、260、380、494、988、1235、2470和4940。
質因數分解，{\displaystyle 2^{2}\times 5\times 13\times 19}。
- 过剩数，真因數和為6820，盈度為1880
- 十进制的奢侈數。

4941
- 合数，正因數有1、3、9、27、61、81、183、549、1647和4941。
質因數分解，{\displaystyle 3^{4}\times 61}。
- 亏数，真因數和為2561，虧度為2380
- 十进制的等數位數。

4942
- 合数，正因數有1、2、7、14、353、706、2471和4942。
質因數分解，{\displaystyle 2\times 7\times 353}。
- 亏数，真因數和為3554，虧度為1388
- 不尋常數，大於平方根的質因數為353。
- 无平方数因数的数。
  - 楔形数。
- 十进制的奢侈數。

4943
- 第661個質數。

4944
- 合数，正因數有1、2、3、4、6、8、12、16、24、48、103、206、309、412、618、824、1236、1648、2472和4944。
質因數分解，{\displaystyle 2^{4}\times 3\times 103}。
- 过剩数，真因數和為7952，盈度為3008
- 不尋常數，大於平方根的質因數為103。
- 十进制的奢侈數。

4945
- 合数，正因數有1、5、23、43、115、215、989和4945。
質因數分解，{\displaystyle 5\times 23\times 43}。
- 亏数，真因數和為1391，虧度為3554
- 无平方数因数的数。
  - 楔形数。
- 十进制的奢侈數。

4946
- 合数，正因數有1、2、2473和4946。
質因數分解，{\displaystyle 2\times 2473}。
- 亏数，真因數和為2476，虧度為2470
- 不尋常數，大於平方根的質因數為2473。
- 半素数。
- 无平方数因数的数。
- 十进制的奢侈數。

4947
- 合数，正因數有1、3、17、51、97、291、1649和4947。
質因數分解，{\displaystyle 3\times 17\times 97}。
- 亏数，真因數和為2109，虧度為2838
- 不尋常數，大於平方根的質因數為97。
- 无平方数因数的数。
  - 楔形数。
- 十进制的奢侈數。

4948
- 合数，正因數有1、2、4、1237、2474和4948。
質因數分解，{\displaystyle 2^{2}\times 1237}。
- 亏数，真因數和為3718，虧度為1230
- 不尋常數，大於平方根的質因數為1237。
- 十进制的奢侈數。

4949
- 合数，正因數有1、7、49、101、707和4949。
質因數分解，{\displaystyle 7^{2}\times 101}。
- 亏数，真因數和為865，虧度為4084
- 不尋常數，大於平方根的質因數為101。
- 十进制的奢侈數。

4950
- 合数，正因數有1、2、3、5、6、9、10、11、15、18、22、25、30、33、45、50、55、66、75、90、99、110、150、165、198、225、275、330、450、495、550、825、990、1650、2475和4950。
質因數分解，{\displaystyle 2\times 3^{2}\times 5^{2}\times 11}。
- 过剩数，真因數和為9558，盈度為4608
- 十进制的奢侈數。

4951
- 第662個質數。

4952
- 合数，正因數有1、2、4、8、619、1238、2476和4952。
質因數分解，{\displaystyle 2^{3}\times 619}。
- 亏数，真因數和為4348，虧度為604
- 不尋常數，大於平方根的質因數為619。
- 十进制的奢侈數。

4953
- 合数，正因數有1、3、13、39、127、381、1651和4953。
質因數分解，{\displaystyle 3\times 13\times 127}。
- 亏数，真因數和為2215，虧度為2738
- 不尋常數，大於平方根的質因數為127。
- 无平方数因数的数。
  - 楔形数。
- 十进制的奢侈數。

4954
- 合数，正因數有1、2、2477和4954。
質因數分解，{\displaystyle 2\times 2477}。
- 亏数，真因數和為2480，虧度為2474
- 不尋常數，大於平方根的質因數為2477。
- 半素数。
- 无平方数因数的数。
- 十进制的奢侈數。

4955
- 合数，正因數有1、5、991和4955。
質因數分解，{\displaystyle 5\times 991}。
- 亏数，真因數和為997，虧度為3958
- 不尋常數，大於平方根的質因數為991。
- 半素数。
- 无平方数因数的数。
- 十进制的等數位數。

4956
- 合数，正因數有1、2、3、4、6、7、12、14、21、28、42、59、84、118、177、236、354、413、708、826、1239、1652、2478和4956。
質因數分解，{\displaystyle 2^{2}\times 3\times 7\times 59}。
- 过剩数，真因數和為8484，盈度為3528
- 十进制的奢侈數。

4957
- 第663個質數。

4958
- 合数，正因數有1、2、37、67、74、134、2479和4958。
質因數分解，{\displaystyle 2\times 37\times 67}。
- 亏数，真因數和為2794，虧度為2164
- 无平方数因数的数。
  - 楔形数。
- 十进制的奢侈數。

4959
- 合数，正因數有1、3、9、19、29、57、87、171、261、551、1653和4959。
質因數分解，{\displaystyle 3^{2}\times 19\times 29}。
- 亏数，真因數和為2841，虧度為2118
- 十进制的奢侈數。

4960
- 合数，正因數有1、2、4、5、8、10、16、20、31、32、40、62、80、124、155、160、248、310、496、620、992、1240、2480和4960。
質因數分解，{\displaystyle 2^{5}\times 5\times 31}。
- 过剩数，真因數和為7136，盈度為2176
- 十进制的奢侈數。

4961
- 合数，正因數有1、11、41、121、451和4961。
質因數分解，{\displaystyle 11^{2}\times 41}。
- 亏数，真因數和為625，虧度為4336
- 十进制的奢侈數。

4962
- 合数，正因數有1、2、3、6、827、1654、2481和4962。
質因數分解，{\displaystyle 2\times 3\times 827}。
- 过剩数，真因數和為4974，盈度為12
  - 半完全数，和為本身的其中一組因數為827、 1654、 2481。
- 不尋常數，大於平方根的質因數為827。
- 佩服數，佩服因數為6。
- 无平方数因数的数。
  - 楔形数。
- 十进制的奢侈數。

4963
- 合数，正因數有1、7、709和4963。
質因數分解，{\displaystyle 7\times 709}。
- 亏数，真因數和為717，虧度為4246
- 不尋常數，大於平方根的質因數為709。
- 半素数。
- 无平方数因数的数。
- 十进制的等數位數。

4964
- 合数，正因數有1、2、4、17、34、68、73、146、292、1241、2482和4964。
質因數分解，{\displaystyle 2^{2}\times 17\times 73}。
- 亏数，真因數和為4360，虧度為604
- 不尋常數，大於平方根的質因數為73。
- 十进制的奢侈數。

4965
- 合数，正因數有1、3、5、15、331、993、1655和4965。
質因數分解，{\displaystyle 3\times 5\times 331}。
- 亏数，真因數和為3003，虧度為1962
- 不尋常數，大於平方根的質因數為331。
- 无平方数因数的数。
  - 楔形数。
- 十进制的奢侈數。

4966
- 合数，正因數有1、2、13、26、191、382、2483和4966。
質因數分解，{\displaystyle 2\times 13\times 191}。
- 亏数，真因數和為3098，虧度為1868
- 不尋常數，大於平方根的質因數為191。
- 无平方数因数的数。
  - 楔形数。
- 十进制的奢侈數。

4967
- 第664個質數。
  - 孪生素数，為（4967、 4969）

4968
- 合数，正因數有1、2、3、4、6、8、9、12、18、23、24、27、36、46、54、69、72、92、108、138、184、207、216、276、414、552、621、828、1242、1656、2484和4968。
質因數分解，{\displaystyle 2^{3}\times 3^{3}\times 23}。
- 过剩数，真因數和為9432，盈度為4464
- 十进制的奢侈數。

4969
- 第665個質數。
  - 孪生素数，為（4967、 4969）

4970
- 合数，正因數有1、2、5、7、10、14、35、70、71、142、355、497、710、994、2485和4970。
質因數分解，{\displaystyle 2\times 5\times 7\times 71}。
- 过剩数，真因數和為5398，盈度為428
- 不尋常數，大於平方根的質因數為71。
- 无平方数因数的数。
- 普洛尼克数，為70與71的乘積。
- 十进制的奢侈數。

4971
- 合数，正因數有1、3、1657和4971。
質因數分解，{\displaystyle 3\times 1657}。
- 亏数，真因數和為1661，虧度為3310
- 不尋常數，大於平方根的質因數為1657。
- 半素数。
- 无平方数因数的数。
- 十进制的奢侈數。

4972
- 合数，正因數有1、2、4、11、22、44、113、226、452、1243、2486和4972。
質因數分解，{\displaystyle 2^{2}\times 11\times 113}。
- 亏数，真因數和為4604，虧度為368
- 不尋常數，大於平方根的質因數為113。
- 十进制的奢侈數。

4973
- 第666個質數。

4974
- 合数，正因數有1、2、3、6、829、1658、2487和4974。
質因數分解，{\displaystyle 2\times 3\times 829}。
- 过剩数，真因數和為4986，盈度為12
  - 半完全数，和為本身的其中一組因數為829、 1658、 2487。
- 不尋常數，大於平方根的質因數為829。
- 佩服數，佩服因數為6。
- 无平方数因数的数。
  - 楔形数。
- 十进制的奢侈數。

4975
- 合数，正因數有1、5、25、199、995和4975。
質因數分解，{\displaystyle 5^{2}\times 199}。
- 亏数，真因數和為1225，虧度為3750
- 不尋常數，大於平方根的質因數為199。
- 十进制的奢侈數。

4976
- 合数，正因數有1、2、4、8、16、311、622、1244、2488和4976。
質因數分解，{\displaystyle 2^{4}\times 311}。
- 亏数，真因數和為4696，虧度為280
- 不尋常數，大於平方根的質因數為311。
- 十进制的奢侈數。

4977
- 合数，正因數有1、3、7、9、21、63、79、237、553、711、1659和4977。
質因數分解，{\displaystyle 3^{2}\times 7\times 79}。
- 亏数，真因數和為3343，虧度為1634
- 不尋常數，大於平方根的質因數為79。
- 十进制的奢侈數。

4978
- 合数，正因數有1、2、19、38、131、262、2489和4978。
質因數分解，{\displaystyle 2\times 19\times 131}。
- 亏数，真因數和為2942，虧度為2036
- 不尋常數，大於平方根的質因數為131。
- 无平方数因数的数。
  - 楔形数。
- 十进制的奢侈數。

4979
- 合数，正因數有1、13、383和4979。
質因數分解，{\displaystyle 13\times 383}。
- 亏数，真因數和為397，虧度為4582
- 不尋常數，大於平方根的質因數為383。
- 半素数。
- 无平方数因数的数。
- 十进制的奢侈數。

4980
- 合数，正因數有1、2、3、4、5、6、10、12、15、20、30、60、83、166、249、332、415、498、830、996、1245、1660、2490和4980。
質因數分解，{\displaystyle 2^{2}\times 3\times 5\times 83}。
- 过剩数，真因數和為9132，盈度為4152
- 不尋常數，大於平方根的質因數為83。
- 十进制的奢侈數。

4981
- 合数，正因數有1、17、293和4981。
質因數分解，{\displaystyle 17\times 293}。
- 亏数，真因數和為311，虧度為4670
- 不尋常數，大於平方根的質因數為293。
- 半素数。
- 无平方数因数的数。
- 十进制的奢侈數。

4982
- 合数，正因數有1、2、47、53、94、106、2491和4982。
質因數分解，{\displaystyle 2\times 47\times 53}。
- 亏数，真因數和為2794，虧度為2188
- 无平方数因数的数。
  - 楔形数。
- 十进制的奢侈數。

4983
- 合数，正因數有1、3、11、33、151、453、1661和4983。
質因數分解，{\displaystyle 3\times 11\times 151}。
- 亏数，真因數和為2313，虧度為2670
- 不尋常數，大於平方根的質因數為151。
- 无平方数因数的数。
  - 楔形数。
- 十进制的奢侈數。

4984
- 合数，正因數有1、2、4、7、8、14、28、56、89、178、356、623、712、1246、2492和4984。
質因數分解，{\displaystyle 2^{3}\times 7\times 89}。
- 过剩数，真因數和為5816，盈度為832
- 不尋常數，大於平方根的質因數為89。
- 十进制的奢侈數。

4985
- 合数，正因數有1、5、997和4985。
質因數分解，{\displaystyle 5\times 997}。
- 亏数，真因數和為1003，虧度為3982
- 不尋常數，大於平方根的質因數為997。
- 半素数。
- 无平方数因数的数。
- 十进制的等數位數。

4986
- 合数，正因數有1、2、3、6、9、18、277、554、831、1662、2493和4986。
質因數分解，{\displaystyle 2\times 3^{2}\times 277}。
- 过剩数，真因數和為5856，盈度為870
  - 半完全数，和為本身的其中一組因數為277、 554、 1662、 2493。
- 不尋常數，大於平方根的質因數為277。
- 十进制的奢侈數。

4987
- 第667個質數。

4988
- 合数，正因數有1、2、4、29、43、58、86、116、172、1247、2494和4988。
質因數分解，{\displaystyle 2^{2}\times 29\times 43}。
- 亏数，真因數和為4252，虧度為736
- 十进制的奢侈數。

4989
- 合数，正因數有1、3、1663和4989。
質因數分解，{\displaystyle 3\times 1663}。
- 亏数，真因數和為1667，虧度為3322
- 不尋常數，大於平方根的質因數為1663。
- 半素数。
- 无平方数因数的数。
- 十进制的奢侈數。

4990
- 合数，正因數有1、2、5、10、499、998、2495和4990。
質因數分解，{\displaystyle 2\times 5\times 499}。
- 亏数，真因數和為4010，虧度為980
- 不尋常數，大於平方根的質因數為499。
- 无平方数因数的数。
  - 楔形数。
- 十进制的奢侈數。

4991
- 合数，正因數有1、7、23、31、161、217、713和4991。
質因數分解，{\displaystyle 7\times 23\times 31}。
- 亏数，真因數和為1153，虧度為3838
- 无平方数因数的数。
  - 楔形数。
- 十进制的奢侈數。

4992
- 合数，正因數有1、2、3、4、6、8、12、13、16、24、26、32、39、48、52、64、78、96、104、128、156、192、208、312、384、416、624、832、1248、1664、2496和4992。
質因數分解，{\displaystyle 2^{7}\times 3\times 13}。
- 过剩数，真因數和為9288，盈度為4296
- 十进制的奢侈數。

4993
- 第668個質數。

4994
- 合数，正因數有1、2、11、22、227、454、2497和4994。
質因數分解，{\displaystyle 2\times 11\times 227}。
- 亏数，真因數和為3214，虧度為1780
- 不尋常數，大於平方根的質因數為227。
- 无平方数因数的数。
  - 楔形数。
- 十进制的奢侈數。

4995
- 合数，正因數有1、3、5、9、15、27、37、45、111、135、185、333、555、999、1665和4995。
質因數分解，{\displaystyle 3^{3}\times 5\times 37}。
- 亏数，真因數和為4125，虧度為870
- 十进制的奢侈數。

4996
- 合数，正因數有1、2、4、1249、2498和4996。
質因數分解，{\displaystyle 2^{2}\times 1249}。
- 亏数，真因數和為3754，虧度為1242
- 不尋常數，大於平方根的質因數為1249。
- 十进制的奢侈數。

4997
- 合数，正因數有1、19、263和4997。
質因數分解，{\displaystyle 19\times 263}。
- 亏数，真因數和為283，虧度為4714
- 不尋常數，大於平方根的質因數為263。
- 半素数。
- 无平方数因数的数。
- 十进制的奢侈數。

4998
- 合数，正因數有1、2、3、6、7、14、17、21、34、42、49、51、98、102、119、147、238、294、357、714、833、1666、2499和4998。
質因數分解，{\displaystyle 2\times 3\times 7^{2}\times 17}。
- 过剩数，真因數和為7314，盈度為2316
- 十进制的奢侈數。

4999
- 第669個質數。